# Histoire de la vigne et du vin

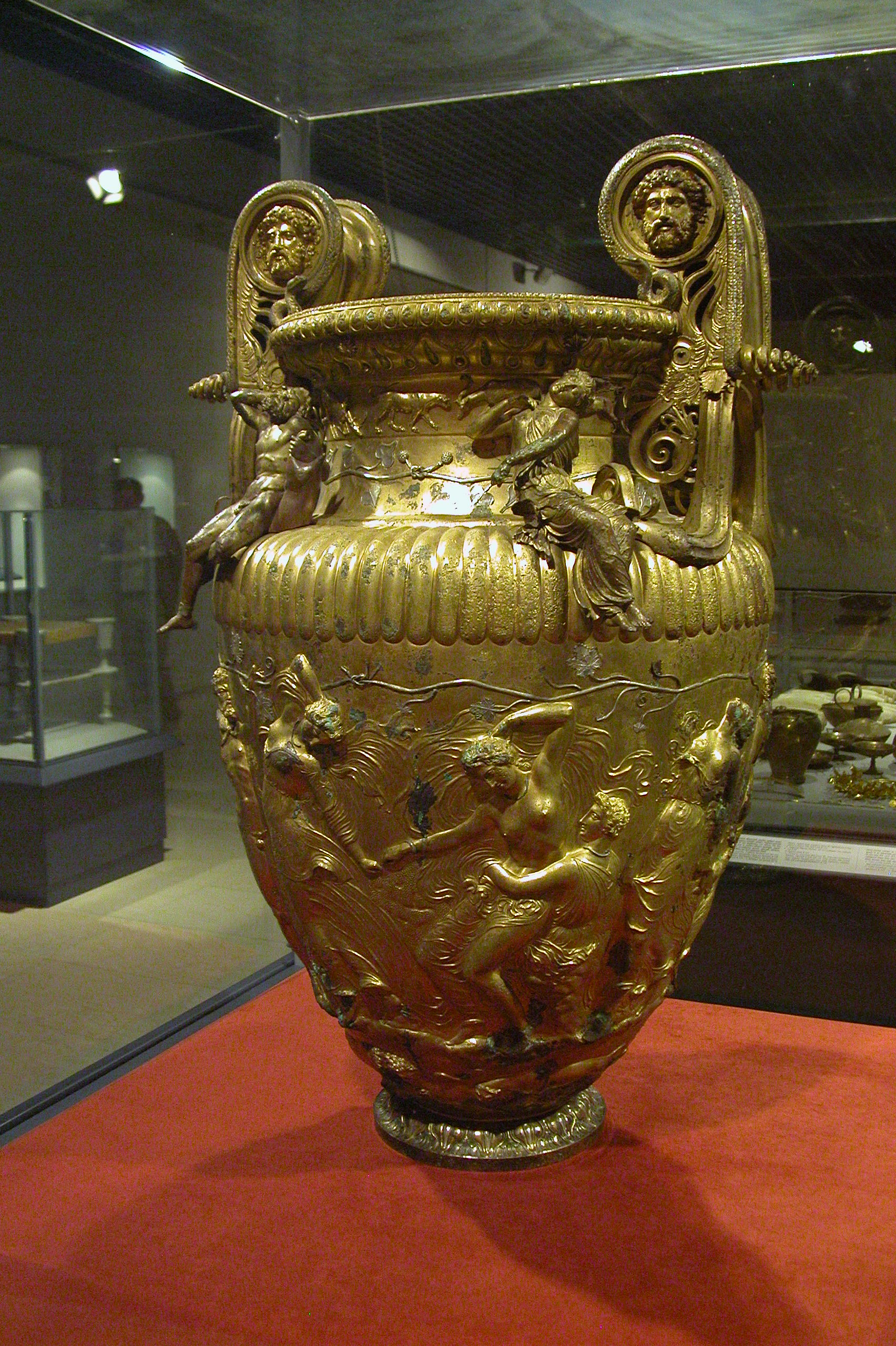
Cratère de Derveni montrant faunes et bacchantes dansant sous une vigne,
musée archéologique de Thessalonique.

L’histoire de la vigne et du vin remonte à plusieurs millénaires. La vigne et le vin ont représenté un élément important des sociétés, intimement associé à leurs économies, cultures et religions. Le vin synonyme de fête, d'ivresse, de convivialité, qui a investi le vaste champ des valeurs symboliques, est aujourd'hui présent dans la plupart des pays du monde. Il est le fruit d’une histoire longue et mouvementée.

## Passage de la vigne sauvage à la vigne cultivée
La vigne domestique, et l'ensemble des cépages traditionnels, viennent de la vigne sauvage qui est une liane trouvée en lisière forestière et ripisylves, fructifiant sur la canopée, jusqu'à plusieurs dizaines de mètres de hauteur. La vigne sauvage, apparue bien avant l'humanité, est encore représentée en Europe par Vitis vinifera subsp. sylvestris, notamment en forêt rhénane inondée. Elle est encore répandue, de la mer Caspienne à l’Atlantique, en Europe, en région méditerranéenne sauf en Afrique du Nord.
En 2023, la plus grande analyse génétique jamais faite des variétés de vigne a confirmé que les cycles glaciaires ont interféré avec la domestication du raisin et l'essor du vin : la vigne sauvage était présente au Quaternaire en Europe et Asie, mais les glaciations l'ont plusieurs fois repoussée dans les « refuges glaciaires », au moins dans la région du Caucase et ailleurs (des données palynologiques, montrent que lors de la dernière glaciation, trois principaux « refuges » européens ont été les péninsules Ibérienne, italienne et balkanique,. Très vite après la dernière glaciation, elle a regagné une grande partie de l’Europe.
Les derniers chasseurs-cueilleurs mangeaient du raisin comme l'attestent les pépins et les charbons de bois trouvés dans divers sites archéologiques.
L'étude génétique publiée en 2023 a conclu à au moins deux processus distincts de domestication : au Proche-Orient et dans le Caucase du Sud, à partir de deux populations distinctes de Vitis vinifera subsp. sylvestris, séparées lors de la dernière glaciation. La domestication dans le Caucase du Sud est associée aux premières vinifications, mais le vin d'Europe occidentale résulte d'une fertilisation croisée (introgression) entre les populations sauvages d'Europe occidentale et les vignes domestiques venues du Proche-Orient (initialement utilisés comme nourriture),.

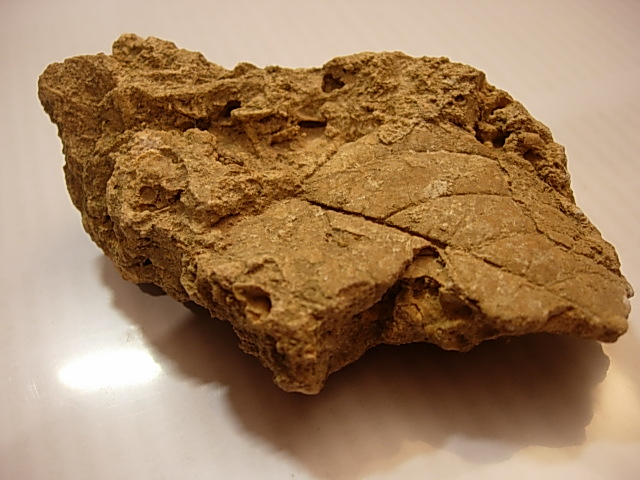
Feuille fossilisée de Vitis sezannensis.

Au XIXe siècle, dans les tufs de la commune de Sézanne, des fouilles ont mis au jour des restes fossilisés d'une vigne de l'ère tertiaire (paléocène, 60 millions d'années) qui a été baptisée Vitis sezannensis. Cette variété, disparue de l'Europe lors de la glaciation de Riss, subsiste de nos jours dans le sud-est du continent américain mais se révèle inapte à la vinification.
La vigne Ardéchoise présente depuis la fin du tertiaire y est peut-être indigène, car ses feuilles fossilisées dans des dépôts de diatomées ont été trouvées dans des couches du Pliocène aux environs de Privas. Elles proviennent d'une vigne identifiée comme vitis previnifera Sap.. Selon Louis Levadoux, ce type de vigne marque le passage entre les vignes asiatiques et la vigne européenne apte à faire du vin.
L’histoire du raisin de cuve est en grande partie superposée à celle du bassin méditerranéen. Il y a plus d’un million d’années, la vigne y poussait déjà sous forme de vigne sauvage (lambrusque), lianes sauvages n’ayant qu’une lointaine ressemblance avec les cépage modernes . Une analyse de 154 pieds de lambrusques spontanées a permis d'établir que les individus sylvestris présentent par rapport aux sativa :
1. un sinus pétiolaire de la feuille plutôt ouvert à très ouvert ;
2. une feuille plutôt entière, présentant 1 à 3 lobes ;
3. un nombre important de dents courtes.

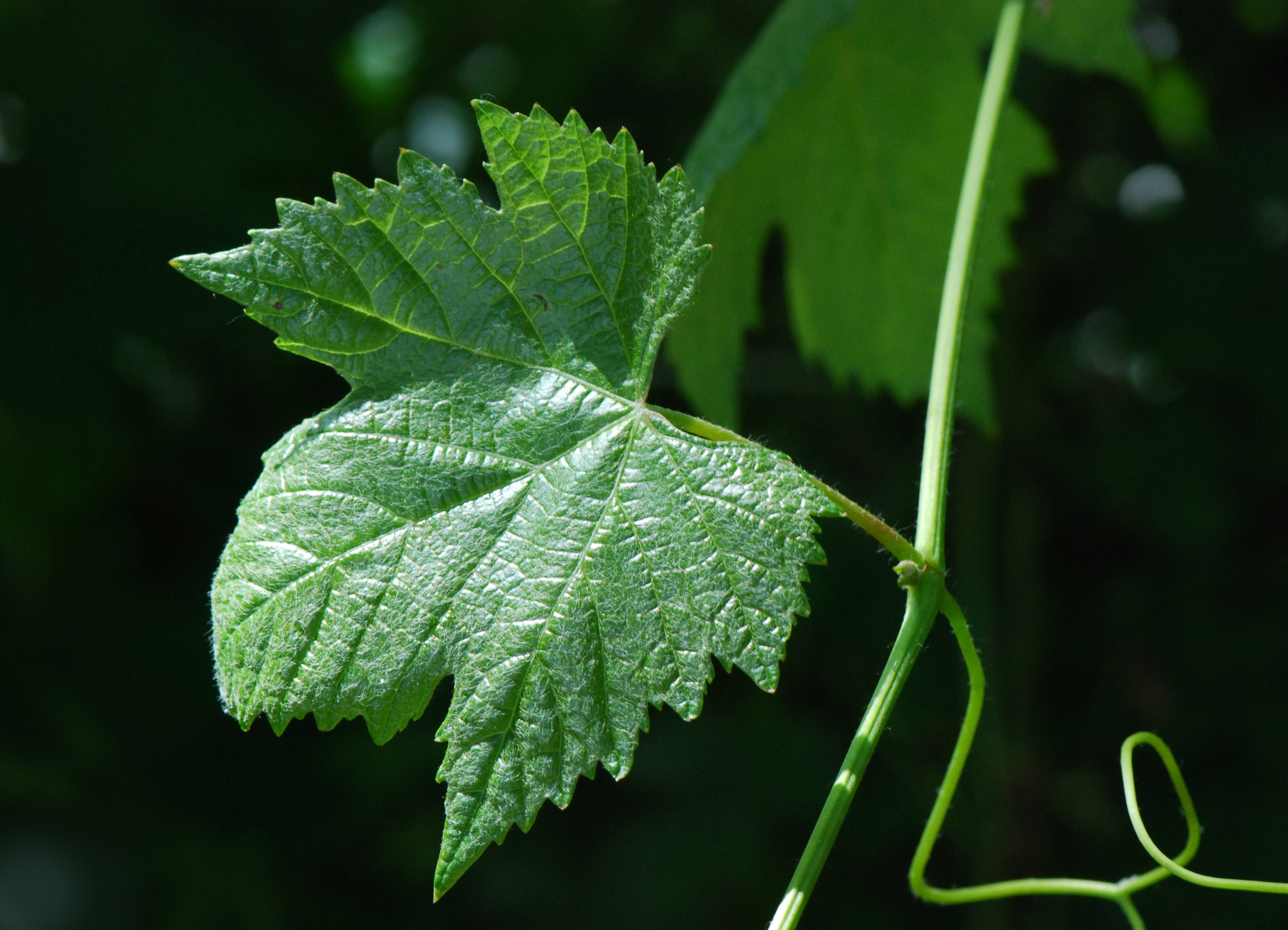
Feuille de lambrusque mâle (bord de la Charente), sinus pétiolaire ouvert.
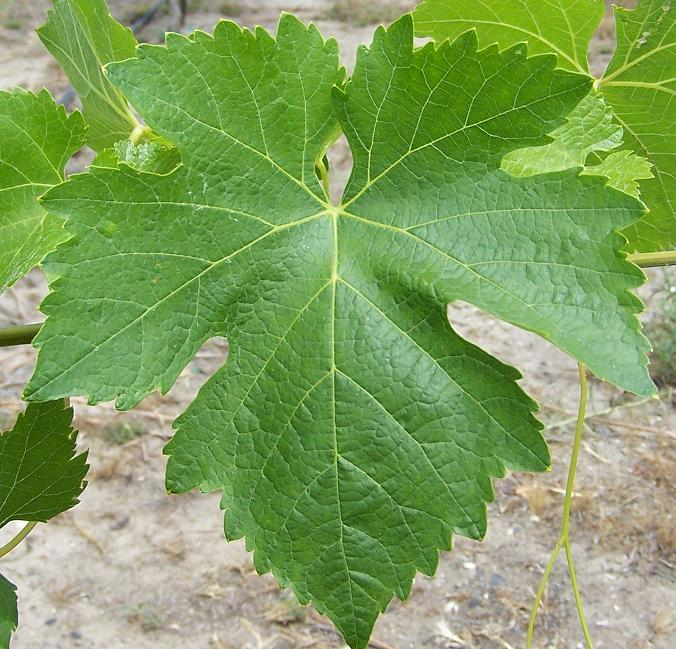
Feuille de syrah, au sinus pétiolaire en lyre, assez fermé.
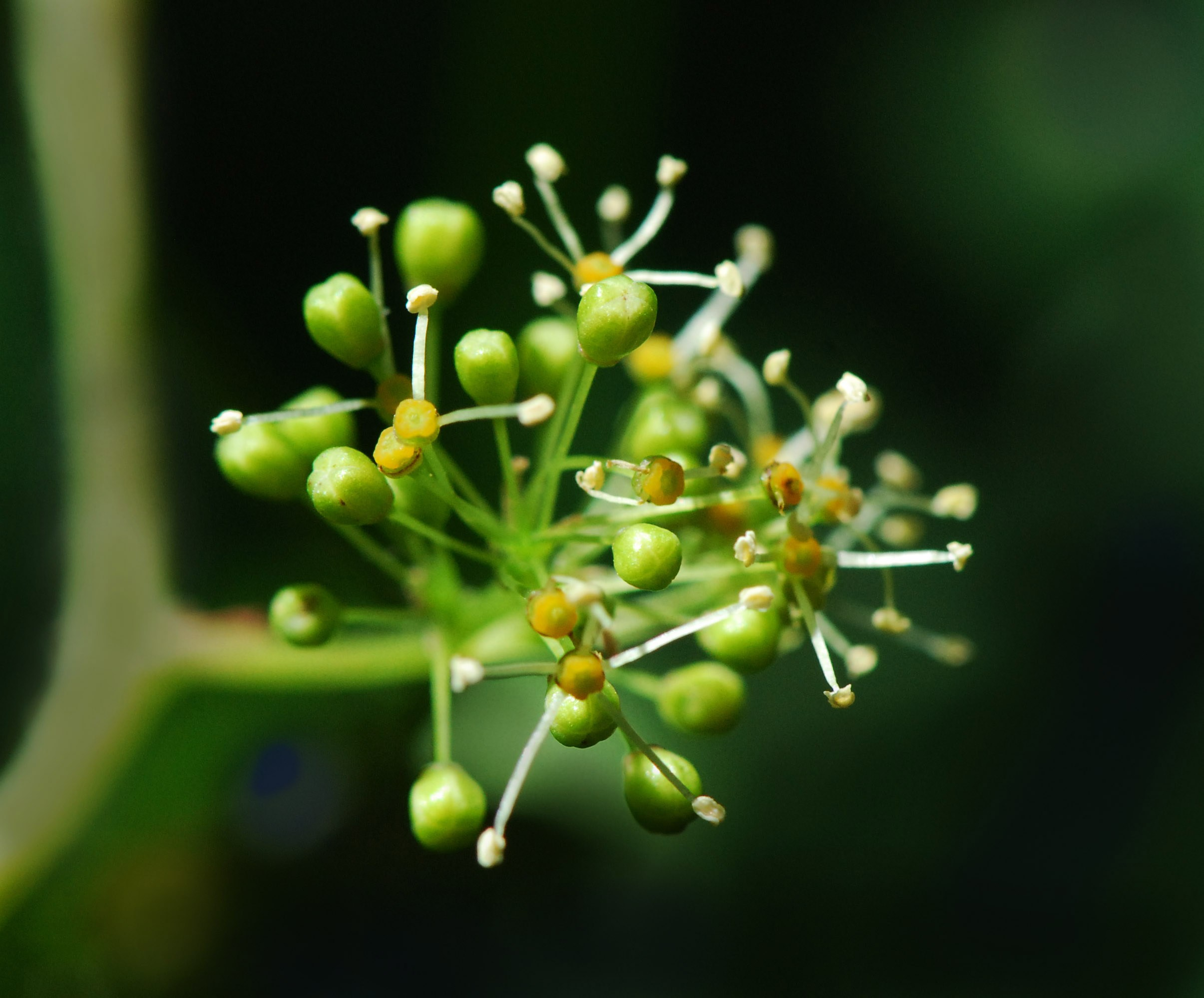
Fleur mâle de lambrusque, bord de la Charente.
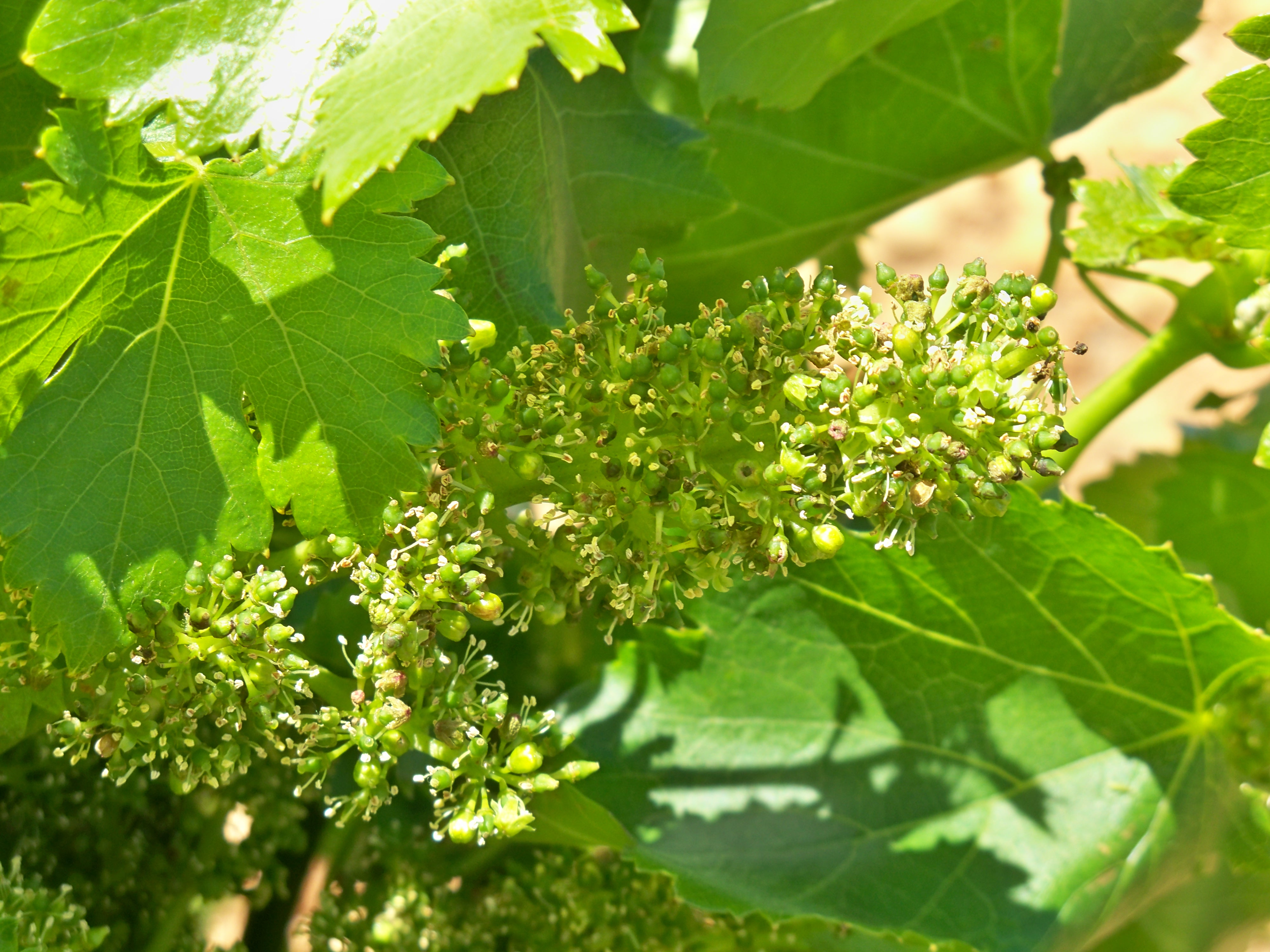
Fleurs de grappe de raisin.
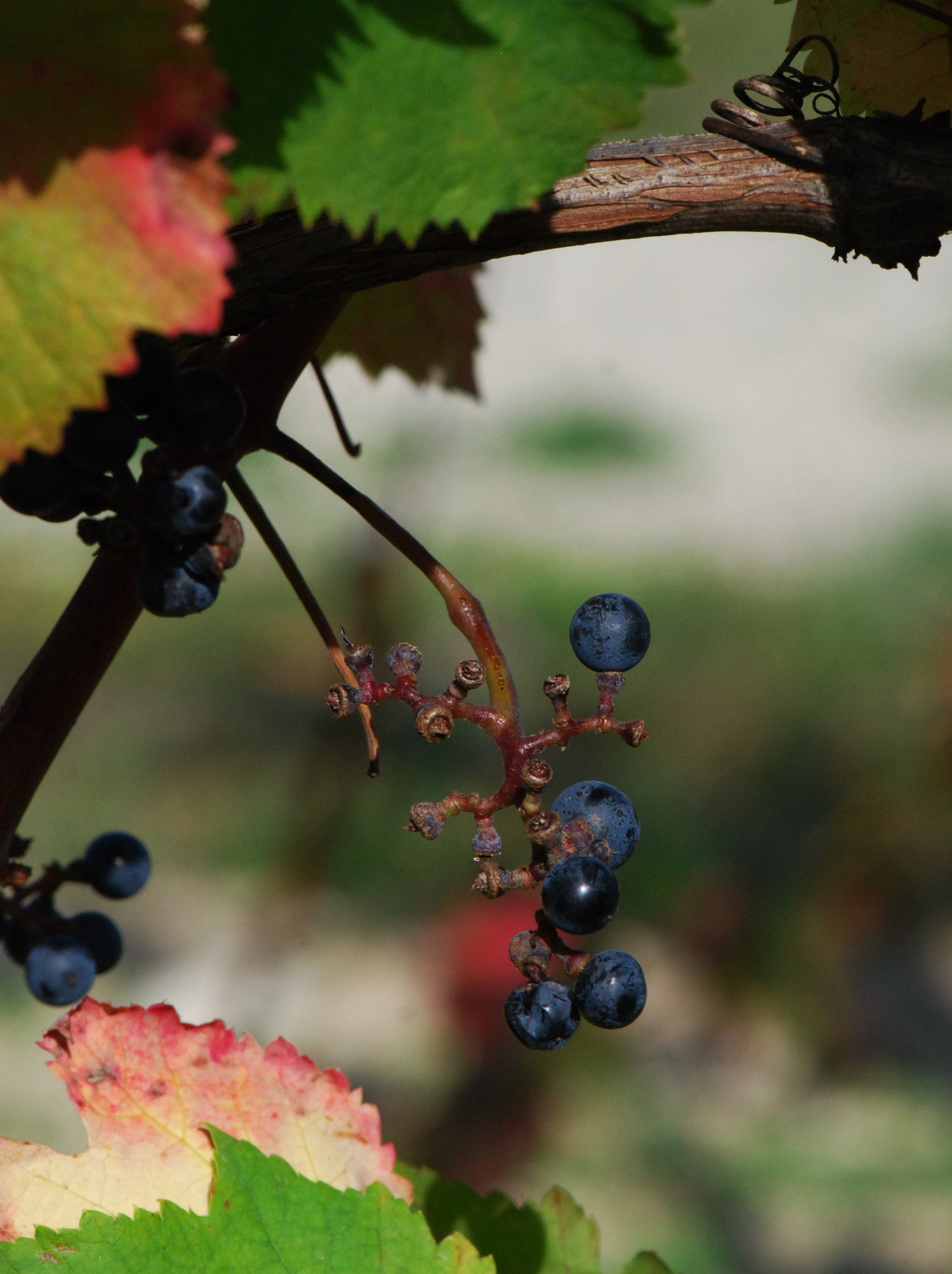
Petits fruits portées par une lambrusque femelle.
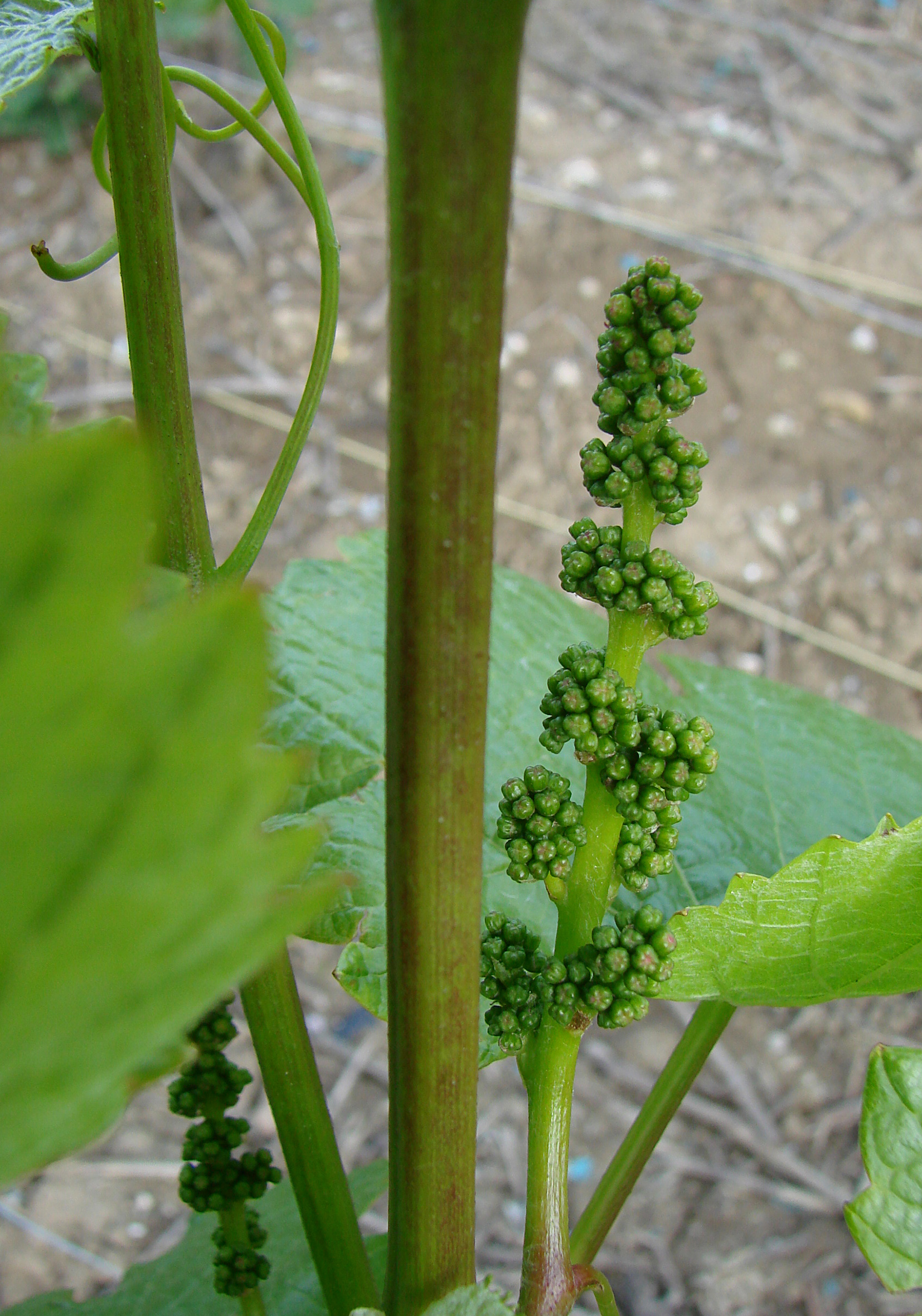
Jeune grappe d'une vigne cultivée.

Des différences morphologiques sont aussi marquées chez le fruit, et chez la fleur (plus difficiles à observer car la fleur est éphémère). Outre que les « grains » (baies noires) de son raisin, uniquement présents sur les pieds femelles, sont plus petits, cette vigne diffère de la vigne cultivée par d'autres points : 
- Bayer, en 1919, notait déjà que ses fleurs sont unisexuées (mâle ou femelle, la sous-espèce est dite dioïque), alors que la sous-espèce Vitis vinifera subsp. vinifera (à l'origine du « vrai raisin de cuve ») a des fleurs bisexuées ou fonctionnellement uniquement femelle[12] ;
  - les pieds mâles donnent des grappes florales atteignant parfois 20 cm, avec des fleurs dont le gynécée est atrophié mais dont le filet des étamines est bien développé, avec un pollen fertile ;
  - les pieds femelles produisent des grappes plus petites (10 cm max) de fleurs au gynécée bien développé mais dont le filet des étamines est atrophié et enroulé sur lui-même. Elles produisent un pollen qui est stérile[13]) ;
- les fruits sont plus acides et amers que ceux du raisin de cuve ;
- chaque baie comporte habituellement trois graines (ou pépins), contre deux pour nombre de cultivars ;
- Les pépins sont sphériques avec un bec court alors qu’ils sont en forme de poire avec un bec plus allongé chez le raisin cultivé ;
- Le feuillage vire au rouge parmi les premiers en automne.

L'analyse génétique des locus microsatellites montre une nette différenciation entre les vignes cultivées et les lambrusques. Elle différencie aussi les lambrusques corses des lambrusques continentales (Lacombe et al. 2003). L'analyse comparée des sous-espèces silvestris et sativa a mis en évidence quelques cépages cultivés conservant de nombreuses caractéristiques de lambrusques. Il s'agit du gros manseng B, du gewurztraminer B et de l'arvine B. Cette étude a aussi montré que les cultivars français se rapprochent plus des lambrusques spontanées françaises que les vignes étrangères (du sud ou du centre de l'Europe) et qu'au moins un allèle expliquant la saveur de muscat peut aussi nuire à la rusticité de la vigne.
En 2023, on estime que la domestication de la vigne s'est produite simultanément, il y a environ 11 000 ans, au moins en en Asie occidentale et dans le Caucase, pour produire respectivement des raisins de table et de cuve. Les cépages domestiqués en Asie occidentale se sont dispersés en Europe avec les premiers agriculteurs, introgressés avec d'anciens écotypes occidentaux sauvages, puis diversifiés le long des sentiers de migration humaine dans le muscat et les ancêtres uniques des raisins de cuve occidentaux à la fin du Néolithique.
| Quaternaire                   | La vigne sauvage est présente en Europe |
| Glaciations                   | La vigne sauvage se réfugie dans les refuges glaciaires de la région du Caucase, mais peut-être aussi ailleurs                                                        |
| Après Glaciation de Würm      | La vigne sauvage reconquiert une grande partie de l’Europe depuis la mer Caspienne jusqu’à l’Atlantique, la région méditerranéenne à l’exception du nord de l’Afrique |
| 8000 av. notre ère            | première trace de Vitis vinifera sylvestris : la Vigne à vin sauvage en Géorgie dans le Caucase                                                                       |
| 6000 av. notre ère            | apparition de la vigne dans le Caucase et en Mésopotamie |
| 3000 av. notre ère            | la vigne est cultivée en Égypte et en Phénicie |
| 2000 av. notre ère            | apparition en Grèce |
| 1000 av. notre ère            | la vigne est cultivée en Italie, en Sicile et en Afrique du Nord |
| 1000-500 av. notre ère        | apparition en Espagne, au Portugal et dans le Sud de la France |
| 500 av. notre ère - Moyen Âge | implantation au nord de l’Europe, sous l’influence des Romains, et jusqu’en Grande-Bretagne.                                                                          |

## De la préhistoire à l'Antiquité

### Aux origines d'une production

Sites archéologiques du Néolithique, du Chalcolithique et de l'Âge du Bronze ancien ayant livré des vestiges en rapport avec la viticulture ou l'oléiculture.

La production de boissons fermentées remonte au Paléolithique. Parmi ces boissons, la bière et l'hydromel sont obtenues très facilement et leur production est probablement antérieure à celle du vin. Ainsi, la fabrication de bière a utilisé d'abord des céréales sauvages bien avant de domestiquer les cultures vivrières et des débuts de l'agriculture. Des traces de brassage de bière à base de céréales (épeautre, orge, avoine) et de légumineuses sauvages et datées de 13 000 ans sont en effet mises en évidence dans des mortiers sur un site natoufien, la grotte-cimetière Raqefet sur le mont Carmel en Israël. Les jus de divers fruits, dont le raisin, sont également susceptibles de fermenter spontanément à la différence de la bière primitive élaborée à base de céréales sauvages pour laquelle l'amidon doit être préparé par insalivation, cuisson ou par maltage. De même la vinification a très bien pu précéder la culture de la vigne, en utilisant le jus de raisin cueilli sur des vignes sauvages, lianes naturellement présentes dans les forêts en particulier du Caucase. On admet généralement que la vinification existe depuis plusieurs millénaires ce qui aurait permis à l'homme du néolithique de goûter du vin. Si des restes archéologiques de pépins de vigne sauvage sont attestés il y a 11 000 ans, l'utilisation du raisin et d'autres fruits et aliments fermentescibles tel que l'aubépine, le miel et le riz dans des boissons fermentées n'est attestée que vers 7000 ans av. J.-C. en Chine dans le village néolithique de Jiahu. On ne connaît pas de site datant du Mésolithique (entre −10 000 et −6 000 en Europe occidentale) montrant l'exploitation intensive de la vigne sauvage ou le passage de la cueillette à la domestication de la vigne à cette période.
Les plus anciens signes archéologiques connus d’une exploitation plus intensive viennent de la région sub-caucasienne, région considérée depuis le XIXe siècle comme la patrie de la vigne domestique. Les  résultats qui montrent la production de vin la plus ancienne sont des analyses chimiques réalisées sur des dépôts à l’intérieur de vases provenant du site de Hajji Firuz, au nord-ouest des monts du Zagros, en Iran. Les analyses réalisées par l'archéo-chimiste américain Patrick Mc Govern  indiquent un dépôt de bitartrate de potassium et la présence de résine provenant de jarres poissées (5500-5000 avant notre ère). Ce chimiste a obtenu des résultats similaires en Géorgie sur le site de Shulaveri datant également du 6e millénaire.
André Tchernia, archéologue et grand spécialiste des vins de l'Antiquité rapporte : « Les restes d'un résidu jaunâtre déposés sur la paroi d'une jarre néolithique, vieille de 7 000 ans (5400-5000 av. J.-C.), trouvée au Hajji Firuz Tepe », en Iran, se seraient révélés être un mélange d'acide tartrique et de résine. Il y aurait là, du même coup, le vin et le procédé de vinification les plus anciennement attestés
En 2017, 8 jarres datées de 6000 avant notre ère ont été retrouvées par des archéologues à une cinquantaine de kilomètres de la capitale Tbilissi. Après analyse ces jarres se sont révélées contenir certains dépôts chimiques comme l'acide tartrique, véritable signature de la présence de vin. Cette découverte serait le plus ancien témoignage de la fabrication de vin par l'homme, et déplacerait dans le temps et l'espace le berceau de cette boisson que l'on pensait jusque-là originaire d'Iran.

### De la «bière des montagnes» aux premières routes commerciales
Les plus anciens pépins de raisin cultivés connus proviennent de Shulaveris-Gora en Géorgie où se trouve un habitat néolithique du début du VIe millénaire av. J.-C. Ce site renferme également des vases de la même époque ayant contenu du vin additionné de résine.
Le site de Godin Tepe dans la plaine de Kangavar a livré des jarres datées de 3500-3100 av.J.-C contenant un résidu de vinification, ainsi que divers outils vinaires (bassin fouloir en argile, entonnoir, couvercle de jarre...). Le pressurage est attesté à Kurban Höyük (Turquie) par la présence d'amas de pépins datés de l'Âge du bronze.

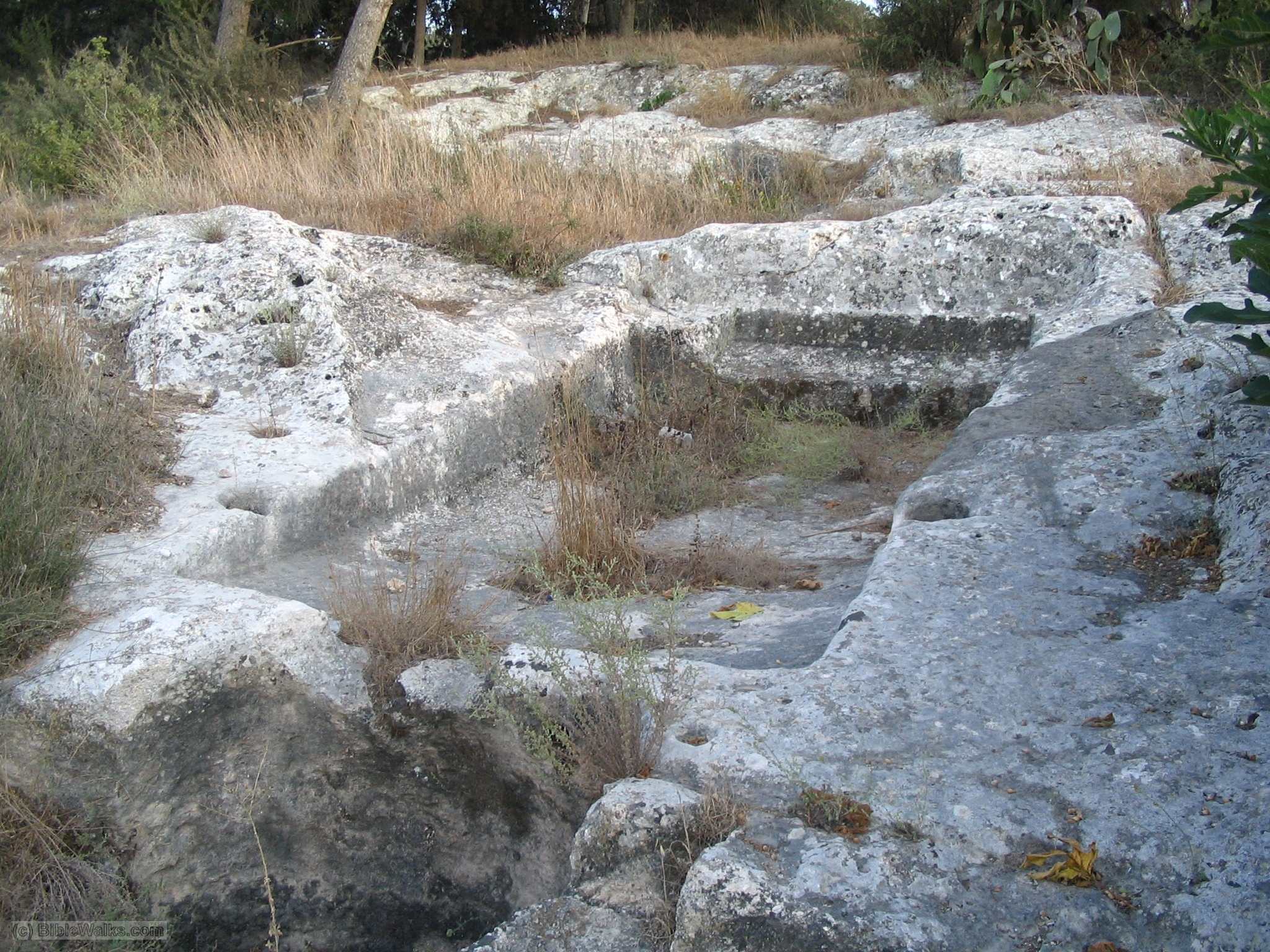
Installation vinicole de Migdal Haemek (Israël) datée du Bronze ancien. Aire de foulage au pied et cuve de réception des jus en contrebas.

Les plus anciens pépins provenant de vignes cultivées en Palestine ont été trouvés à Tell esh-Shuna dans des niveaux chalcolithiques (3700-3200 av.J.-C). Des pépins et des sarments carbonisés ont été mis au jour dans des couches de l'Âge du Bronze ancien (3200-1900 av.J.-C.) à Jéricho, Arad, Lakish, Tell es-Sa'idiyeh en Israël et Numeira en Jordanie. Le site de Tell Ta'annek présente une installation vinicole, datée vers 2700 av. J.-C, avec une aire de foulage taillée dans le roc et communiquant avec une cuve rectangulaire. Dès la fin du IVe millénaire, les vins de la côte de Palestine et d'Israël sont suffisamment réputés pour faire l'objet d'exportations, comme l'attestent des amphores retrouvées dans la tombe de Scorpion Ier à Abydos.
Les tablettes retrouvées dans la ville d'Ebla témoignent de la situation économique du royaume amorrhéen vers 2300 av. J.-C et indiquent que la viticulture et l'oléiculture sont à la fois développés et prospères. Ces textes affirment qu'à côté des céréales, l'huile et le vin sont produits dans des villages ou des domaines qui peuvent être équipés de pressoirs et de chais à vin.
Dans la seconde moitié du IVe millénaire, Uruk commerce avec la région d'Alep et importe diverses marchandises comme la pierre, le bois, les esclaves, le bitume et le vin. La vigne fut introduite en Babylonie au début du IIIe millénaire, en même temps que la figue, la pomme et la datte. La vigne est alors cultivée le plus souvent sur les digues bordant les canaux d'irrigation ou dans des jardins clos ; elle fournit des raisins qui sont consommés frais ou séchés ou encore destinés à l'élaboration de raisiné. Dans la première moitié du IIe millénaire, le vin aussi appelé « bière des montagnes » venait principalement des hautes vallées du Tigre et de l'Euphrate. Dans la ville de Karanâ (littéralement La vineuse), peut-être l'antique Tell Rimah, sur les flancs du Sindjar, le vin était abondant. Les tablettes de Tell Leilan attestent l'existence de vignobles autour de Burullum.

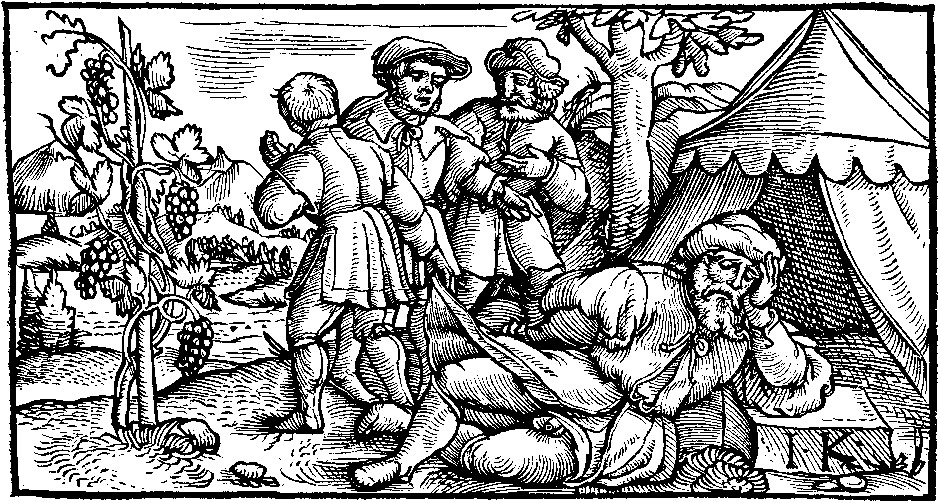
Ivresse de Noé, bois gravé de 1539.

Se fondant sur d'anciennes découvertes archéologiques, des auteurs comme Alexis Lichine situaient en Arménie la « patrie du raisin »,, tandis que Hugh Johnson ne manque pas de souligner que ce lieu d'origine de la vigne cultivée est en même temps celui où le mont Ararat sert de frontière septentrionale entre la Turquie et l'Arménie orientale, lieu où la légende biblique fait planter la vigne par le patriarche Noé à la fin du Déluge. Au cours de l'année 2007, une équipe composée de vingt-six archéologues irlandais, américains et arméniens a fouillé un site, proche de la rivière Arpa, près de la communauté d’Areni. Dans une caverne composée de trois chambres, ils ont trouvé un crâne contenant encore son cerveau, des traces de cannibalisme ainsi que des vases emplis de pépins de raisin permettant de supposer qu'en ce lieu, il y a 6 000 ans, aurait eu lieu une ancienne opération de vinification.

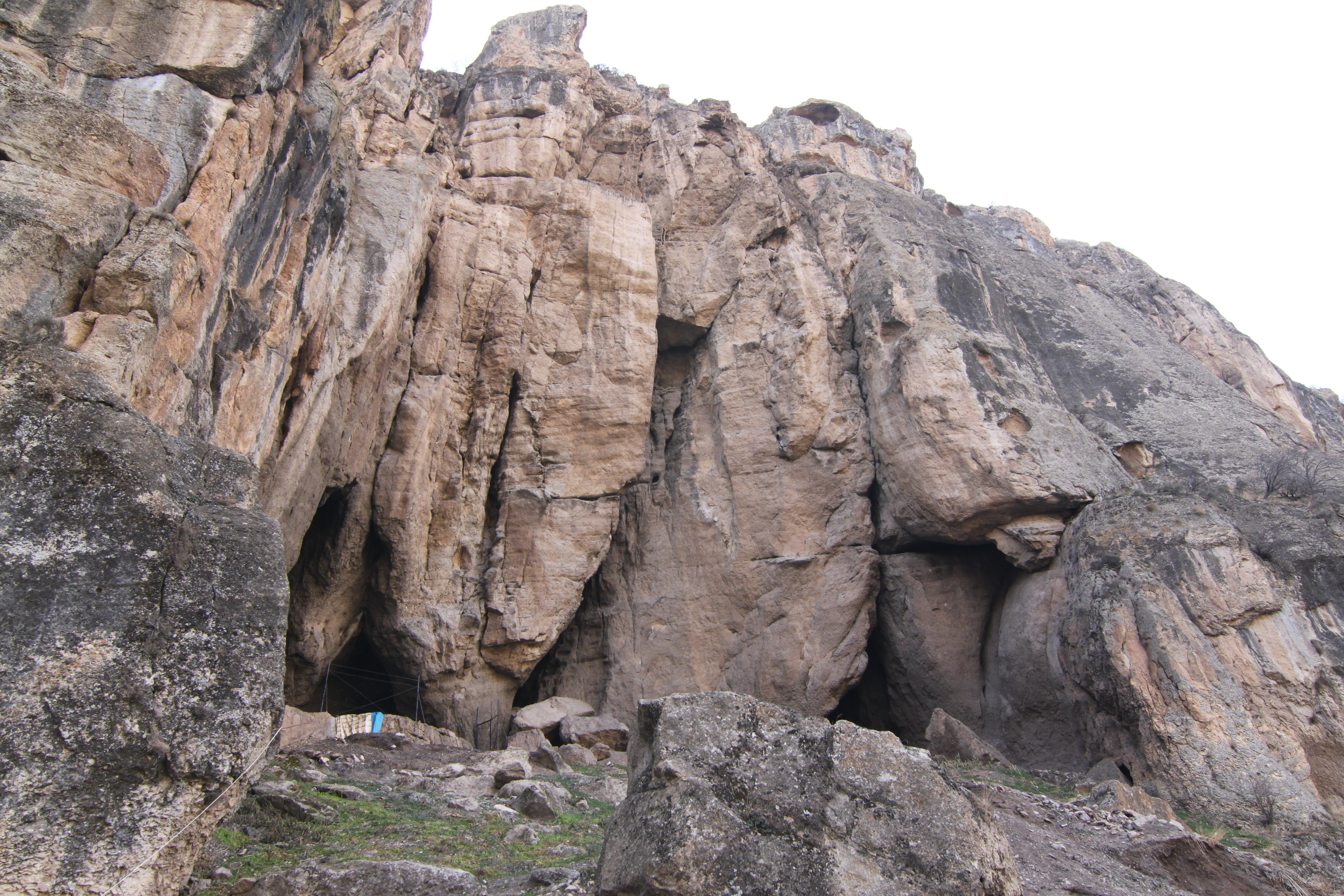
Entrée du site Areni-1.

Cette découverte dans le Vayots Dzor, région arménienne au sud du pays, de pépins de raisin, en 2007, a incité la National Geographic Society à financer une nouvelle campagne au cours de l'année 2010. Les fouilles archéologiques, faites sur le site Areni-1 ont mis au jour la vinerie Areni-1 (en), un complexe de vinification daté de 4 100 avant notre ère (fin Néolithique, début Chalcolithique).
Une équipe internationale d'archéologues a retrouvé les traces et les équipements d'une vinification sur un site de 700 mètres carrés. Ce complexe de vinification correspond à la période du Chalcolithique. Ils ont identifié un pressoir à vin et une cuve de fermentation en argile abrités dans une grotte. Ce sont les plus anciens connus à ce jour, a indiqué le 11 janvier 2011, Gregory Areshian, de l'Institut d'Archéologie Cotsen à l'UCLA, codirecteur des fouilles. Il considère aussi que c'est l'exemple le plus complet de production vinicole au cours de la Préhistoire,.
Outre pressoir et cuve, ont été identifiés des pépins, des reliquats de grappes pressés, des sarments de vigne desséchés, des tessons de poterie, une tasse ouvragée dans une corne et un bol cylindrique servant à boire le vin,. Le pressoir, un bassin d’argile d'un mètre carré et de 15 centimètres de profondeur, possédait un conduit pour permettre au jus de raisin de se déverser dans la cuve de fermentation. Profonde de 60 cm, celle-ci pouvait contenir de 52 à 54 litres de vin,.
Ce complexe a été découvert dans les montagnes du sud-est de l'Arménie, dans une grotte dénommée Areni-1, du nom du village proche et toujours renommé pour sa production viticole. Cette grotte est située dans une profonde gorge dans la région de Vayots Dzor. Ces premiers vignerons de l'humanité pourraient être les ancêtres des peuples Kouro-Araxes, une ancienne civilisation du Caucase,. Ce site de vinification était entouré de dizaines de tombes, faisant penser que le vin pourrait avoir joué un rôle cérémonial. L'idée que cette population ne devait pas boire uniquement du vin lors des inhumations mais aussi dans la vie courante a été avancée. Mais aucune trace de cette consommation à l’extérieur de la grotte n'a jusqu'à présent été prouvée,.
Par contre, il est sûr pour les paléobotanistes que les pépins sont du type vitis vinifera sativa, variété de vigne qui produit les plus grands vins de nos jours,. La vigne, à l'origine sauvage et identifiée comme vitis vinifera silvestri, avait donc été domestiquée, passant de la lambrusque à l’état de raisin de cuve. « De toute évidence, les raisins étaient écrasés avec les pieds comme cela a été fait très longtemps dans toutes les régions de production viticole », a précisé Gregory Areshian,.
De plus « la présence sur le site de malvidine, pigment donnant la couleur rouge au vin, est un autre indice confirmant que ces installations servaient bien à la vinification », ont souligné les archéologues,. Cela prouve que la vigne avait déjà été domestiquée il y a six millénaires. Les plus anciens vestiges comparables à ceux découverts en Arménie avaient été identifiés à la fin des années 1980, en Égypte, dans la tombe du roi Scorpion Ier, et dataient de près de 5 100 ans,,. « Des installations similaires à celles récemment découvertes en Arménie et destinées à presser les raisins ont été utilisées jusqu'au XIXe siècle dans tout le bassin méditerranéen et le Caucase », a souligné Gregory Areshian.
Les analyses au radio-carbone effectuées par l'Université de Californie ont pu confirmer la datation. Et une nouvelle méthode scientifique a été utilisée pour déterminer avec précision que ce vin arménien datait de 4 100 ans avant notre ère.
Cette apparition du premier vin sur le haut-plateau arménien et en Transcaucasie a été aussi confortée par la découverte de pépins de raisin dans des couches datant des IVe et IIIe millénaires av. J.-C., tant en Géorgie que dans la plaine de Kharpout. À cette même période, d'autres fouilles ont mis en évidence en Arménie la présence de grandes réserves à vin près des habitations par la découverte de grandes jarres portant des traces de fermentation et des résidus de lie. Tout près, une aire pavée servait de fouloir. D'autres traces de ceps de vigne cultivée ont été relevées sur les flancs du Caucase, dans l’actuelle Géorgie. C'est dans le village Shulaveris Gora que l'on a trouvé des vestiges de vigne et de vin antérieurs à 5 000 à 5 600 ans avant notre ère. En outre, une majorité de linguistes croit que l'étymologie du mot "vin" vient du mot géorgien définissant le vin : "gvino" (en géorgien : ღვინო)
Laurent Bouby constate : « La première domestication de la vigne aurait eu lieu dans l’aire transcaucasienne où l’on observe la plus grande diversité génétique. En l'absence d'ancêtres sauvages connus localement, on suppose que les pépins de type cultivés, identifiés dans des niveaux des IVe et IIIe millénaires en zones moyennes et proches orientales, puis égyptienne, proviendraient d’apports de vigne domestiquée ailleurs, donc plus anciennement. L'hypothèse classique admet que viticulture et vigne cultivée ont diffusé depuis le sud-est asiatique vers l’ouest du Bassin méditerranéen et européen ».

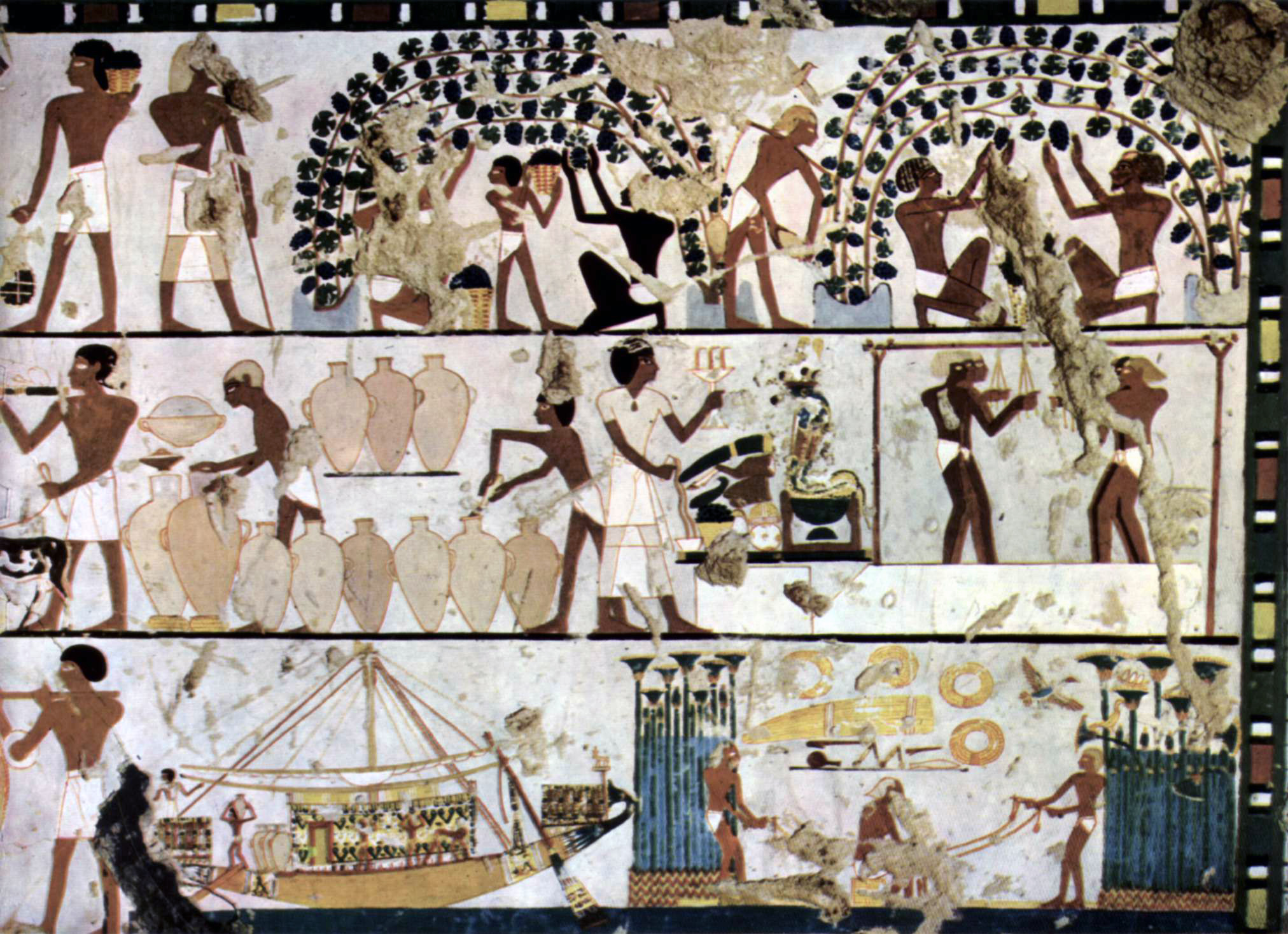
Viticulture et vinification dans l'Égypte antique.

La première représentation du procédé de vinification est le fait des Égyptiens, au IIIe millénaire avant notre ère sur des bas-reliefs représentant des scènes de pressurage et de vendange et datant de 2500 av. notre ère. Des amphores emplies de vin blanc ont été retrouvées dans la nécropole d'Oumm El-Qaab à Abydos, où fut inhumé Sémerkhet, le septième pharaon de la Ire dynastie thinite.
Les peintures égyptiennes attestent aussi l’importance de la vigne à leur époque. Mais compte tenu des méthodes de vinification, le vin de l'Égypte antique était considéré comme un vin essentiellement blanc ou légèrement coloré. Le raisin était soit foulé, soit pressé directement, et son jus recueilli afin de le faire fermenter en clair. Sans cuvaison, il était impossible d'obtenir une couleur rouge soutenue. Seul Champollion avait affirmé avoir vu une fresque où du vin rouge était contenu dans des bouteilles blanches.
Le trafic et l'utilisation du vin à Mari au XVIIIe siècle av. J.-C. sont connus grâce aux tablettes mises au jour dans le palais de Zimrî-Lîm. Ces archives montrent l'existence de plusieurs types de vins avec une différenciation qualitative. Le meilleur correspond au tâbum qui serait une sorte de vin doux. On connait également le vin rouge, le vin « vieux », sans précision qualitative, et les vins aromatisés à la mûre et au myrte. Les documents précisent que la table royale était toujours pourvue et qu'on réservait au souverain des jarres de bon vin rouge qui devaient être triées régulièrement parmi les vins présentés par les marchands. Les importations pouvaient être importantes en volume et les bénéfices conséquents malgré les taxes : 600 jarres en deux fois pour un batelier du nom de Ebatân, 2300 amphores pour un marchand du nom de Meptûm . À Karkemish, le vin coûtait trois fois moins cher qu'à Mari et pouvait être coupé avec des vins de la région de Terqa.

### Les mots et les premières légendes du vin

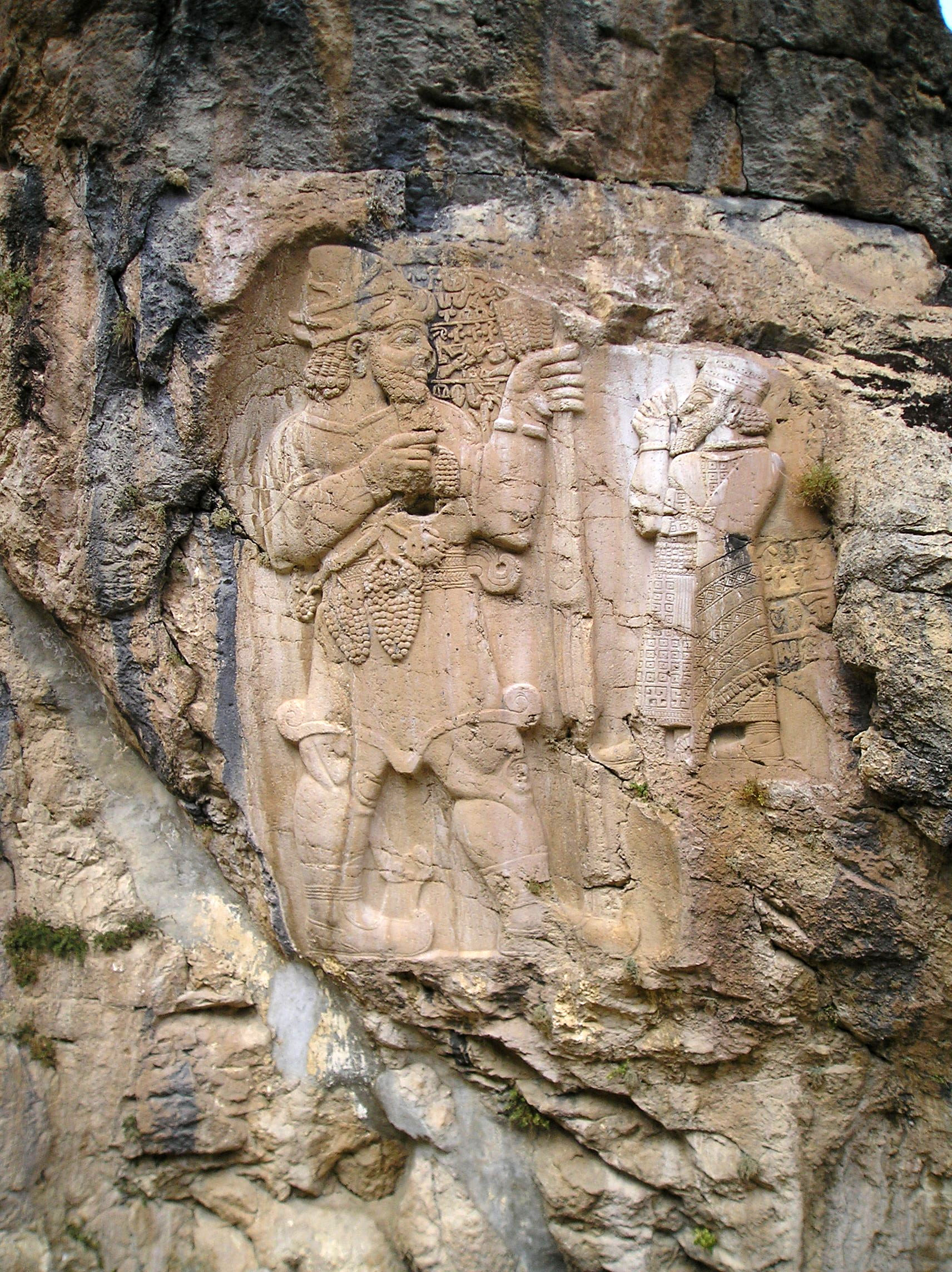
Le roi hittite Warpalawa offrant une grappe de raisin au dieu Tarhunta. Bas relief rupestre d'Ivriz en Turquie. Début du 1er millénaire av.J.-C.

Il est établi que le mot grec οίνός, qui donnera vinum en latin par l'intermédiaire de l'étrusque, appartient à la famille indo-européenne et remonterait à la racine *wVn qui a donné par exemple inu en akkadien, wiyana en hittite et wo(i)-no en mycénien. Les langues sémitiques l'auraient emprunté sous la forme *wayn dont dérive yn en ougaritique et ynn en hébreu judaïque. L'origine du vocable est donc probablement l'Anatolie et le Caucase où, sur les pentes du Mont Ararat, la Bible fait planter à Noé ses premières vignes après le déluge,.
Le souvenir de cette origine ultramontaine de la viticulture s'est perpétué à travers l'épopée de Gilgamesh, récit vieux de quatre mille ans. Dans la version akkadienne, dans sa quête de la vie éternelle, le roi d'Uruk rencontre à Dilmun Siduri, la « cabaretière » qui prépare de la bière dans des cuves en or. Dans la version hittite de l'épopée elle devient « la femme du vin », celle qui le fabrique et qui le vend.
Les archives mésopotamiennes, attestent que, dans le pays entre les deux fleuves, le vin est toujours perçu comme venant d'ailleurs, des « montagnes », d'Arménie et de Syrie. À Babylone on le nommait « bière des montagnes » (šika šadî) et le plus ancien texte mentionnant le vin en Mésopotamie est une inscription du roi Lagash Urukagina datée vers 2340 av.J-C dans laquelle il indique avoir fait construire une « réserve à bière abritant des jarres de vin de la montagne ». Le vin est alors un bien de prestige, réservé aux dieux et aux princes et peut constituer une récompense comme dans le récit babylonien du Déluge dans lequel Uta-Napishtim en régale les ouvriers qui ont construit le navire. Le Code de Hammurabi prévoit le supplice du bûcher pour les prêtresses qui ouvriraient la porte des réserves du temple.
Chez les Hittites la vigne, symbole de vitalité et de fécondité, était associée au rituel de fondation des nouveaux palais, de purification des villes et des maisons après les funérailles ou de libation. Dans la mythologie le vin est présent à l'instar d'Ullikumi qui boit du vin doux et d'Astarté qui tente de décourager Baal d'aller à la maison d'Asertu pour y boire du vin. La production de vin hittites est connue par les tablettes de Hattusha. Désigné par le terme wiyana en langue hittite et GEŠTIN dans les sumérogrammes, le vin peut être rouge (SA5 GEŠTIN), blanc (KÙ.BABBAR GEŠTIN), bon vin (DUG.GA GEŠTIN), miellé (LÀL GEŠTIN), nouveau (GIBIL) ou piqué (GEŠTIN EMSA). Le terme GEŠTIN, qui signifie littéralement « arbre du vin », indique que les mésopotamiens ont d'abord connu le produit (le vin) grâce au commerce et seulement ensuite la vigne. Ce terme signifie également « arbre de vie », préfigurant ainsi la dualité vin/vie qu'on retrouvera tout au long de l'histoire avec les mythes dionysiaques comme celui d'Ampélos, puis dans la religion chrétienne. Dans la civilisation hittite, le vin est consommé généralement coupé d'eau, parfois additionné de miel ou d'huile. L'association des mots KAŠ.GEŠTIN, littéralement la bière-vin, pourrait indiquer l'utilisation du vin comme base fermentaire pour un produit élaboré à partir de céréales, d'huile, de fruits et d'épices. La loi punit les dommages occasionnés aux vignes, ordonne de clore les parcelles et prévoit des compensations en cas d'incendie. Enfin, il semble que la production locale était insuffisante de sorte que le royaume devait s'approvisionner en Cilicie, à Karkemish et Ougarit.
Dans l'Avesta, le récit de la mythologie perse raconte la légende du chah Jamshid qui fait tuer un serpent attaquant un bel oiseau. L'oiseau sauvé le remercie en laissant une petite graine qui donne naissance à la vigne. Les baies de raisin sont stockées dans des jarres mais la fermentation fait mousser le raisin et lui donne une étrange odeur : supposé alors toxique, les jarres sont mises à l’écart, marquées comme poison. L’une des femmes de son harem, négligée puis bannie, veut se suicider en buvant une de ses jarres (autre version : c'est une servante du palais qui, souffrant de trop, s'y jette). Le breuvage délicieux lui redonne la gaité (autre version : elle est guérie). Ayant fait goûter au chah le nectar, elle retrouve les faveurs de la Cour. Jamshid décrète que toutes les vignes de Persépolis seront dorénavant destinées à la fabrication du vin. En référence à cette légende, le vin en Iran est encore appelé Zeher-i-khos, le « poison agréable ».

### Types de vins élaborés
Quant à Hugh Johnson, il avait noté dans Une histoire mondiale du vin :

« La plupart des peintres montrent du raisin noir et un moût foncé versé dans des jarres de vinification ; l'on peut en déduire, dans la mesure où le foulage seul ne permettait pas l'extraction de la couleur, que la fermentation commençait dès la cuve de foulage. »

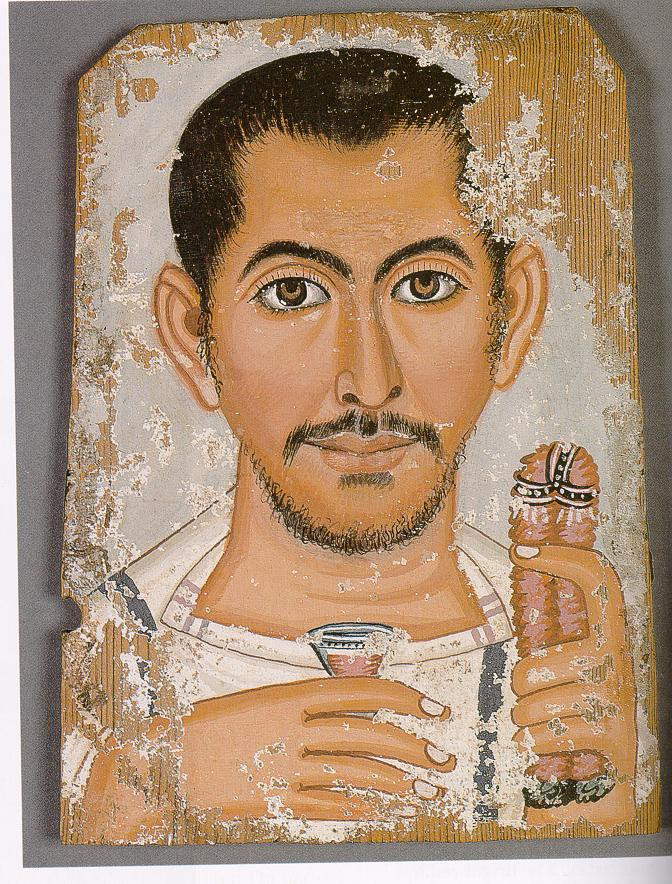
Portrait d'homme du Fayoum buvant un verre de vin rouge.

Intrigués, Maria Rosa Guasch-Jané et ses collègues de l'université de Barcelone ont d'abord dû obtenir auprès des British Museum de Londres et de l'Egyptian Museum du Caire des échantillons de résidus prélevés sur des jarres du tombeau de Toutankhamon. L'analyse a été surprenante et rendue publique, en 2004, par Rosa Maria Lamuela-Raventos, professeur associé à l'université de Barcelone, qui a participé à l'étude. La présence d'une anthocyane changeait tout, le vin était rouge, car :

« Le malvidine-3-glucoside, membre de la famille des anthocyanidines, est un pigment que l'on retrouve dans les vins jeunes et certaines grappes de raisin, à qui il confère leur aspect rouge. »

En -1327, une partie au moins des vins du onzième pharaon de la XVIIIe dynastie était rouge.
Dans les civilisations antiques du Proche-Orient ancien, la boisson principale est la bière qui est consommée quotidiennement de par sa facilité de fabrication : préparée le matin, elle est bue dans la journée. L'élaboration du vin exigeant une plus grande maîtrise, sa technologie se diffuse plus lentement dans le monde grec puis dans le monde. Contrairement à la bière, le vin, souvent mêlé à de l'eau et des épices, a alors plus une fonction symbolique de prestige (cérémonies politiques ou religieuses : libations, « puits à offrande » aux dieux souterrains garantissant la fertilité du sol) ou d'asservissement (rémunération des ouvriers).
La Grèce antique va connaître les trois types de vin : blanc, rosé et rouge. Dans l'île de Crète, les fouilles ont mis au jour le palais minoen d'Epano Arhanes où a été identifié le plus ancien pressoir du monde. L'extraction du jus du marc permettant d'obtenir des vins rouges, après cuvaison, au vin de goutte s'ajouta désormais le vin de presse. Le vin, omniprésent dans la littérature grecque, inspira toute une mythologie. Dionysos et son cortège de ménades, satyres et autres centaures où ressortent les figures de Priape, Pan et Silène, étaient toujours chargés, grâce au vin, d'une mission civilisatrice. Selon la mythologie grecque, Dionysos enseigne l’art de faire du vin à Oreste qui plante la première vigne, Amphictyon prescrivant de mêler l’eau au vin pour atténuer les effets de l'alcool.
Après son implantation en Grèce antique, la vigne devient un élément essentiel de l'agriculture pour les Grecs, et devient l'un des trois piliers de la « triade méditerranéenne » céréales-olivier-vigne. Grecs et Phéniciens, eux-mêmes producteurs, implantent la vigne dans l'ensemble du bassin méditerranéen au cours de leurs nombreux voyages, entre 1500 et 500 avant notre ère, notamment en Italie ; les Romains en développent la culture et ainsi que son industrie[réf. nécessaire].

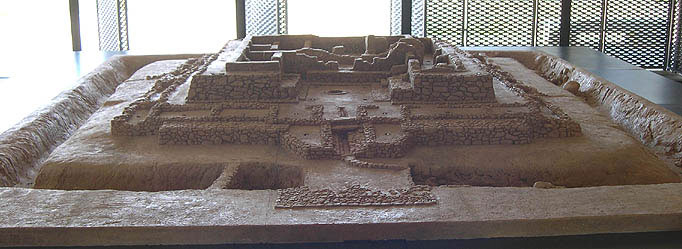
Le site de Cancho Roano.

Les grands crus grecs – un des plus célèbres est celui de Chios, dont on est assuré qu'il est rouge – furent réputés tout autour de la Méditerranée. Ces vins semblent avoir été imbuvables en l'état (vin sirupeux avec de nombreuses impuretés : pépins et grains de raisin entiers retrouvés dans les amphores) et puisqu'ils devaient être dilués dans de l'eau. Le récipient utilisé à cet effet, le cratère, fut et reste l'emblème de la culture du vin en Grèce. Le plus célèbre est celui de Vix, découvert sous un tumulus à Vix près de Châtillon-sur-Seine en Côte-d'Or.
Grâce au commerce, tout au long de l’Antiquité, la consommation du vin, puis la culture de la vigne, se répandirent sur tout le pourtour du bassin méditerranéen. Les archéologues espagnols ont mis en évidence un rituel de « libation du vin », daté de -750, à Cancho Roano. Cette découverte financée par l’OIV, a permis de retrouver le tracé de deux routes du vin remontant du Sud de l’Espagne vers la Meseta centrale en bifurquant sur Avila et sur Salamanque.

## Introduction en Gaule
La culture de la vigne a été introduite en Gaule par les Grecs de Phocée tandis que le vin a été introduit par les marchands venus des cités étrusques à la fin du VIIe siècle avant notre ère,. Max Rives, chargé de mission à l'INRA, l'a vérifié sur place à Massalia, le premier comptoir phocéen édifié six siècles avant notre ère : 

« J'ai vu, au cours des fouilles du quartier de la Bourse, à Marseille, les pépins de marc de raisin provenant de leur vinification et jetés dans des amphores, flotter dans l'arrière du Vieux-Port où ces amphores-poubelles servaient de fondations à une rue.
Les Grecs avaient évidemment importés des variétés de leur pays, ignorant que la vigne spontanée les avait précédé de quelques dizaines de siècles. »

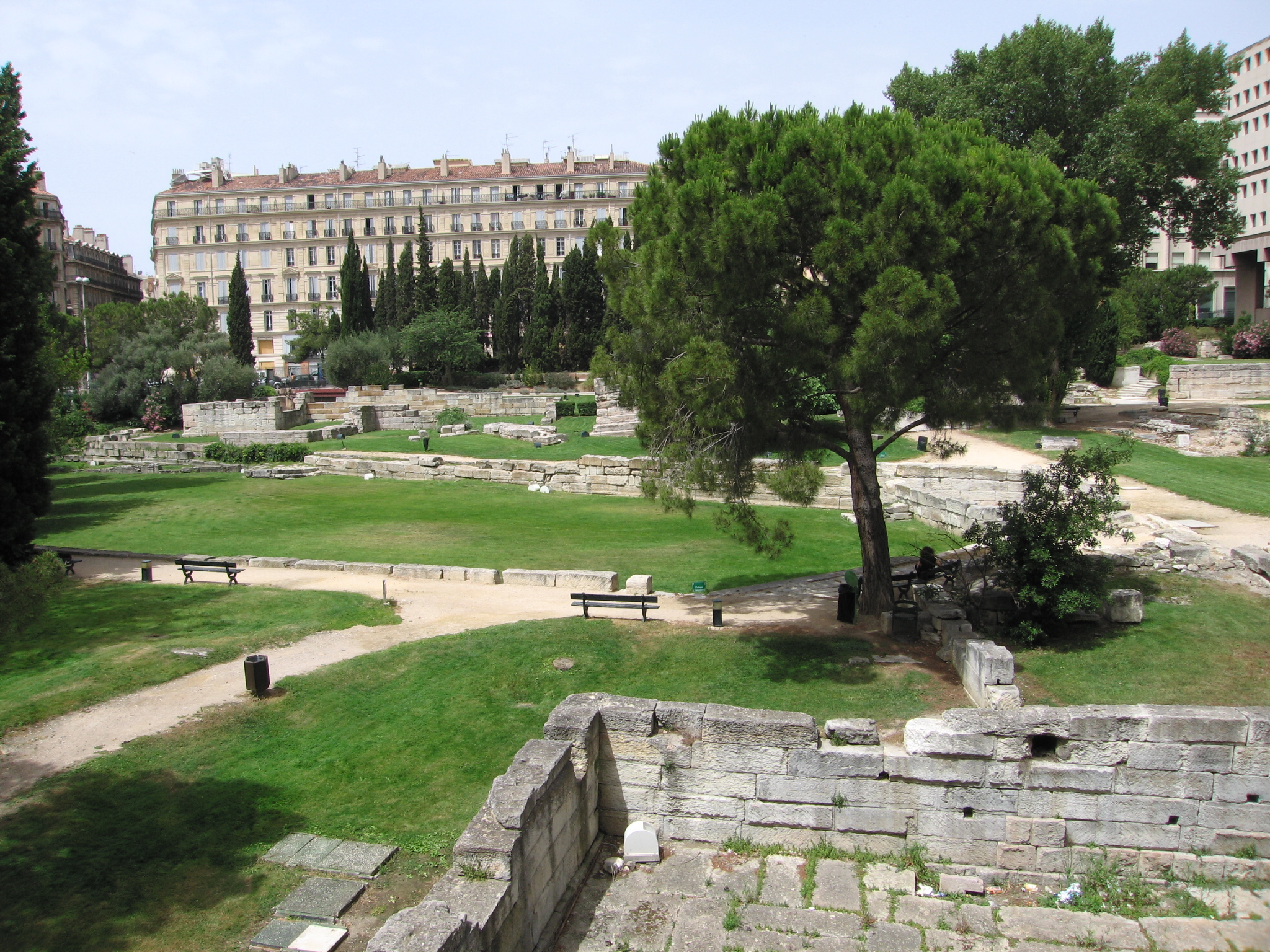
Le jardin des Vestiges, découvert en 1967 durant des travaux de construction sur l'emplacement du premier port de la cité phocéenne.

C'est lors de la création de Massalia (Marseille) aux environs de -600, que les Phocéens implantent la vigne dans la Gaule celtique, les vignobles étant circonscrit à d'étroits espaces proches du littoral. Ce qui a été confirmé par la découverte des premiers vignobles hellénistiques à Saint-Jean-de-Garguier, dans les Bouches-du-Rhône.
Laurent Bouby explique : « Au 1er millénaire avant notre ère, avec la colonisation phocéenne à Marseille et le dynamisme commercial des civilisations méditerranéennes (étrusques, grecques et phénico-puniques), la production et les échanges de vins explosent dans l’Ouest méditerranéen. On devine aisément la suite : des millions d’hectolitres de vins inondent le monde gaulois ».
Les Gaulois boivent le vin pur (tabou, on ne coupe pas un produit assimilé au sang selon l'hypothèse de l'archéologue Matthieu Poux). Le développement du vin gaulois se réalise aux VIe et Ve siècles avant notre ère pour disparaître et réapparaître au Ier siècle avant notre ère, seuls les citoyens romains ayant le droit de planter des vignes en Gaule. L'importation en masse de vin romain perdure jusqu'au Ier siècle av. J.-C., le vin étant payé par deniers, troc (bétail, céréales, biens manufacturés) voire par échange d'esclaves (un esclave contre une amphore de vin selon l'écrivain grec Diodore de Sicile) alimenté par les guerres entre les tribus gauloises. Le vin est transporté essentiellement par voie maritime (commerce hauturier ou par cabotage) et fluviale, le commerce terrestre étant plus coûteux. Lorsque la Gaule est conquise et que les aristocrates gaulois ne peuvent plus utiliser le commerce du vin romain pour assurer leur domination politique, la viticulture gauloise se développe et devient rapidement exportatrice vers l'ensemble de la Méditerranée. Les amphores peuvent être sabrées plutôt que débouchées lors des banquets, vu comme un acte sacrificiel. Loin de l'opinion populaire selon laquelle le vin est consommé par tout le peuple, il s'agit plus d'un marqueur de prestige.
L'avancée romaine en -125, le long du couloir rhodanien vers le nord, et à l'ouest vers le Languedoc, voit la diffusion de la vigne et le développement de son industrie en Gaule. Narbonne et Port-Vendres en sont les centres commerciaux les plus importants[réf. nécessaire].

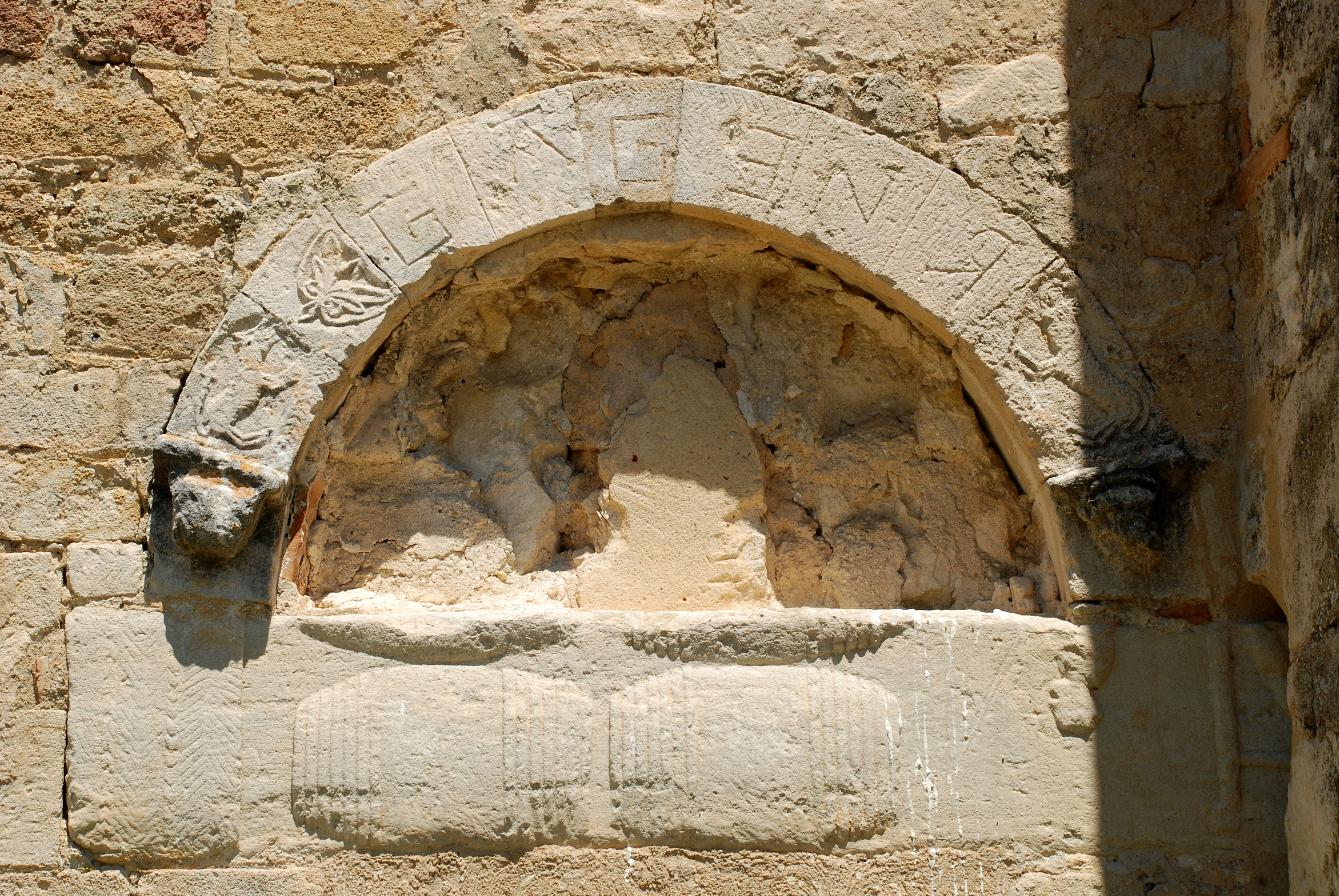
Les quatre tonneaux de Saint-Pierre-de-Colonzelle.

La plus importante unité viti-vinicole de l'antiquité, la villa du Mollard a été mise au jour au sud de Donzère. Elle s’étendait sur deux hectares. L’entrepôt des vins de 70 x 15 m contenait deux travées abritant 204 dolia disposés en six alignements ayant chacune une contenance de 1,2 hectolitre. À chaque extrémité, un grand fouloir (appelé calcatorium) de 18,5 m2, y étaient adjoints deux pressoirs.
L’exploitation, qui a été datée entre 50 et 80 de notre ère, produisait 2 500 hectolitres de vin par an. Le rendement des vignes romaines ayant été estimé à 12 hl/ha, le domaine possédait 300 hectares ce qui nécessitait le travail de 150 esclaves. Tout ou partie de sa production était expédiée par le Rhône en tonneaux, à l’exemple de la scène représentée sur la stèle de Saint-Pierre-ès-Liens de Colonzelle (Ier siècle) toute proche. Située sur le porche d’un prieuré clunisien, elle représente le levage de quatre tonneaux et leur embarquement sur un navire marchand.

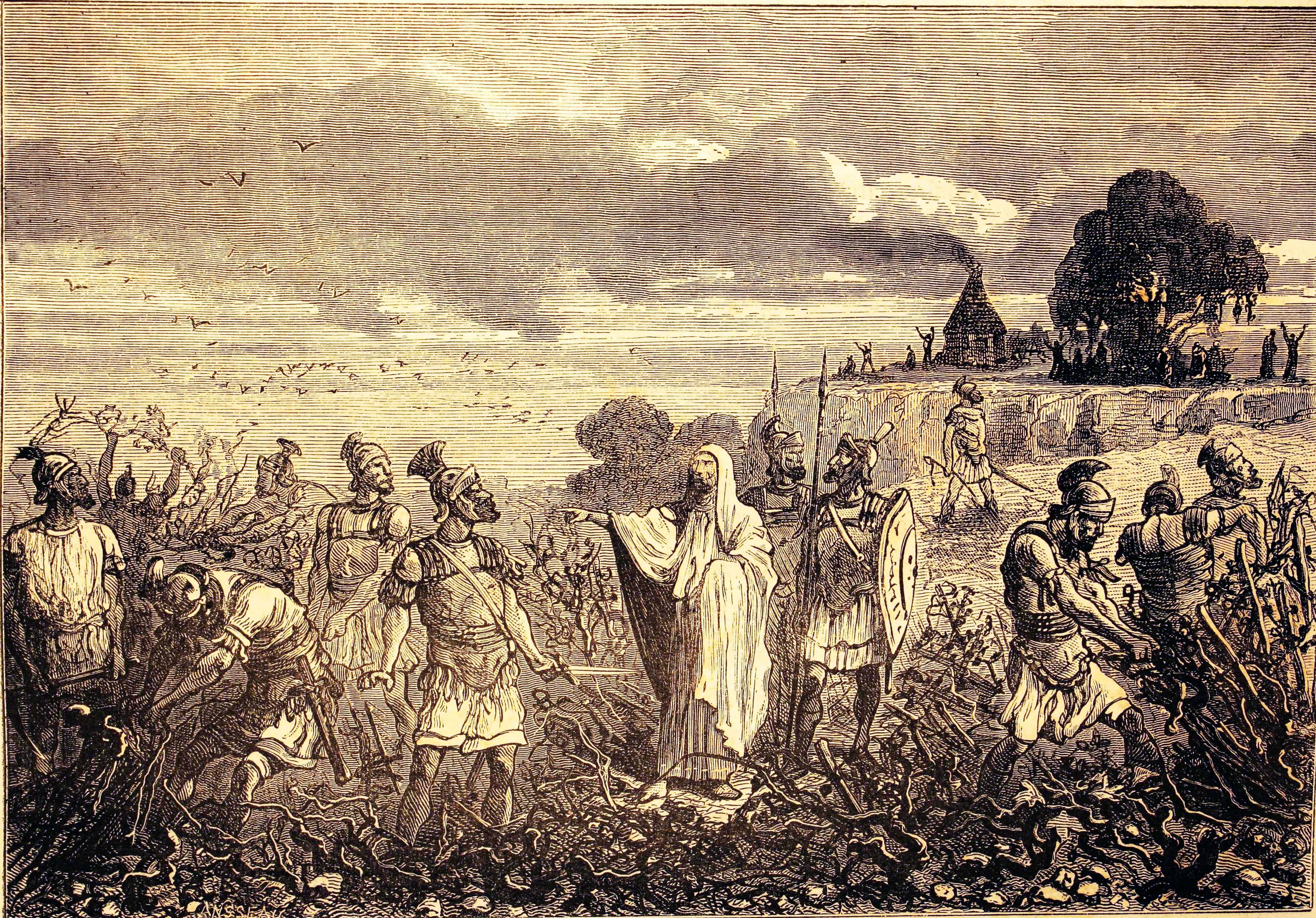
Arrachage de la vigne en Gaule sur ordre de Domitien.

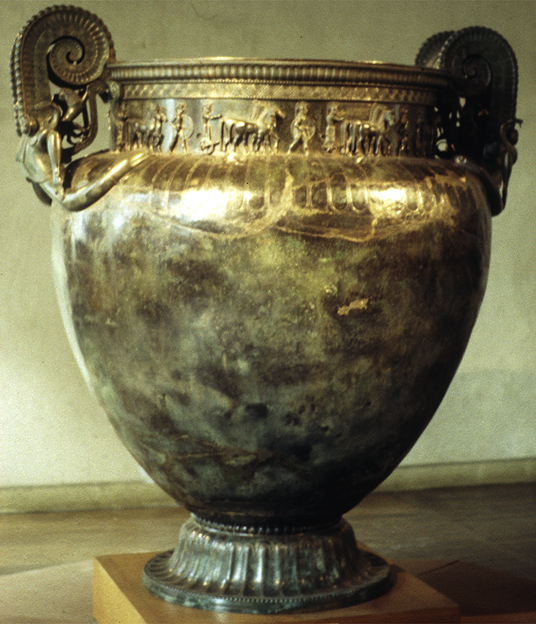
Cratère de Vix.

La production de la Gaule narbonnaise commençant à concurrencer les vins italiens, en 92 l’empereur Domitien fait interdire la plantation de vignes et ordonne l’arrachage de 50 % du vignoble méditerranéen, interdiction levée seulement deux cents ans plus tard, par Probus. Une pierre d'autel de cette époque, trouvée à Popovac en Croatie, mentionne plusieurs cépages, dont un du Valais, et d'autres mal identifiés, mais assurément français. Les vignobles bordelais, languedocien et rhodanien s’épanouissent et la vigne atteint alors la région parisienne, qui restera longtemps l’une des plus grandes régions viticoles françaises. Les Gallo-romains, en développant la culture viticole, améliorent les procédés de vinification par la technique du vieillissement en fûts de chêne. Le déclin de l’Empire romain au Ve siècle aurait porté un coup au développement de l’agriculture gauloise.

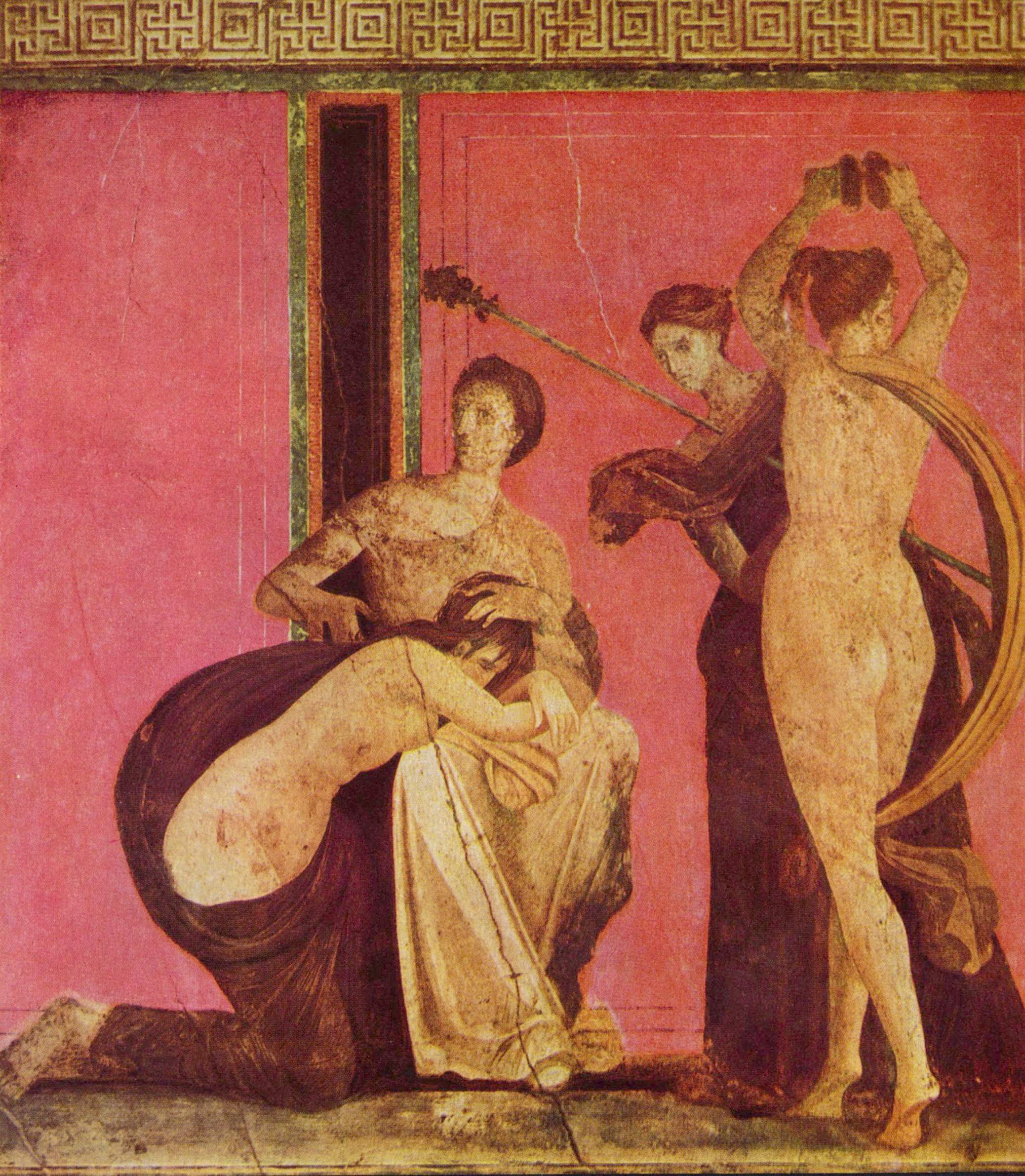
Initiation bachique
Fresque de la villa des Mystères
à Pompei.

L’extension de l’Empire romain va entraîner celle de la culture et du culte du vin dans les pas des légions romaines. Le Dionysos des Grecs, devenu le Bacchus des Latins se voit vouer un véritable culte comme l'atteste la villa des Mystères à Pompéi. Au début de l’ère chrétienne, la vigne se répand en Espagne et en Gaule, jusqu’en des régions très septentrionales.
Durant toute cette période, la vinification qui se faisait essentiellement à base de raisins noirs, reste exempte de macération, les vins étaient donc aussi, comme depuis la haute Antiquité, de couleur claire. Le jus était en général recueilli après un simple foulage et la pressée était immédiate. Le pressoir était connu depuis longtemps déjà mais c’étaient de lourdes machines, fort onéreuses et peu de caves pouvaient en posséder. Les plus riches, mieux équipés, pouvaient presser à la demande pour les plus modestes, mais moyennant un paiement le plus souvent jugé trop onéreux.
Mais le vin rouge existait bel et bien, les découvertes archéologiques l'ont prouvé. Un des plus grands spécialistes mondiaux des vins de l'Antiquité, André Tchernia, en 1970, a pu fouiller l'épave de la Madrague de Giens, sur la côte varoise. Après avoir daté son naufrage entre -70 et -25 avant notre ère, il rapporte :

« Sur l'épave de la Madrague que j'ai fouillé de nombreuses amphores, encore fermées de leur double opercule de liège ou de pouzzolane, contenaient un liquide qui, après analyse s'est bien révélé être du vin, mais du vin totalement décomposé. Au repos, le liquide était incolore ; il aurait pu passer, n’était l'odeur bizarre, pour de l'eau de mer. Au fond, était déposée une boue rougeâtre qui ressemblait à de l'argile très fine : c'était l'extrait sec d'un vin rouge complètement séparé de la phase liquide. »

À la chute de l’Empire romain, l’Église maintient dans ses diocèses, la culture de la vigne et du vin, et répand sa commercialisation. Le vignoble s’étend alors régulièrement partout en Europe, aidé en cela par l’extension des ordres monastiques. D’autres types de vins composaient cependant la palette de l’époque : le blanc, et le vermeil ou noir, vinum rubeum, obtenu par une macération plus longue. À noter qu’il semble que, mis à part en Italie, les raisins aient été pendant des siècles, très majoritairement de couleur noire.

## Le Moyen Âge

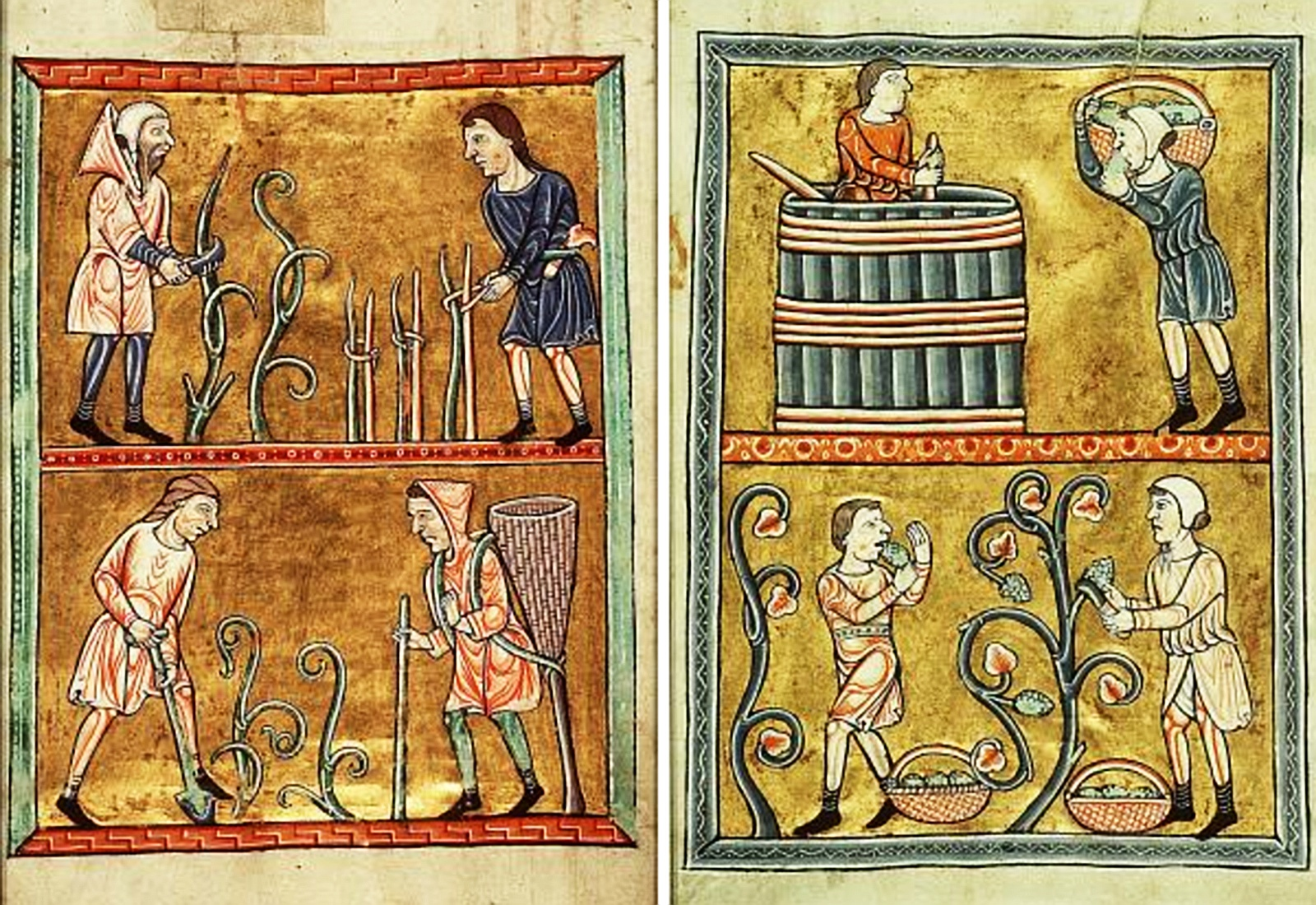
Illustrations du travail de la vigne dans un manuscrit du XIIe siècle.

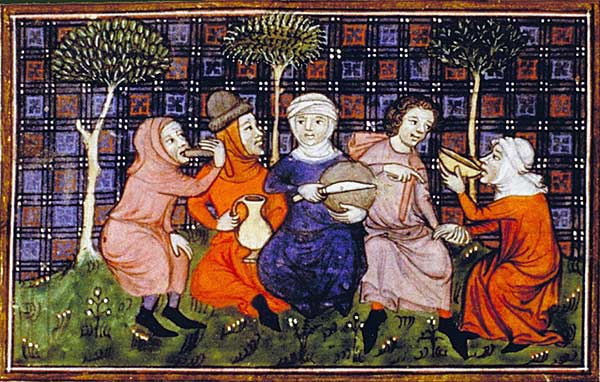
Une importante consommation de vin au Moyen Âge.

À partir du IVe siècle, le christianisme concourt au renforcement de la valeur attachée au vin, prenant la relève d'un Empire romain anéanti. La liturgie de la communion sous les deux espèces (le pain et le vin) pratiquée jusqu’au XIIIe siècle, est l’un des moteurs du maintien de la tradition viticole. Le Moyen Âge se fait le témoin des progrès de qualité du vin. Alors que les vins de l’Antiquité étaient coupés d’eau et agrémentés d’herbes et d’aromates, le vin sous la forme que nous le consommons aujourd'hui, apparaît au Moyen Âge. L’expansion de la civilisation chrétienne est à l’origine de l’expansion de la viticulture dans le monde.

Viticulture monastique.

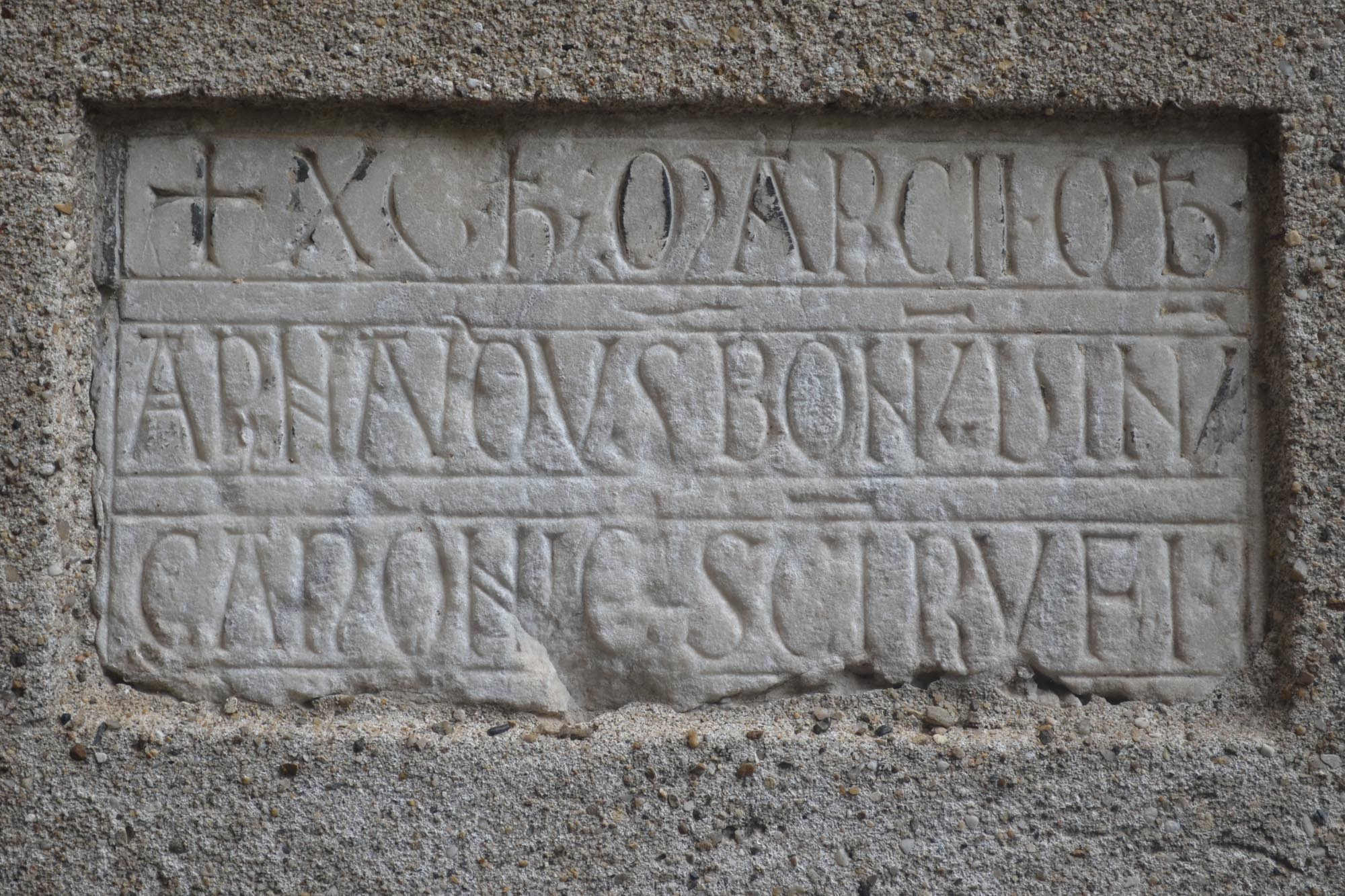
Inscription dans le mur de l’église Saint-James de Valence : Arnaudus Bonum Vinum (Arnaud Bon Vin), chanoine de Saint-Ruf.

En 800, Charlemagne prend des mesures pour améliorer la qualité du vin dans une ordonnance qui précise : « Que nos intendants se chargent de nos vignes qui relèvent de leur ministère, et les fassent bien travailler, qu’ils mettent le vin dans une bonne vaisselle et qu’ils prennent toutes les précautions pour qu’il ne soit gâté d’aucune manière. » Mais les véritables dépositaires de la qualité sont les moines qui perpétuent la tradition viti-vinicole. Les cathédrales et les églises étant propriétaires des vignobles, sous couvert de l’activité du « vin de messe », les moines gèrent de nombreux vignobles monastiques, contribuant ainsi à la création de vignobles de qualité existant encore aujourd’hui.
À la fin du Xe siècle, Bordeaux, seule région viticole à ne pas être sous influence de l’Église, commence à se développer. Le duché d’Aquitaine, uni à la couronne d’Angleterre, remplit les flottes anglaises de clairet dont les Anglais raffolent. Le vignoble bordelais prend son véritable essor à la fin du XIIe siècle.
Au début du XIIe siècle a lieu un acte très important pour le vignoble de Champagne : l'établissement de la grande charte champenoise par laquelle Guillaume de Champeaux, évêque de Châlons-sur-Marne, confirme les domaines agricoles et viticoles de l'abbaye Saint-Pierre-aux-Monts. Cette charte est considérée comme l'acte fondateur du vignoble de Champagne.
|  |  |

Progressivement les goûts évoluent et les vins capiteux sont délaissés pour des vins plus clairs et plus légers. Le vin fait l’objet d’une véritable bataille commerciale dans laquelle les différents vins affirment leur personnalité. S'il est difficile d’imaginer le goût des vins médiévaux, l'on peut supposer au vu des techniques employées, que les vins actuels en soient proches, le premier classement de crus jamais effectué consacrant en 1224 des vignobles encore réputés aujourd’hui.
Pendant toute la période du Moyen Âge, la France est le premier exportateur de vin. Paris et l'Île-de-France sont le plus grand vignoble de France, qui approvisionne les villes, grandes consommatrices de vin.
Le vin rouge ne s'est développé, en France puis en Europe, qu'à partir du XIVe siècle. En effet, jusqu’alors les vins les plus appréciés étant blancs et rosés. Le rôle joué par la Cour pontificale d’Avignon dans cette mutation de goût fut essentiel, le vin de Beaune descendant plus facilement vers le sud par l’axe Saône/Rhône, tandis que pour atteindre Paris, il devait traverser le Côte en charroi jusqu’à Cravant pour rejoindre l’Yonne.

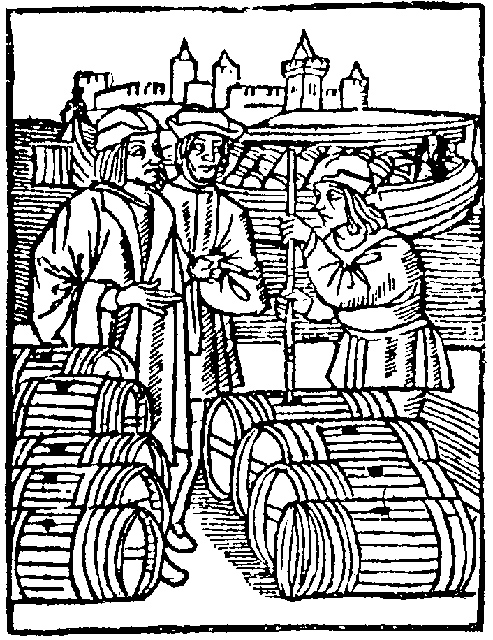
Marchands de vin à Bordeaux au XVe siècle.

Le commerce maritime du vin acquiert une importance économique considérable sur la façade occidentale de l'Europe. Gascogne, Aunis et Saintonge font parvenir leurs vins en Flandre, la Guyenne commerce avec l'Angleterre. Dans le milieu de la seconde partie du XIVe siècle, en pleine guerre de Cent Ans, près de deux cents navires marchands font le trafic du vin entre Londres et Bordeaux.
Au cours de la seconde moitié du XVIe siècle, les crises frumentaires devenues cycliques influencent la culture de la vigne. Lors de la famine de 1566, Charles IX ordonne l'arrachage des vignobles en France pour semer du blé. Cet édit fut annulé sous le règne de Henri III, le roi recommandant alors aux gouverneurs de ses provinces de contrôler que « les labours n'ont pas été négligés dans leurs circonscriptions en faveur d'une culture excessive de la vigne ».

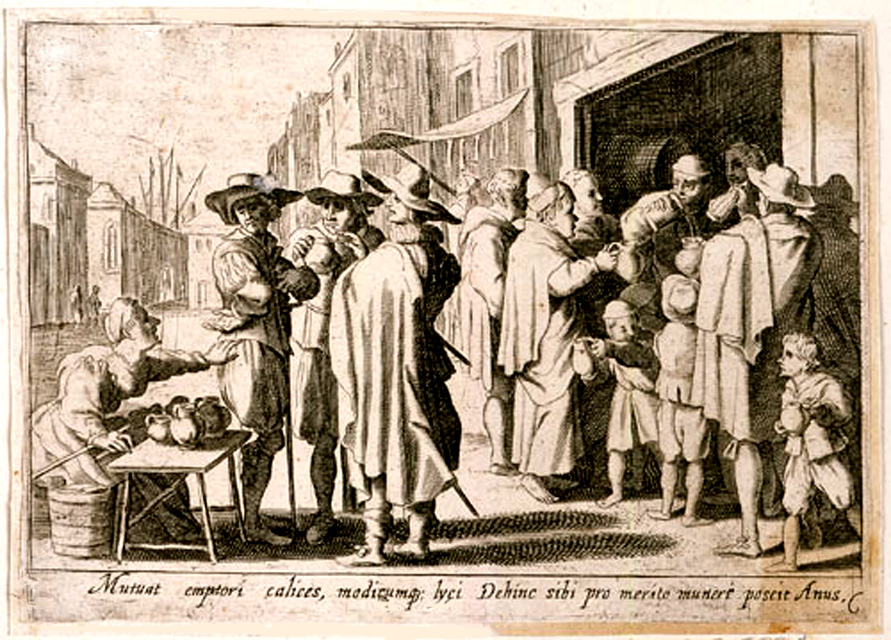
Taverne en Flandre, par Cornelius de Wael.

Le vin se commercialise en barriques entre provinces ou États, et se vend au détail en ville dans les tavernes. Un balai, une couronne de laurier ou des pampres entrelacés placés au-dessus d'une porte, indiquent que l'on peut acheter ou boire du vin à l'intérieur. Le prix du vin est soit annoncé par un crieur public, soit devant la taverne par un employé invitant à goûter les vins nouveaux. Tout propriétaire de vignes, peut ouvrir une taverne moyennant le paiement de droits. Il peut ainsi se débarrasser du surplus de ses caves. C'est notamment le cas du clergé et des moines. Tout comme la noblesse, ils se sont accordés le droit de vendre leurs vins au détail, sans que personne puisse leur faire concurrence. Ce droit de banvin resta en vigueur jusqu'au XVIIe siècle. À partir du XVIIe siècle, certains vins se distinguent et font l'objet d'une commercialisation en dehors de leur région de production. La blanquette de Limoux, par exemple, mentionnée dans un texte dès 1544, se consomme dans la région toulousaine (Guillaume Catel) mais se rencontre également sur les tables de l'aristocratie parisienne.

## Expansion de la vigne vers de nouveaux pays

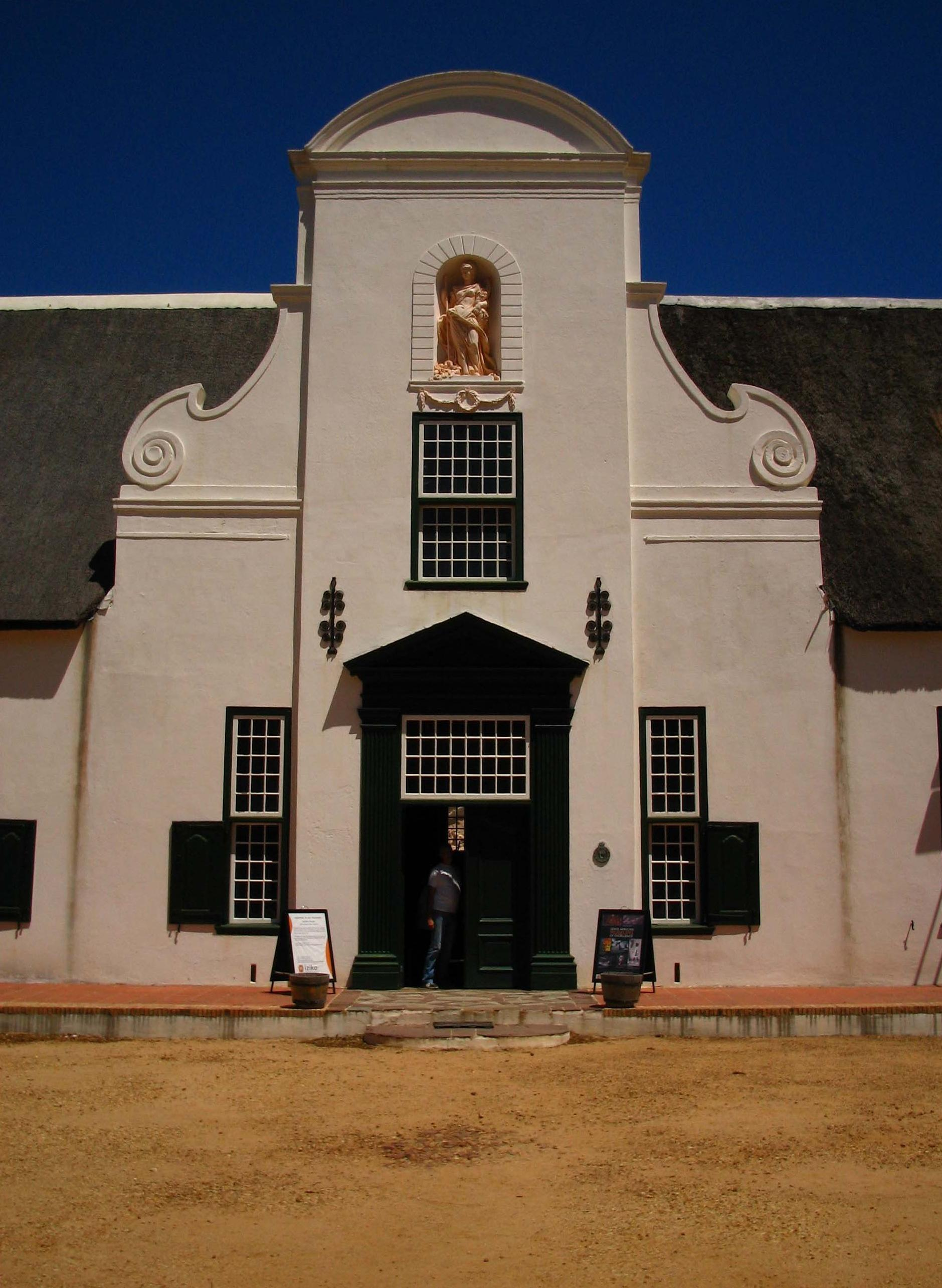
L'entrée des chais de Groot Constantia.

La colonisation des nouveaux mondes se double rapidement d'une expansion de la vigne. Les traces du premier vignoble sud-africain datées de 1659 sont attestées dans la province du Cap, où il a été implanté par les premiers colons. La conquête du Mexique et de toute l’Amérique du Sud, axée sur la diffusion de la religion chrétienne, s'accompagne pareillement d'un développement de la vigne dans ces contrées. On trouve des traces de vignes dans le Piémont andin (Chili central et Argentine) bien que le déploiement d'une industrie viti-vinicole dans ces pays soit dû à des cépages bordelais introduits au Chili au milieu du XVIe siècle.
En Amérique du Nord, la vigne existe déjà à l’état sauvage, tout particulièrement à l'est, dans l'actuel État de la Virginie, mais aussi au Canada, sous forme de lianes s'enroulant autour des arbres. Cette variété (Vitis riparia) aux fruits comestibles ne présente cependant qu'un très faible potentiel vinicole contrairement à la variété européenne (Vitis vinifera). Certaines congrégations missionnaires comme la Compagnie de Jésus et l'Ordre des récollets frères mineurs du Canada, tentent à plusieurs reprises de tirer du vin de ces lambrusques locales afin de pourvoir aux besoins de l'eucharistie, mais ces tentatives vinicoles sont abandonnées dès la fin du XVIIe siècle. Au XVIIe siècle, des plants européens sont importés et plantés sur la côte Est des États-Unis, mais ils ne résistent pas aux maladies locales de la vigne. C’est au XVIIIe siècle que le vignoble californien se développe sous l’impulsion des moines franciscains. Au Canada, la région des Grands Lacs se révèle être la plus propice à l'acclimatation de la vigne ; certaines variétés européennes, implantées au milieu du XVIIIe siècle y croissent encore de nos jours.

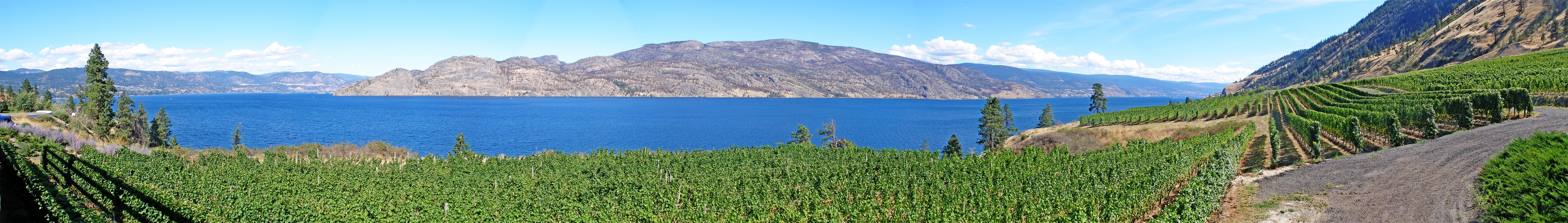
Paysage typique de la vallée de l'Okanagan.

Durant la prohibition, toute vente de vin était interdite.
Photo de John Vachon.

La production vinicole nord-américaine du XIXe siècle relativement importante, est stoppée nette au début du XXe siècle, par l'instauration de la Prohibition (1917). L’activité reprend à la fin de la période de « tempérance », en 1933. L’expérience de la Prohibition va inciter les viticulteurs américains à se lancer dans la production de vins de qualité. Des hybrides français sont introduits au XXe siècle et c’est en 1939 que l’importateur de vin Frank Schoonmaker lance l’idée des vins de cépage (vins issus d’un cépage unique), un produit qui va faire la renommée du vignoble nord-américain et avec lui, celui de tout le « Nouveau Monde ». L’industrie viti-vinicole américaine se développe particulièrement dans les années 1970 grâce à de nouvelles technologies[réf. nécessaire], même si ce sont des pieds de vigne européens qui sont encore à l’origine du vignoble[réf. nécessaire].
Jusqu’au XVIIe siècle, le vin constitue la seule boisson stockable et sûre. Ce n’est qu’avec le développement des bières d'une part, l'importation des lointaines colonies du thé, du café et du chocolat faisant apparaître de nouvelles boissons d'autre part, ainsi que le déploiement de l’eau courante, que le vin est détrôné.
La fin du XXe siècle est marquée par la concurrence des pays traditionnellement exportateurs (France, Italie)  qui privilégient les vins de terroir, et les pays dits du Nouveau Monde (États-Unis, Argentine, Chili, Australie, Afrique-du-Sud) plutôt orientés vers les vins de cépage (appelés aussi vins technologiques).

## Invention de la bouteille

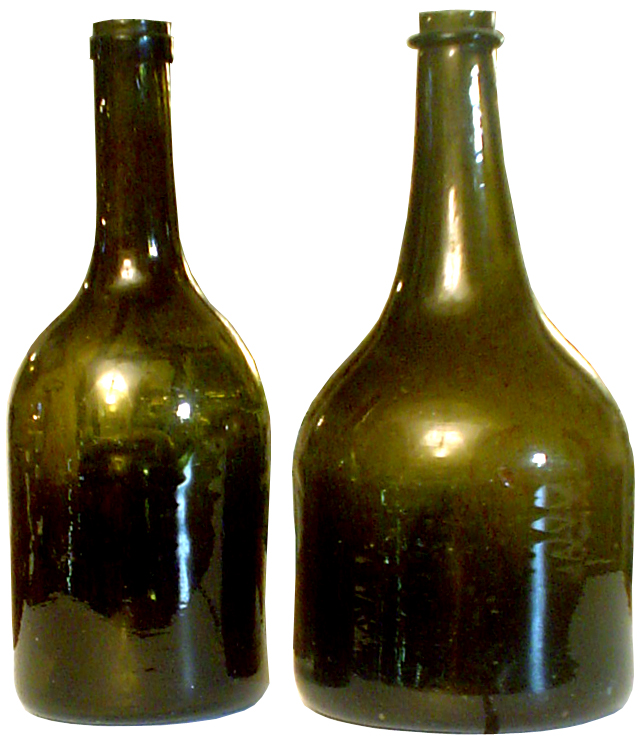
Deux bouteilles à vin de Meuse, dites « voleuses », XVIIIe siècle, Musée de la Gourmandise, Hermalle-sous-Huy, Belgique.

Le vin menacé par ces nouveaux venus reprend sa place avec l’invention de la bouteille et son développement rapide. Les premiers vins de garde donnent au commerce du vin un second souffle. Le château Haut-Brion fut le premier à commercialiser un vin de « réserve », vin pour lequel il a opéré une sélection pendant la vendange lui assurant une certaine qualité. En 1649, Arnaud III de Pontac, devient propriétaire de Haut-Brion. Quatre ans plus tard, il est premier Président du Parlement de Bordeaux, et l’ascension de cette famille atteint alors son apogée. Il fait mettre au point des techniques de conservation, tels que l’ouillage et le soutirage, lui permettant de commencer à faire vieillir ses vins et à déceler les vertus du terroir. Il élabore ainsi un nouveau type de vin rouge dénommé « New French Claret » par les consommateurs anglais qui, pour la première fois, se bonifiera en vieillissant et imposera le style des grands vins rouges actuels. Le livre de cave de Charles II d'Angleterre confirme la présence de bouteilles de « Hobriono » à la table royale, dès 1660. Il aurait pris connaissance de ce vin à la cour du roi Louis XIV lors de ses années d’exil. Cette référence historique fait, très vraisemblablement, de « Haut-Brion » la marque de luxe la plus anciennement attestée au monde.
La mise en bouteille reste affaire de nantis. Un siècle plus tard, le marquis de Rochegude, propriétaire d’un vignoble à Bédoin, procède à la première mise en bouteille en 1779 dans la vallée du Rhône. Ce vin vieux de huit ans est destiné à la Marine royale de Toulon et à MM. les parlementaires de Grenoble et d’Aix-en-Provence.

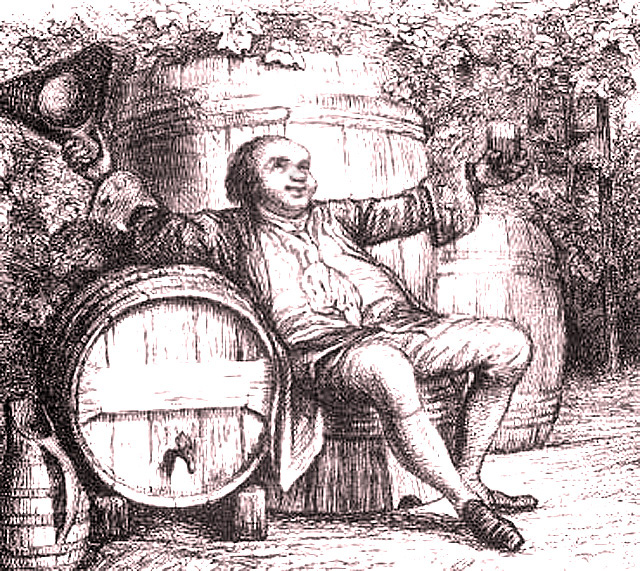
La Révolution française rétablit la liberté de culture de la vigne.

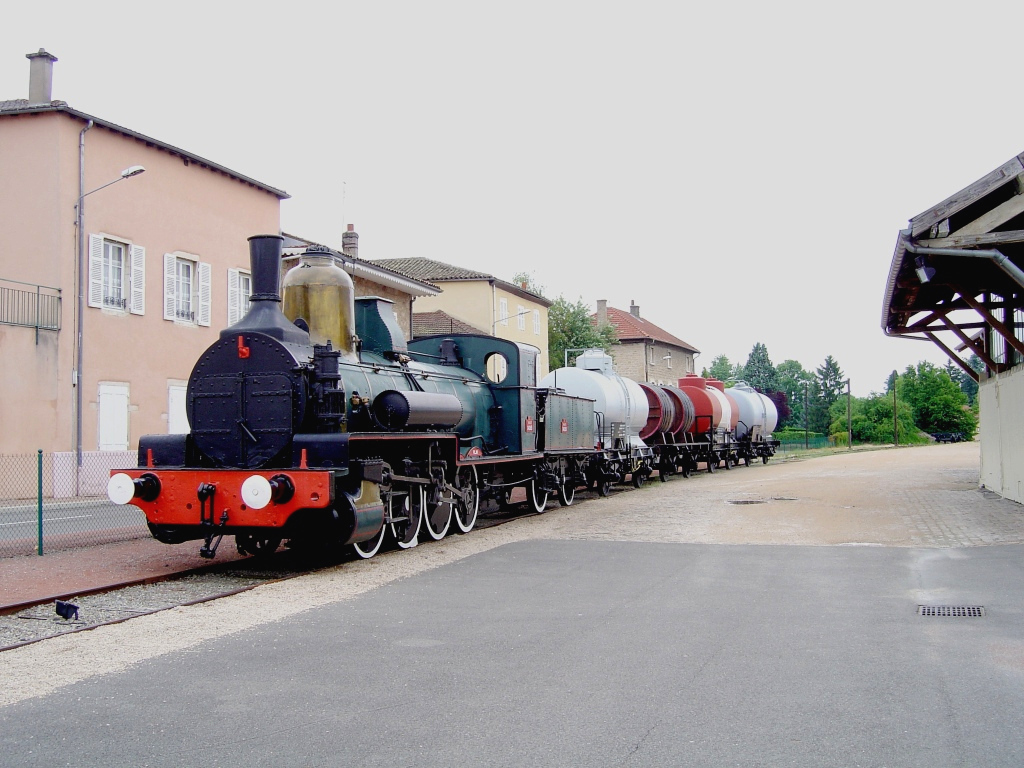
Locomotive et wagons-citernes au musée de Romanèche-Thorins.

Pendant que la vigne s'étend autour du monde, la viticulture européenne, française en particulier, connaît son lot de problèmes. En 1731, Louis XV interdit les nouvelles plantations afin de juguler la production de vins médiocres, sauf dans des terroirs aptes à donner des vins de qualité. La Révolution française, en rétablissant la liberté de culture, et en morcelant les biens de l’Église pour les distribuer au peuple, va profondément bouleverser le paysage viti-vinicole français.
La vigne et le vin deviennent les centres d’activités les plus importants, notamment en Europe du Sud où ils occupent en Italie 80 % de la population active[réf. nécessaire].
La révolution industrielle du XIXe siècle, en favorisant le développement des transports, va faciliter l’acheminement des produits et permettre l'essor de l’industrie du vin, asseyant la suprématie des vins d’Europe du Sud.

## Généralisation du bouchon de liège

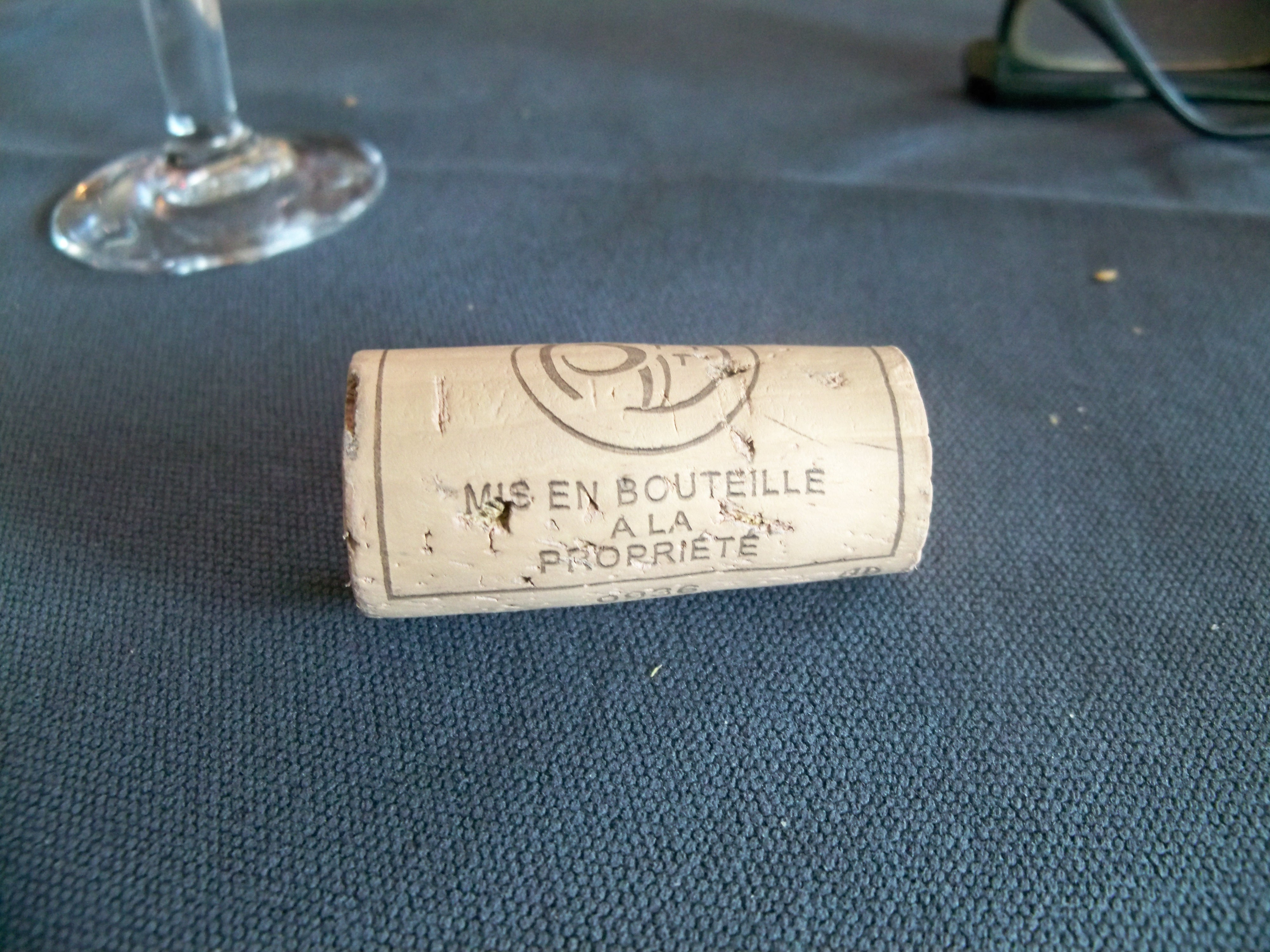
Bouchon en liège pour vin d'appellation indiquant une mise en bouteille à la propriété.

Un bouchon de bouteille est un accessoire fermant le volume de la bouteille pour éviter que le liquide contenu ne s'écoule ou s'évapore.
Cependant la relation du vin avec l'air demandrait plus de subtilité. À la fois poumon et filtre, le bouchon permettrait une circulation de gaz entre le vin et le milieu extérieur. Selon que cet échange est équilibré ou non, le vin vieillirait bien ou mal. Un bouchon court, poreux, permettrait des échanges faciles et activerait le vieillissement. Pour les grands vins que l'on veut conserver longtemps dans les meilleures conditions, on emploie des bouchons très longs, de première qualité.
En réalité, le vin n’a pas besoin de cette micro-respiration par l'intermédiaire du bouchon pour bien évoluer par les processus d'oxydo-réduction. Les travaux de l’œnologue Émile Peynaud et du professeur Pascal Ribereau-Gayon ont montré dans les années 1960 que le vin évolue avec l’oxygène qu’il contient en lui (celui dissous dans l'alcool et celui contenu dans l'espace entre le haut du vin et le miroir du bouchon).
Par contre, la souplesse est une qualité primordiale du bouchon de liège. Ainsi, après avoir été comprimé lors du bouchage, il doit « regonfler » pour obturer le goulot de façon bien étanche.

## La classification des vins

### Histoire: La bataille des vins duXIIIesiècle

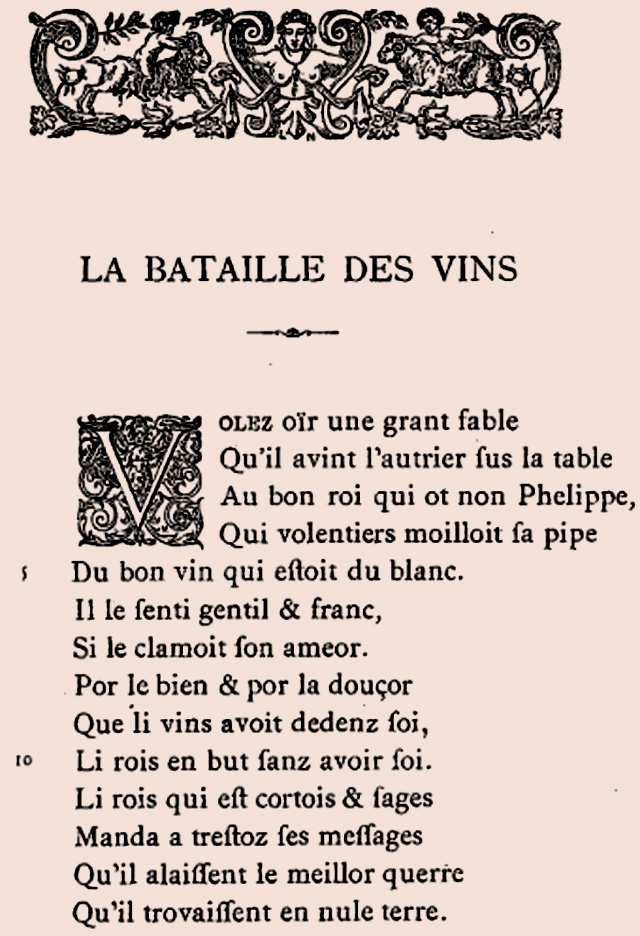
Première page de La bataille des vins.

La bataille des vins, connue aussi sous le titre de Dit des vins de France, est la première tentative faite au Moyen Âge d'un classement des vins. Ce poème en 204 vers, composé peu après 1224 par Henri d'Andeli, constitue un inappréciable témoignage sur les vignobles connus (français et méditerranéen) du XIIIe siècle.
Il se déroule à la table du roi de France Philippe-Auguste, qui a envoyé partout ses messagers rassembler les meilleurs vins blancs, pour en établir la hiérarchie. Un prêtre anglais, revêtu de l’étole, et dont le français fortement anglicisé est supposé produire un effet comique, déguste les vins qui lui sont présentés, excommunie ou chasse à coups de bâton les mauvais vins. Ceux qui restent en lice ne tardent pas à se disputer la préséance et, dit le poète, ils en seraient venus aux mains si les vins avaient des mains.
- La bataille des vins sur Wikisource

### En Bordelais

#### La classification officielle des vins de Bordeaux de 1855

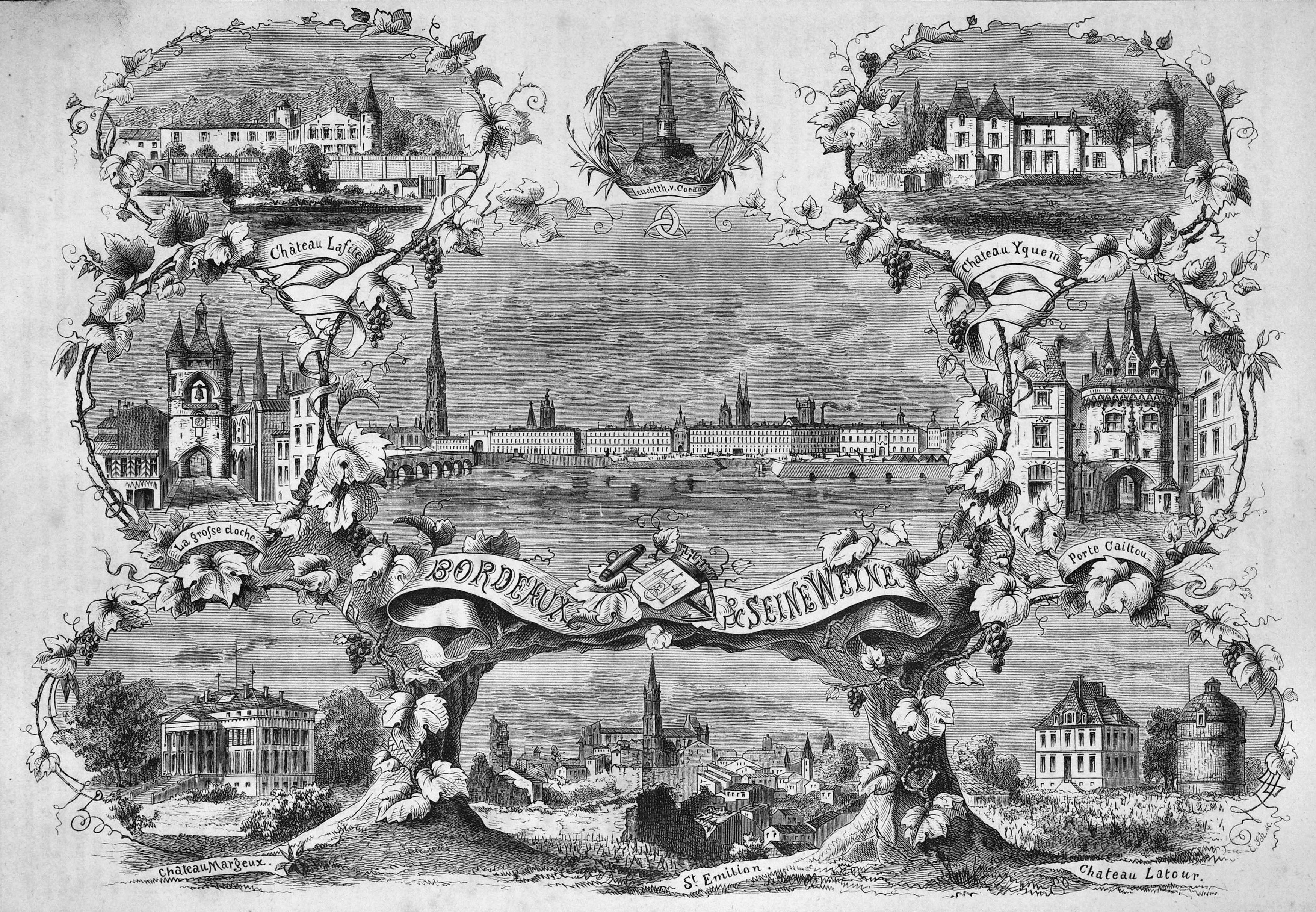
Les grands châteaux de Bordeaux sur une publicité allemande de 1869.

La classification officielle des vins de Bordeaux de 1855 est la référence établie à l'époque sur la demande de l'empereur Napoléon III pour l'exposition universelle de Paris de 1855.
L'Union des courtiers de commerce près la Bourse de Bordeaux reçut une lettre datant de 6 avril 1855 demandant « de vouloir bien nous transmettre la liste bien exacte et bien complète de tous les crus rouges classés du département… également… la classification relative aux grands vins blancs ». Ces courtiers de l'industrie vinicole établirent un classement en fonction de la réputation des châteaux et le prix de leur production sur la base d'une tradition de deux siècles de classification informelle, qui à l'époque étaient directement en relation avec la qualité.
Les vins furent classés en importance du premier au cinquième cru. Tous les rouges venaient de la région du Médoc sauf le Château Haut-Brion produit dans les Graves. Les blancs furent limités à la variété liquoreuse des sauternes et barsac sur trois niveaux.
Publié le 18 avril 1855, deux changements ont eu lieu depuis la création du classement : en septembre 1855 Château Cantemerle a été ajouté comme cinquième cru et en 1973 Château Mouton Rothschild obtint de passer de second à premier cru. Depuis, les vignobles ont changé de superficie, sans que cela ne soit pris en compte. Ce classement et les 88 châteaux (61 rouges et 27 blancs) qui en font partie sont un sujet de discussion favori des amateurs.

#### La classification des vins par le Moniteur Vinicole en 1856

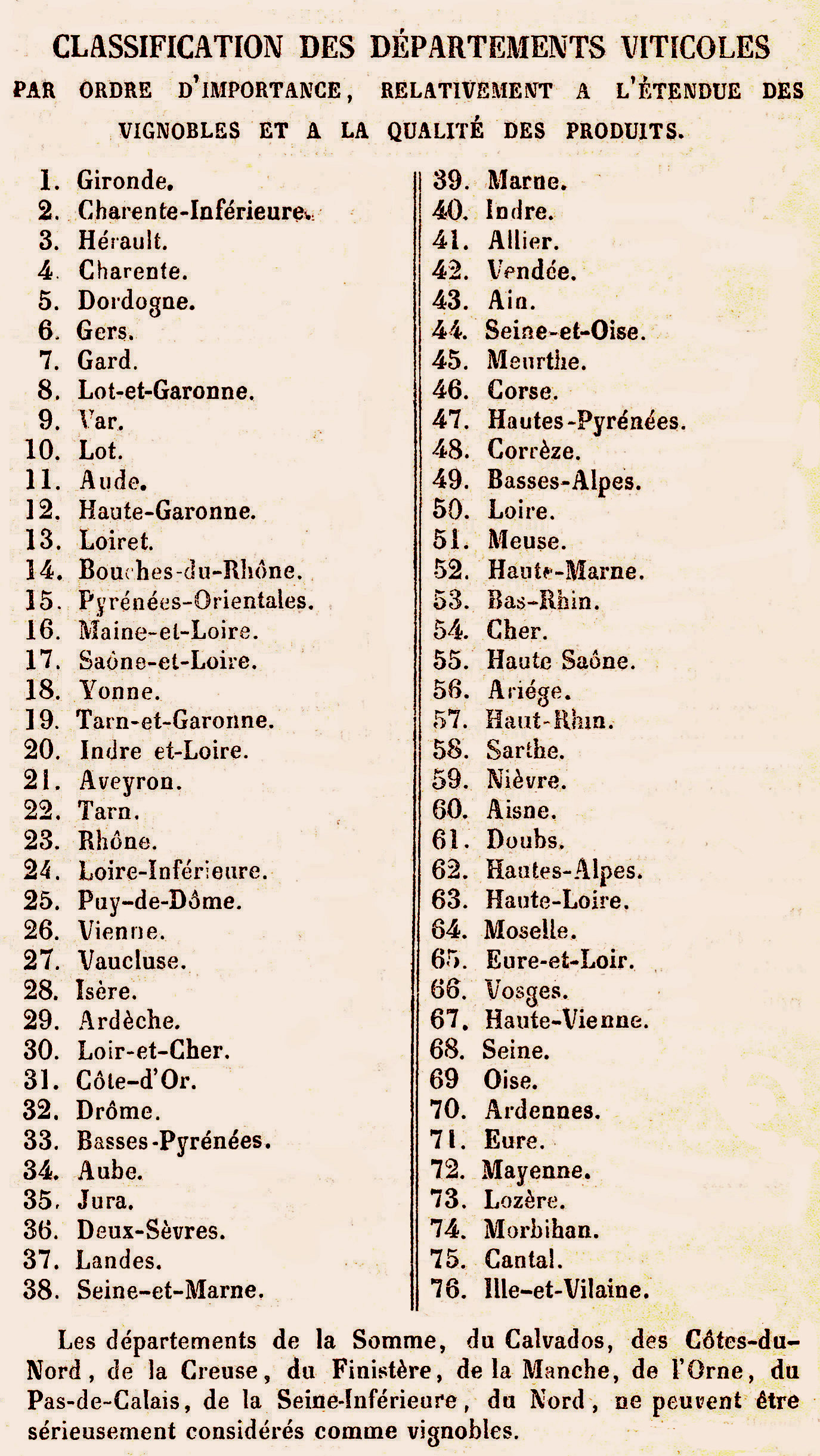
Classemement du Moniteur vinicole (2 juillet 1856).

Un an plus tard, le Moniteur vinicole, organe de presse des Entrepôts de Bercy, siège parisien des négociants en vin, publie un « Classement des départements viticoles par ordre d'importance relative à l'étendue des vignobles et à la qualité des produits ». Hormis le bordeaux, le bourgogne et le champagne, l'ignorance est totale. La quasi-totalité des vins de France est ignorée du négoce parisien et des grandes places de consommation. Pour pallier cette méconnaissance, Achille Larive, directeur de ce journal, lance un « appel aux propriétaires de crus ignorés ». Le 10 septembre 1856, il put publier les résultats de son enquête. À titre d'exemple, à la rubrique Vaucluse, il n'y a que « le cru du Coteau-brulé, ceux de Lanerte et Château-Neuf ».
Dans le numéro suivant, un lecteur vauclusien tient à préciser « Nos vignobles, égaux et supérieurs en qualité à beaucoup d'autres auxquels la routine a donné une aura, n'ont pas été appréciés autant qu'il le mériteraient... En l'état actuel, nos vins sont livrés à la consommation sous un pseudonyme plus ou moins brillants : vins d'Espagne, de Narbonne, de Saint-Gilles, etc. Leur origine se cache sous une estampille d'emprunt ».
Le négoce en vin n'est pas le seul responsable de ce maquillage. Le marquis de Rochegude, déjà cité, produisait, au pied du mont Ventoux, du cherès (xérez) et du vin tinto. Toujours dans le Vaucluse, au cours de la Révolution française, le député conventionnel Rovère, conseillait à son frère Siméon Rovère, évêque constitutionnel d'Avignon, de planter du mourvèdre sur leurs terres de Saint-Saturnin-d'Apt pour y faire du bordeaux. Cette confusion était générale en France et en Angleterre, où la notion d'origine était totalement absente.

### En Bourgogne
Les premières classifications du vignoble de Côte d’Or – Côte de Beaune et Côte de Nuits – ont été établies au XIXe siècle, avec des savants comme Morelot (1831), Lavalle (1855) suivie d'une officielle publiée par le Comité d'Agriculture de Beaune de 1861 sous forme d'un « Plan statistique des vignobles produisant les grands vins de Bourgogne », faisant le pendant de celle du bordelais de 1855.
Ces classifications bourguignonnes sont fondamentales car elles inspireront le "Comité National des Appellations d'origine des vins et des eaux-de-vie" par la suite. Les vins de Bourgogne y sont distingués par une mention 1re classe, 2e classe ou 3e classe. De ces classements découlent celui que l’on connaît aujourd’hui appelé la « pyramide des crus » avec les échelons « bourgogne », « village », « premier cru » et « grand cru » :

#### Appellation régionale
La Loi du 6 mai 1919 relative à la protection des appellations d’origine et plus tard les décrets-lois des AOC, en particulier celui du 31 juillet 1937, s’appuient sur les fameux « usages locaux, loyaux et constants » du 19e siècle pour justifier telle ou telle classification ou surface des climats. Aujourd’hui encore, il n’est pas rare de trouver dans la « Section X. - Lien avec la zone géographique » du cahier des charges des AOC, de trouver des mentions aux classements du 19è  comme justification historique.
Il est à noter que la création des premiers crus en Bourgogne date du 14/10/1943 par le décret n° 2639 du régime de Vichy. Cette création répondait d’abord à des impératifs économiques officiels - limiter le prix des vins dans une époque de marché noir et parallèle -, mais surtout plus officieux - créer une catégorie à part, pour éviter que des vins fins de grande renommée finissent réquisitionnés, à vil prix, comme des vins « tout venant » pour satisfaire la consommation du Reich. Une liste de premiers crus fut donc publiée dans Bulletin Officiel du Service des Prix du 26/11/1943. Une majorité de ces 1ers crus avaient été classés 1re classe en 1861 par le Comité d'Agriculture de Beaune

### En Champagne

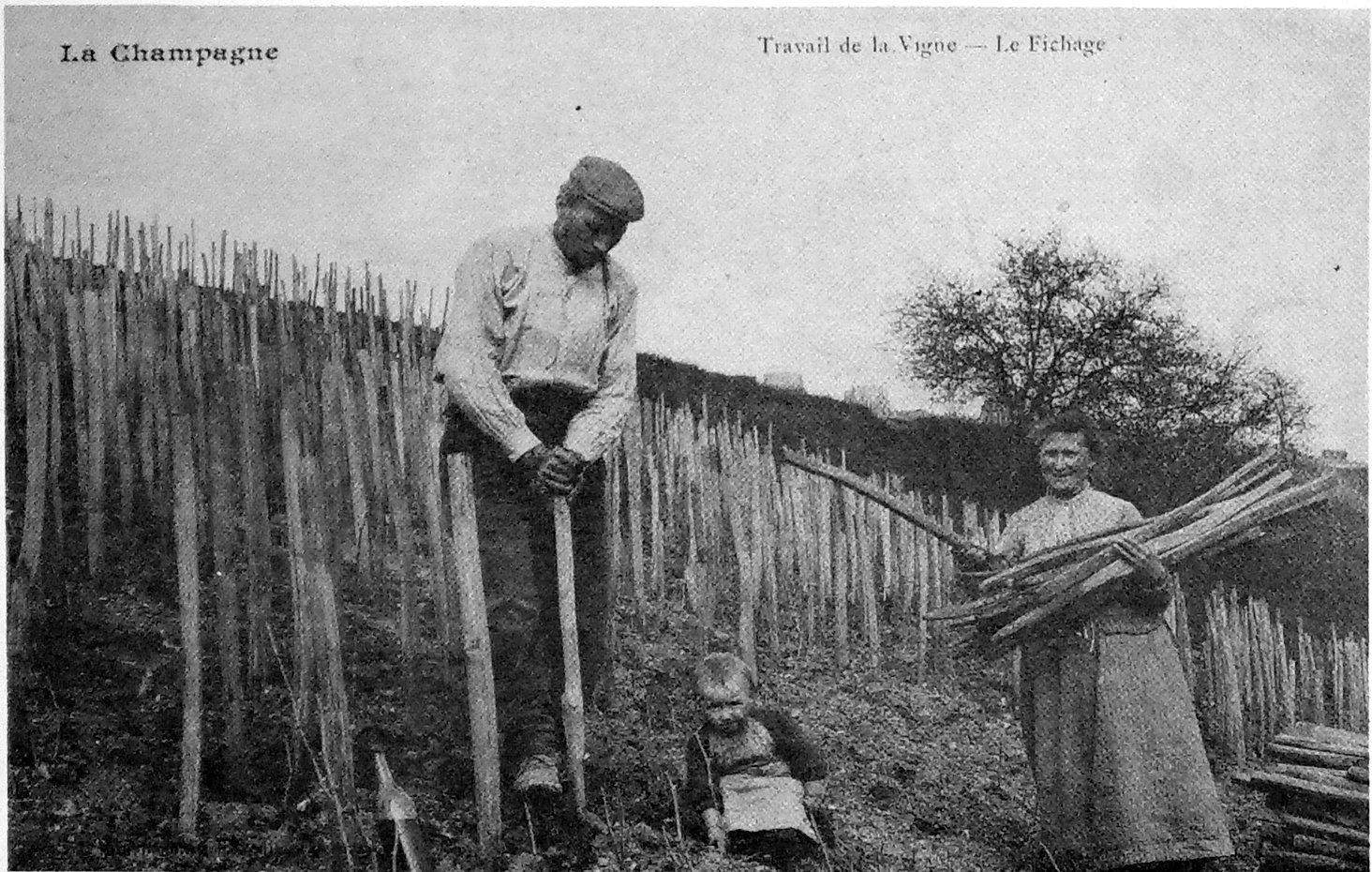
Au début du XXe siècle, les sarments étaient attachés sur des échalats.

Les terroirs champenois sont classés en trois catégories : terroirs « grand cru », terroirs « premier cru » et les autres crus (sans dénomination particulière). Ce classement permet de déterminer le prix à payer au propriétaire de vignes pour son raisin. 100 % correspond au « grand cru » et l'acheteur paye 100 % du prix de référence. De 90 à 99 % il s'agit de premier cru et le prix payé est en conséquence et va de 90 à 99 % du prix de référence du raisin. De 80 à 89 %, les terroirs sont dits autres crus et sont non classés. Autrefois, le classement allait jusqu'à 60 %.
Sur les 319 crus que compte l'aire de production du champagne, seuls 17 ont droit à l'appellation « grand cru » et 42 à celle de « premier cru ».

### En Alsace
En Alsace, les appellations sont classées suivant leurs cépages (cépages nobles) et la notion d'Alsace grand cru.

### En Vallée de la Loire
La Vallée de la Loire n'a encore actuellement aucun classement officiel, mais fut régulièrement reconsidérée.

### En Provence et Corse
Un classement créé par le journaliste Dussert-Gerber fut imaginé, pour ces deux vignobles combinés, dans le cadre du guide éponyme du journaliste. Il sert de référence aujourd'hui pour ces terroirs.

### Autres régions
Aucun classement officiel n'existe dans les régions Jura, Savoie, Lorraine et Sud-ouest.

## Phylloxéra

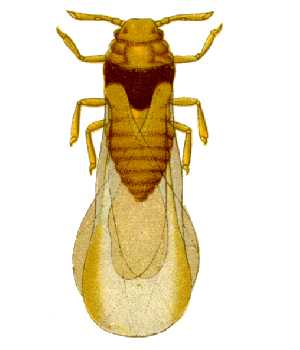
Phylloxéra (Daktulosphaira vitifoliae).

Un insecte térébrant, importé par mégarde des États-Unis dans les années 1865-70, va plonger la viticulture dans sa première grande crise. Le vignoble européen décimé est heureusement sauvé par l'importation de plants américains résistants à l'insecte. La production française chute et ce sont les vignobles méridionaux qui en profitent, en mettant sur le marché des vins de moindre qualité.
Le phylloxéra s'est d'abord implanté en France. Les premiers foyers d'infestation qui apparaissent ici ou là sont dus à l'imprudence de pépiniéristes ou d'expérimentateurs ; puis l'infestation s'étend en tache d'huile plus ou moins vite selon la densité des vignobles et l'influence des vents dominants. Malgré les mesures imposées par les États pour contrôler les importations de ceps, le phylloxéra a progressivement infesté les vignobles du monde entier, n'épargnant que les vignobles plantés en terre sablonneuse, et les plants américains résistants.
Les dates indiquées peuvent varier car la date où l'insecte a été identifié est parfois postérieure de trois à quatre ans avant son arrivée.
- 1863 : première apparition du phylloxéra à Pujaut près de Roquemaure, dans le Gard (France) et dans une serre (où elle est maîtrisée) à Hammersmith, Londres (Grande-Bretagne) ;
- 1865 : deuxième foyer d'infestation à la Crau-Saint-Rémy Bouches-du-Rhône ;
- 1865 : première infestation au Portugal (vallée du Douro) ;
- 1866 : nouveau foyer en face de Bordeaux, à Floirac en Gironde ;
- 1868 : identification par Planchon du puceron dévastateur, déjà identifié aux États-Unis en 1854 par Asa Fitch sous le nom de Pemphigus vitifoliae ;
- 1871 : la zone infestée dans la vallée du Rhône forme un grand triangle qui atteint Cadarache à l'Est, Castries à l'Ouest et Tain-l'Hermitage au Nord ;
- 1871 : premier foyer, à Pregny en Suisse, près de Genève ;
- 1872 : nouveau foyer en France près de Cognac ;
- 1872 : Klosterneuburg (Autriche) ;
- 1873 : le phylloxéra apparaît en Californie ;
- 1874 : première apparition en Allemagne près de Bonn ;
- 1876 : nouveau foyer d'infestation à Orléans ;
- 1875 : le phylloxéra s'étend à l'Autriche ;
- 1875 : l'Australie est contaminée ;
- 1877 : premières apparitions en Espagne à Malaga (Andalousie) et Gérone (Catalogne) ;
- 1878 : extension du phylloxéra en Côte-d'Or ;
- 1879 : découverte du phylloxéra en Italie, à Valmadrera, près de Côme ;
- 1880 : deux nouveaux foyers italiens à Caltanissetta (Sicile) et Imperia (Gênes) ;
- 1880 : l'Afrique du Sud est touchée ;
- 1885 : première apparition en Algérie à Mansourah, près de Tlemcen ;
- 1886 : nouveau foyer en Algérie, à Philippeville (aujourd'hui Skikda) ;
- 1887 : apparition du phylloxéra dans le sud de la Haute-Marne (Rivière les Fosses, Vaux sous Aubigny)[78] ;
- 1888 : le phylloxéra atteint le Pérou ;
- 1890 : la Champagne est atteinte à partir de l'Aisne (Trélou, près de Dormans)[79]
- 1894 : le vignoble de Champagne est atteint ;
- 1905 : extension à la Tunisie ;
- 1914 : la Mandchourie est atteinte ;
- 1919 : le Maroc est atteint ;
- 1980 : la région de Tokat en Turquie est atteinte (cépage Narince « franc de pied ») ;
- années 1990 le vignoble californien connut des attaques de la forme mutante biotype B.
- 2006 : la Yarra Valley, dans l'État australien de Victoria est atteinte.

Le XXe siècle est propice en révolutions industrielles et techniques. Les progrès de la recherche et de nombreux investissements permettent l’avènement d'une science du vin, l'œnologie dont Louis Pasteur jeta les bases. La qualité du vin se précise et la hiérarchisation des vignobles s'opère peu à peu pour arriver à celle que nous connaissons aujourd’hui.

## Pasteur et le vin

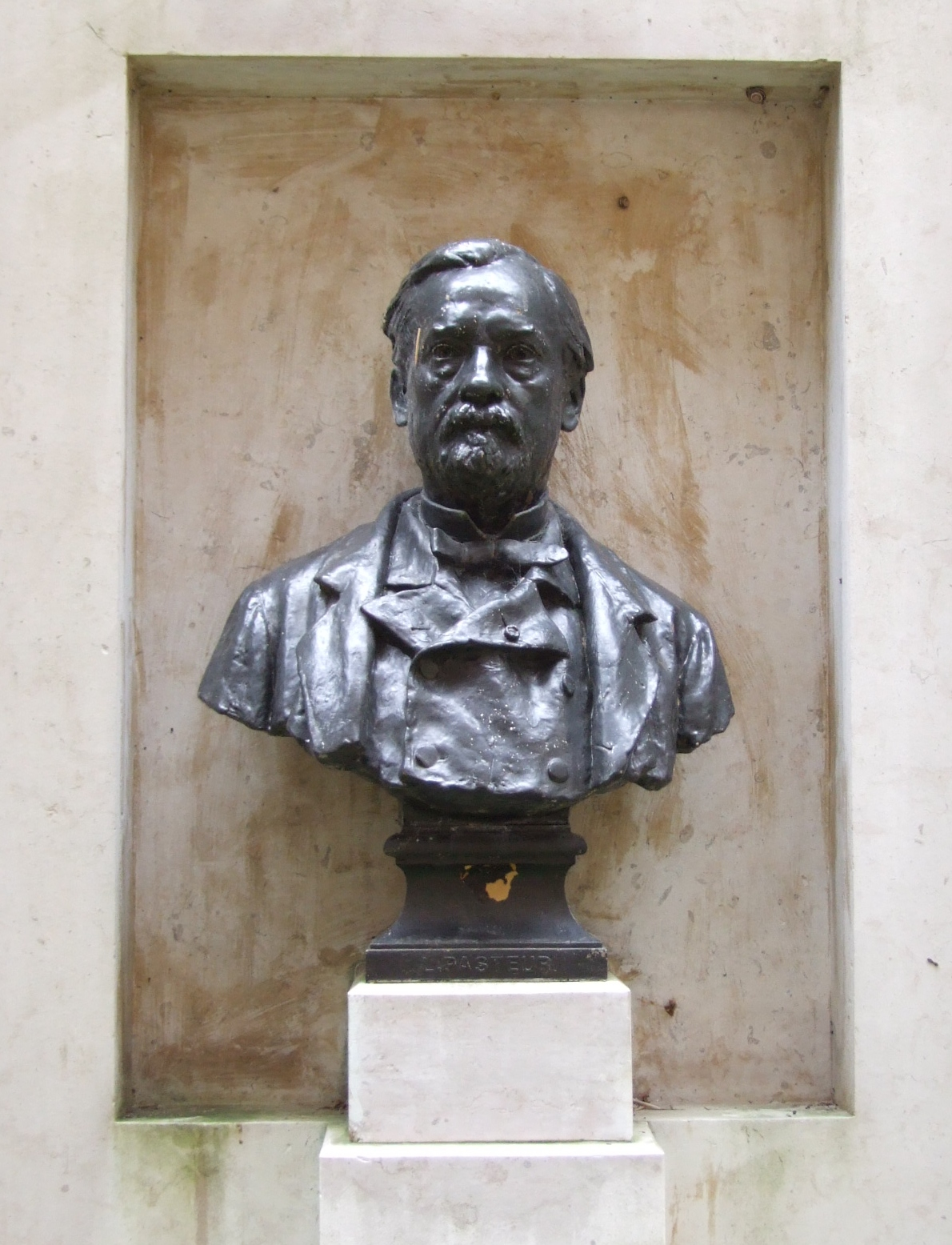
Buste de Pasteur à Dole.

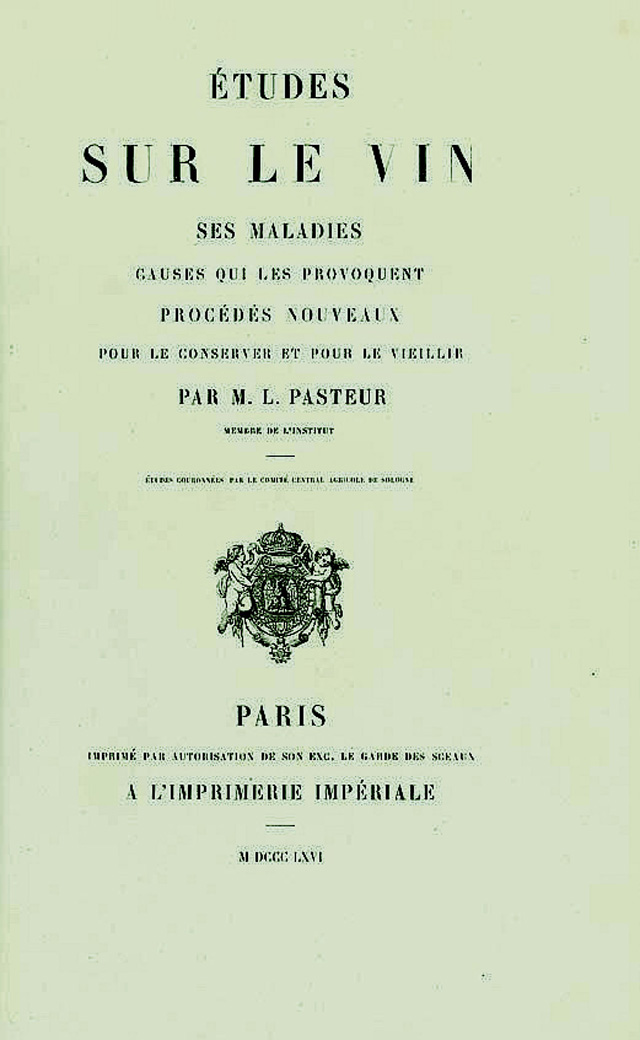
Études sur le vin, Louis Pasteur, édition de 1866.

Longtemps le perfectionnement, l'expansion et le développement de la culture de la vigne dans le monde se sont opérés sous l'impulsion des communautés religieuses. Ce n'est qu'au cours du XIXe siècle, que la recherche constante d’une meilleure qualité et l’importance culturelle accrue accordée au vin ont confirmé son rôle prépondérant dans la civilisation occidentale.
En 1863, alors que depuis quelques années les maladies des vins grèvent lourdement le commerce français Napoléon III demande à Louis Pasteur, spécialiste de la fermentation et de la putréfaction, de chercher un remède. Pasteur propose de chauffer le vin à 57 °C afin de tuer les germes et résout ainsi le problème de sa conservation et du transport, c'est la pasteurisation. Il a au sujet de ce procédé une querelle de priorité avec Alfred de Vergnette de Lamotte, dans laquelle les savants Balard et Thenard prennent parti respectivement pour Pasteur et pour Vergnette.
À propos des querelles de priorité qu'on fit à Pasteur en matière de chauffage du vin, René Dubos écrit : « Ces polémiques ont perdu tout intérêt aujourd'hui, si ce n'est de mettre en lumière l'écrasante supériorité des techniques fondées sur une théorie rationnelle par rapport aux procédés de l'empirisme. De toute antiquité, on avait sporadiquement appliqué la chaleur au vin, et certains vignerons savaient qu'on peut y parvenir dans certaines conditions sans en altérer le goût. Mais c'est Pasteur qui le premier a donné une base rationnelle aux traditions empiriques. Ce sont ces études théoriques qui ont permis de mettre au point des techniques standardisées et sûres pour la conservation non seulement du vin, mais aussi des autres liquides périssables ».
Toutefois, Pierre-Yves Laurioz plaide pour la priorité de Vergnette. Pasteur et Vergnette avaient d'ailleurs été tous deux précédés par Nicolas Appert qui avait publié le chauffage des vins en 1831 dans son ouvrage Le livre de tous les ménages), Appert n'ayant publié ses expériences sur le vin que dans les dernières éditions de son traité,.
Le 29 mai 1865, Pasteur rend publiques devant l'Académie des sciences ses Notes sur les dépôts qui se forment dans les vins. Puis le 14 août 1865, il publie ses Nouvelles observations au sujet de la conservation des vins
Le 11 octobre 1865, Pasteur adresse une lettre au rédacteur en chef du Moniteur vinicole qui paraît sous le titre Sur le procédé de conservation des vins par le chauffage préalable. Il affirme que jamais un négociant du Midi n’a fait chauffer du vin dans le but de le conserver. Si les négociants en vin le font chauffer, c’est afin de « vieillir » le vin mais jamais dans un but de conservation. Il fait référence à ses notes publiées à l’Académie en mai et août. Il reconnaît, dans le même article envoyé au rédacteur, que la personne qui a le plus approché son procédé de conservation est M. de Vergnette-Lamotte. Mais il insiste pour faire remarquer que le procédé proposé par celui-ci le 1er mai 1865 n’a que des analogies avec le sien. De même, il précise qu'il ne connaissait pas les expériences d’Appert lorsqu’il adresse la lettre au rédacteur en chef.
Dans sa lettre au Moniteur vinicole, il indique qu’il prend pour la première fois connaissance de la note de Vergnette, publiée en 1850 et qui vient d’être republiée le 13 mai 1865, dans le Journal de Beaune.
Il reconnaît que Vergnette a observé avant lui que du vin chauffé au bain-marie par le procédé d’Appert peut se conserver ensuit mais fait la nuance suivante : il termine en disant « Il n’en est pas moins vrai que M. de Vergnette est la personne qui a le plus approché du procédé de conservation que j’ai fait connaître, et c’est son travail, ainsi que la méthode d’Appert, et non les pratiques de Mèze et de Cette, que la vérité historique doit placer avant le mien ».
Des dégustateurs opérant à l'aveugle avaient conclu que la pasteurisation n'altérait pas le bouquet des grands vins, mais « Pasteur fut forcé de reconnaître la forte influence de l'imagination après avoir vu sa commission d'expertise renverser complètement ses conclusions sur le même vin en l'espace de quelques jours » ». Finalement, la pasteurisation du vin n'eut pas un grand succès et fut majoritairement abandonnée avant la fin du XIXe siècle. Avant la Première Guerre mondiale, l'Institut Pasteur pratiqua sur le vin une pasteurisation rapide en couche mince qui ne se répandit guère mais fit plus tard « un retour triomphal en France sous son nom américain » de flash pasteurization. Cette variante est encore utilisée par certains vignerons ou des maisons de négoce, comme le domaine Louis Latour (Louis Latour fut un ami personnel de Louis Pasteur), dans le but d’accroître la stabilité du vin, de protéger sa couleur et ses arômes tout en tuant les bactéries utiles à la fermentation mais qui pourraient ultérieurement en perturber la qualité

## Les appellations d'origines

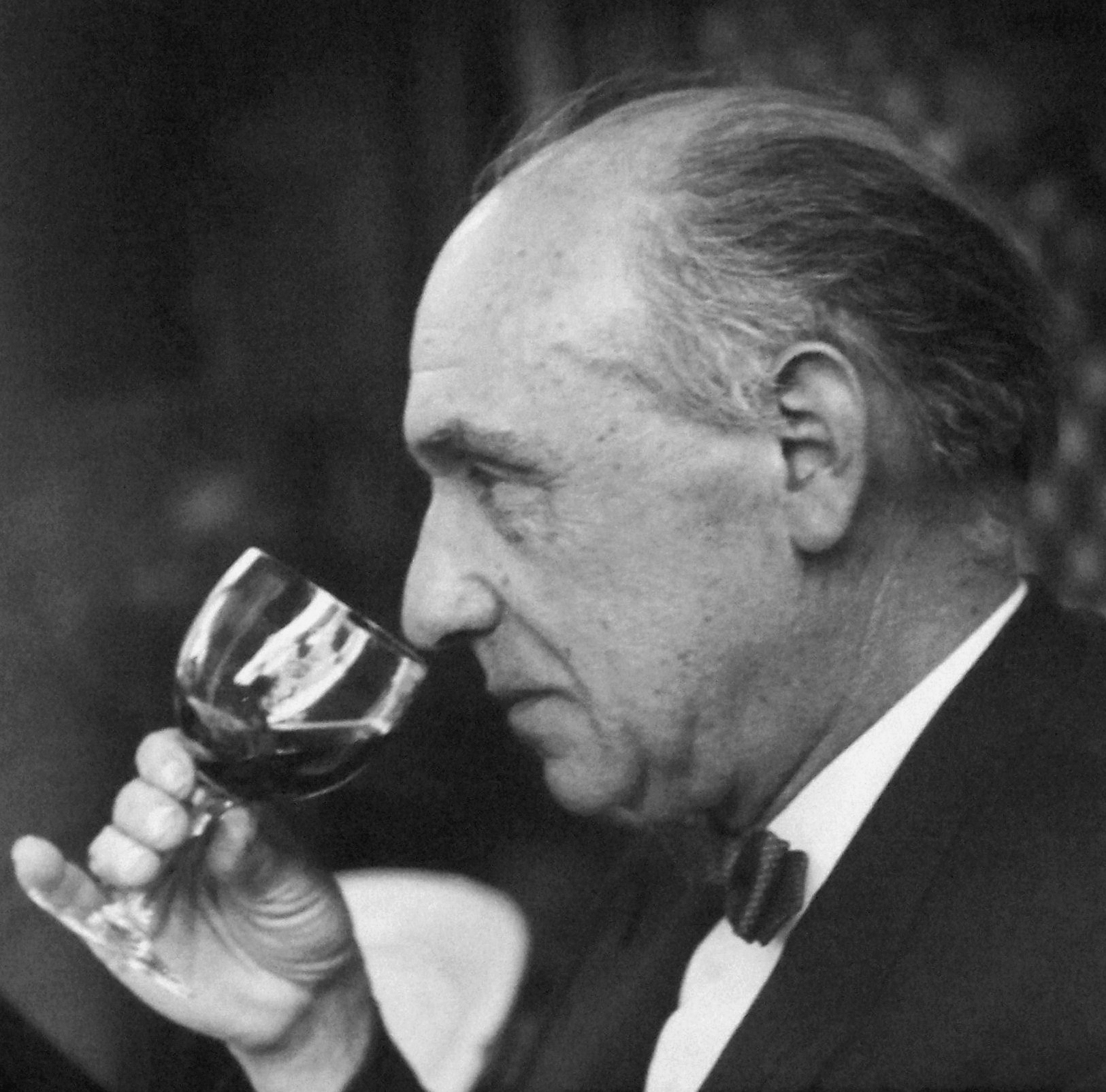
Le baron dégustant.

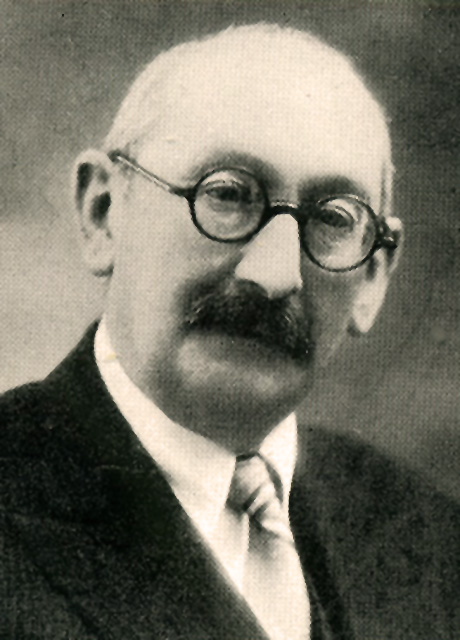
Joseph Capus, député de la Gironde.

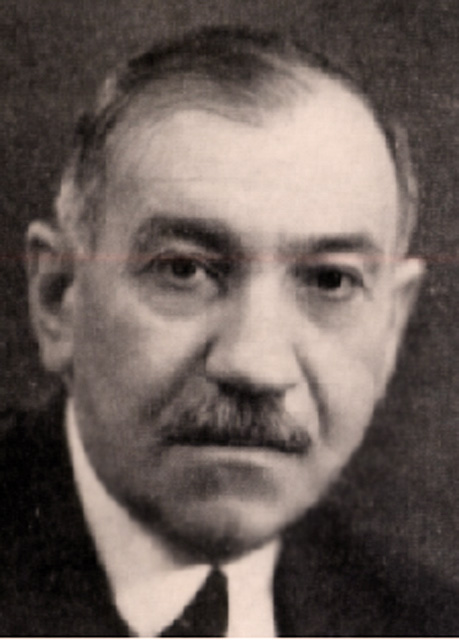
Édouard Barthe, député de l'Hérault.

La création des AOC est due à Pierre Le Roy de Boiseaumarié, dit le baron Le Roy, vigneron à Châteauneuf-du-Pape. Avec son ami Joseph Capus, ils sont à l'origine du renouveau des appellations vitivinicoles en France et dans le monde. Pierre Charnay explique : « Lorsqu'il est arrivé dans le Vaucluse, les viticulteurs de Châteauneuf-du-Pape avaient de graves problèmes : le phylloxéra, la chute de qualité, la tromperie sur la marchandise... certains d'entre eux faisaient venir du raisin du Gard. »
Connaissant la formation de juriste du baron, les viticulteurs de la commune firent appel à lui pour remettre de l'ordre dans cette pagaille. Il fit d'abord créer en 1924, le syndicat des vignerons de Châteauneuf-du-Pape, puis, en 1929, le syndicat des Côtes-du-Rhône.
En 1932, au sein de la Fédération des Associations Viticoles de France, fut créée une « Section des grands crus » dont le secrétaire général fut le baron. Cette initiative fut immédiatement soutenue et appuyée par le sénateur Capus, ancien ministre de l'Agriculture de 1923 à 1925.
Elle allait d'ailleurs dans le même sens que la fondation, en 1929, par Édouard Barthe, député de l'Hérault, de l'Office International de la Vigne et du Vin et, en 1931, du « Comité National de Propagande en faveur du Vin ».
Sur la base d'un procès en justice, le baron obtint en 1933, un jugement qui définit et délimita l'appellation Châteauneuf-du-pape. La même année, avec le gastronome Curnonsky, il fut à l'initiative de la création de l'Académie du vin de France.
Le 12 mars 1935, Joseph Capus déposa sur le bureau du Sénat une proposition de loi qu'il avait élaborée en totale concertation avec le baron Leroy. Les dispositions de la « Loi Capus » furent ensuite intégrées par Édouard Barthe dans le décret-loi du 30 juillet 1935. Cette loi permit la fondation d'un « Comité National des Appellations d'origine des vins et des eaux-de-vie qui allait devenir par décret du 16 juillet 1947 l'Institut National des Appellations d'Origine des vins et des eaux-de-vie. La première présidence fut assumée par Joseph Capus puis, à sa mort, le baron lui succéda de 1947 à 1967.
Dès sa création, le statut de cet organisme présenta une originalité. Organisme privé, doté d'une personnalité civile, il fut chargé d'un service public. Mais sa grande innovation fut de constituer légalement une nouvelle catégorie des vins et eaux-de-vie à appellation d'origine dite « contrôlée ». Le devenir de la viticulture en était désormais changé.
L'action du baron pour la défense des vins de qualité lui valut d'être fait officier de la Légion d'honneur et de devenir 17 fois président de l'Office international de la vigne et du vin.

## Vins de qualité produits dans des régions déterminées
Les vins de qualité produits dans des régions déterminées font partie de la classification européenne. L'Europe divise les vins en deux catégories les « VQPRD » et les « Vins de Table ». L'indication VQPRD regroupe et concerne les appellations d'origine de différents États européens :
- Allemagne : Qualitätswein, Qualitätswein garantierten Ursprungs et Qualitätswein mit Prädikat
- Autriche : Qualitätswein, Kabinettwein, Prädikatswein, Spätlesewein, Auslesewein, Beerenauslesewein, Ausbruchwein, Trockenbeerenauslesewein, Eiswein, Strohwein, Schilfwein et Districtus Austria Controllatus (DAC).
- Belgique: Gecontroleerde oorsprongsbenaming et Appellation d'origine contrôlée (AOC).
- Bulgarie: Гарантирано наименование за произход (ГНП).
- Chypre: Οίνος Ελεγχόμενης Ονομασίας Προέλευσης (ΟΕΟΠ).
- Espagne: Denominación de Origen Calificada (DOCa), Denominació d'Origen Qualificada (DOQ), Denominación de Origen (DO), Denominació d'Origen (DO), Denominación de Orixe (DO) et Jatorrizko Deitura (JD).
- France : Appellation d'origine contrôlée (AOC) et Appellation d'origine vin délimité de qualité supérieure (AOVDQS).
- Grèce : Ονομασία προελεύσεως ελεγχόμενη (ΟΠΕ) (dénomination d'origine contrôlée) et Ονομασία προελεύσεως ανωτέρας ποιότητος (ΟΠΑΠ) (dénomination d'origine de qualité supérieure).
- Hongrie : Minőségi bor et Különleges minőségű bor.
- Italie : Denominazione di origine controllata (DOC), Denominazione di origine controllata e garantita (DOCG), Denominazione di origine protetta (DOP). En Tyrol du Sud, Kontrollierte Ursprungsbezeichnung et Kontrollierte und garantierte Ursprungsbezeichnung.
- Luxembourg : Marque nationale, Appellation contrôlée et Appellation d'origine contrôlée (AOC).
- Portugal : Denominação de origem (DO), Denominação de Origem Controlada (DOC) et Indicação de Proveniência Regulamentada (IPR).
- Royaume-Uni : English vineyard quality wine psr et Welsh vineyard quality wine psr.
- République tchèque : pozdní sběr, archivní víno et panenské víno.
- Roumanie : Vin cu denumire de origine controlată (DOC)
- Suisse : Appellation d'origine contrôlée (AOC)

Vins de qualité produits dans des régions déterminées
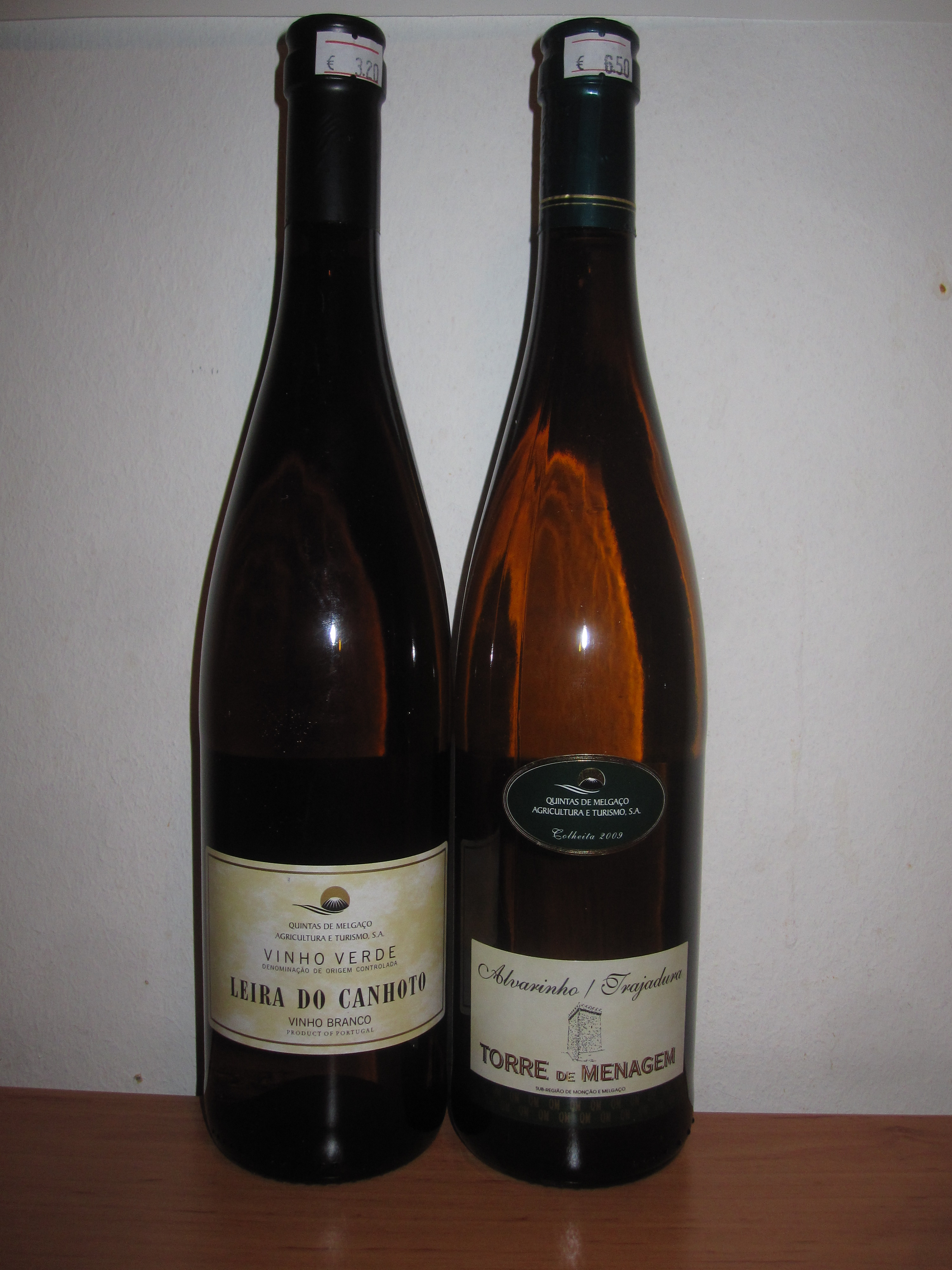
Vinho verde de Moncão et Melgaço (Portugal).
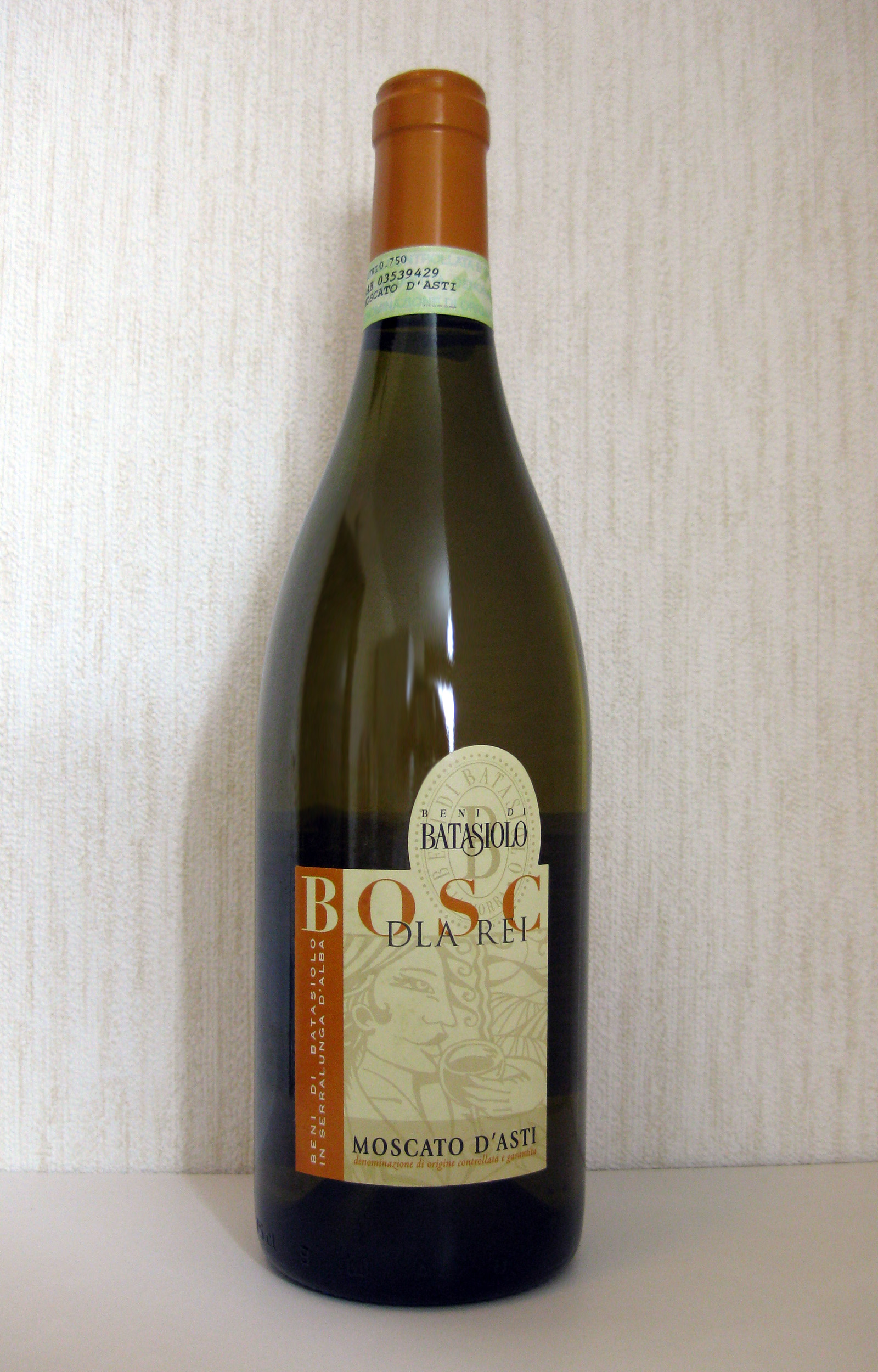
Moscato d'Asti (Italie).
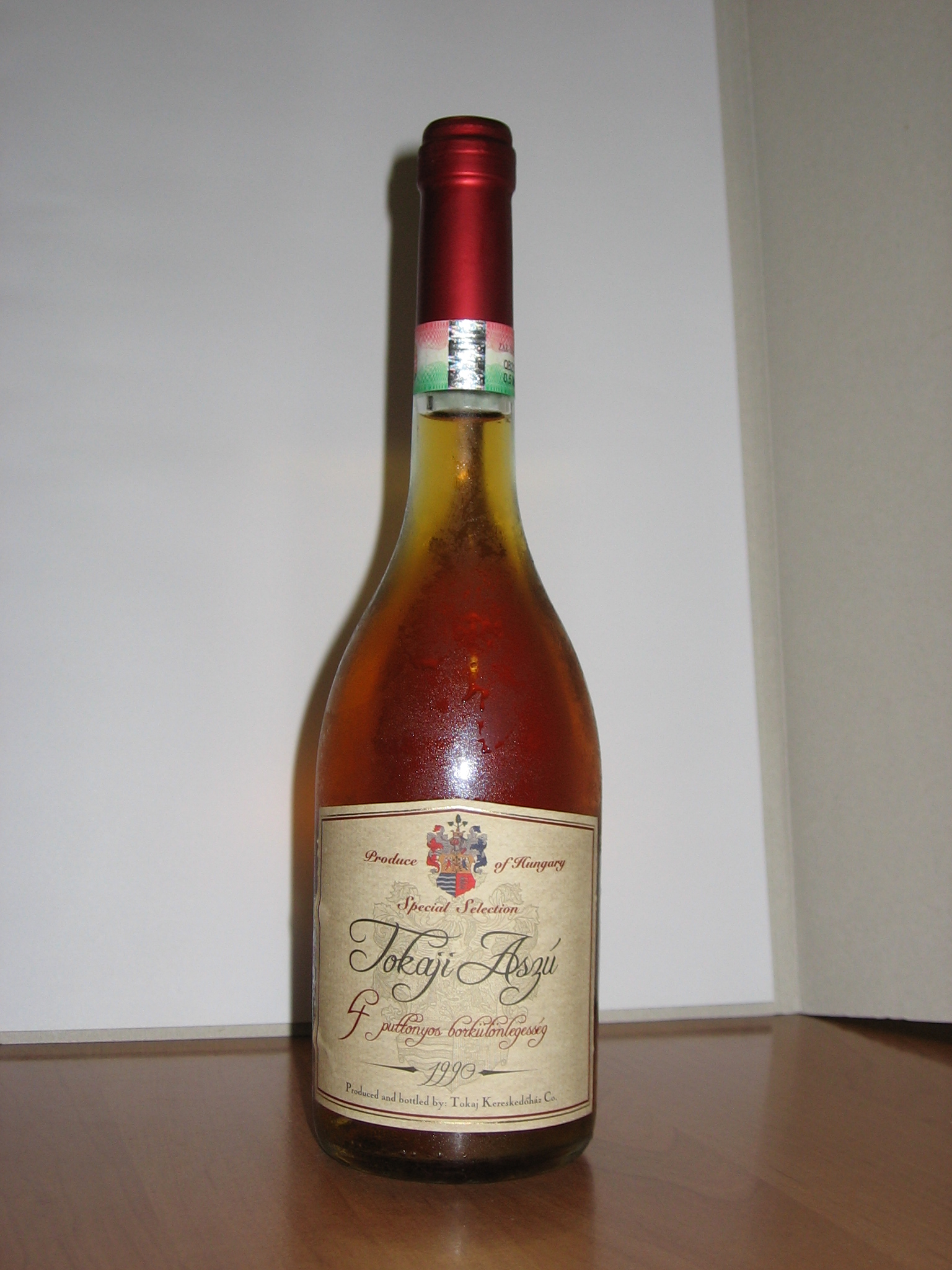
Tokay aszu (Hongrie).
Naoussa rouge (Grèce).
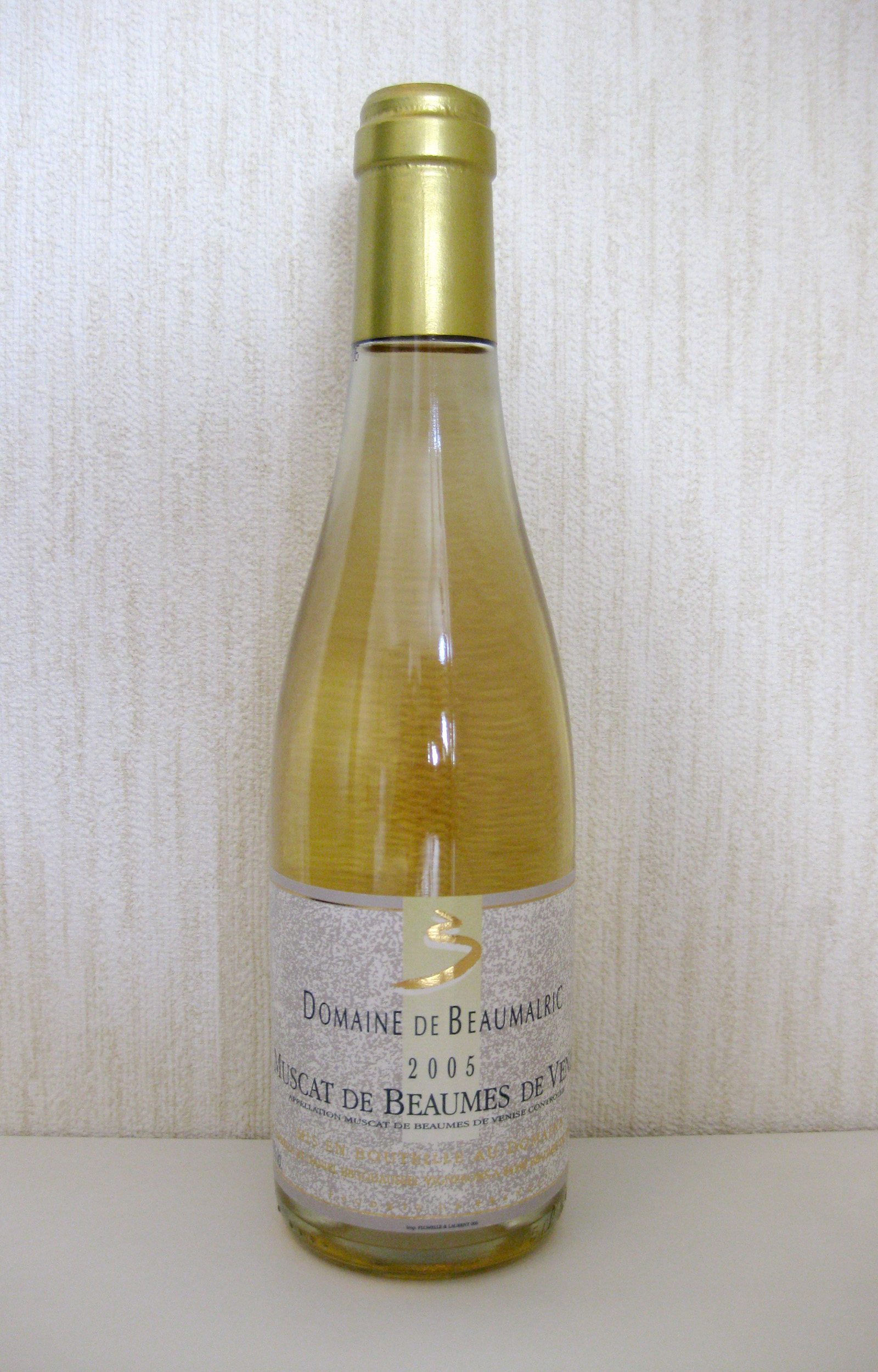
Muscat de Beaumes-de-Venise (France).
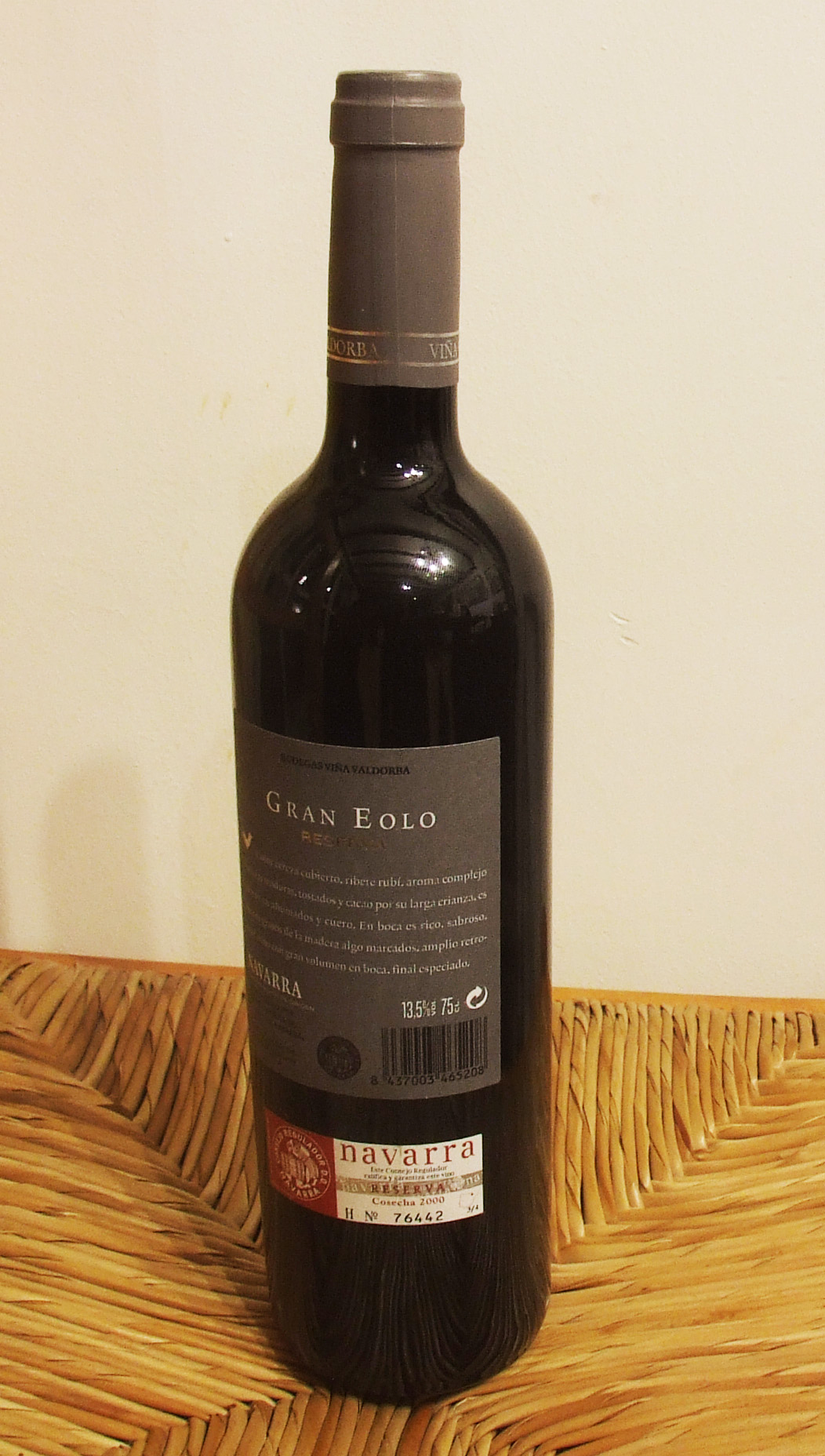
Navarra rouge (Espagne).
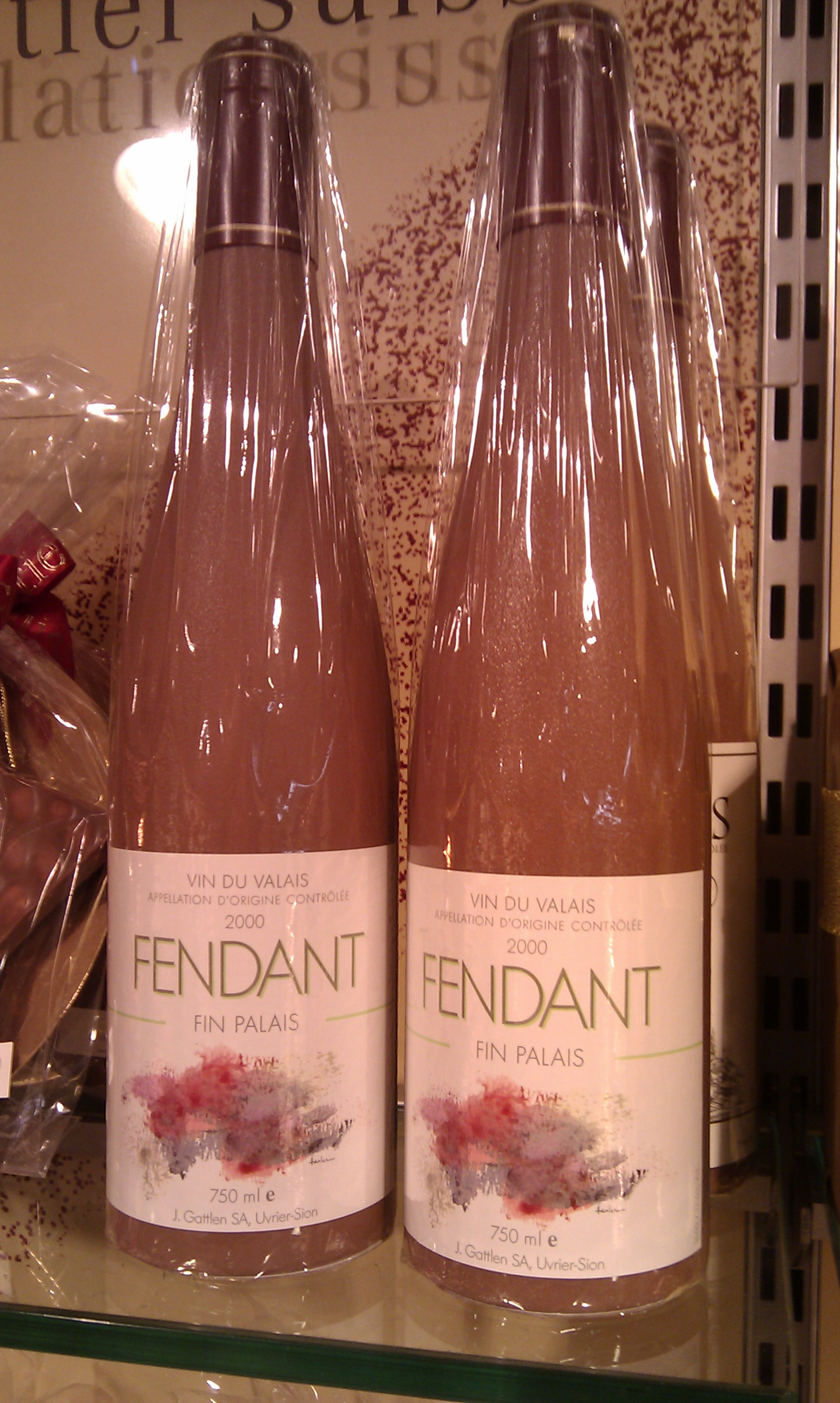
Fendant de Sion (Suisse).

Hors de l'Union européenne, les autres pays utilisant des dénominations notifiant l'origine sont :
- Australie : Geographical Indication (GI)
- Canada : Vintners Quality Alliance (VQA)
- États-Unis : American Viticultural Area (AVA)
- Afrique du Sud : Wine of Origin
- Chili : Denominación de Origen de Región Vitícola
- Brésil : Indicação de Procedência (IP)

Vins hors de l'Union européenne utilisant des dénominations notifiant l'origine
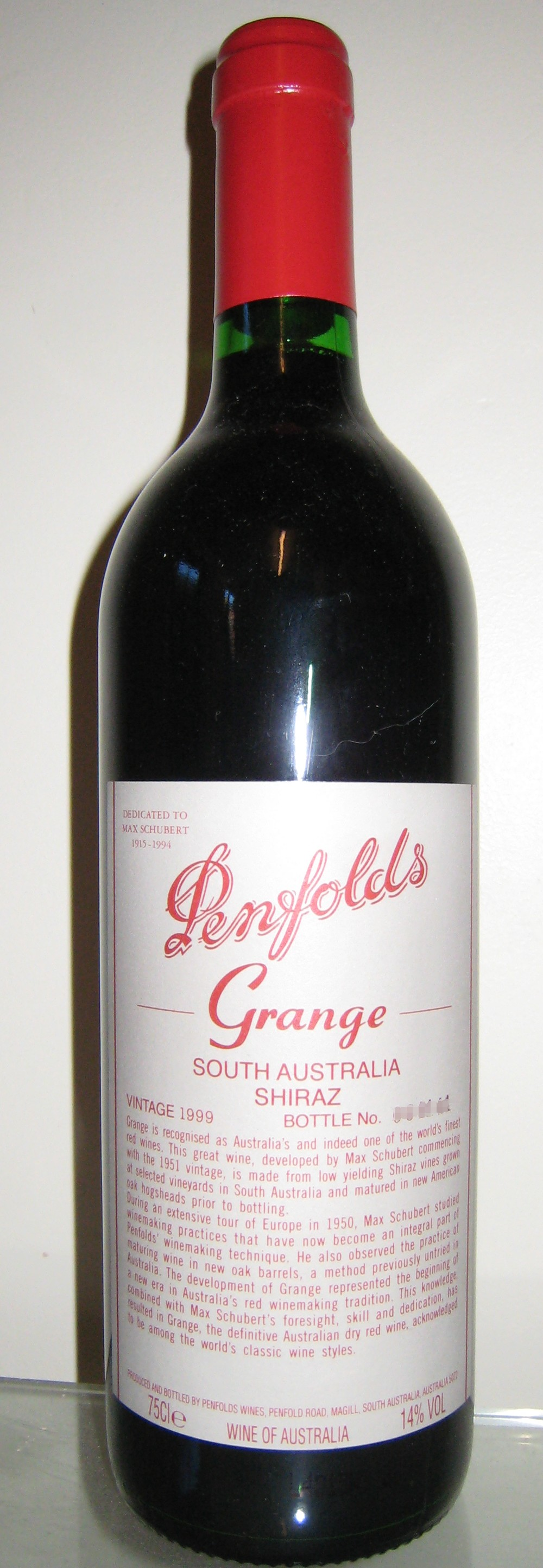
Australie.
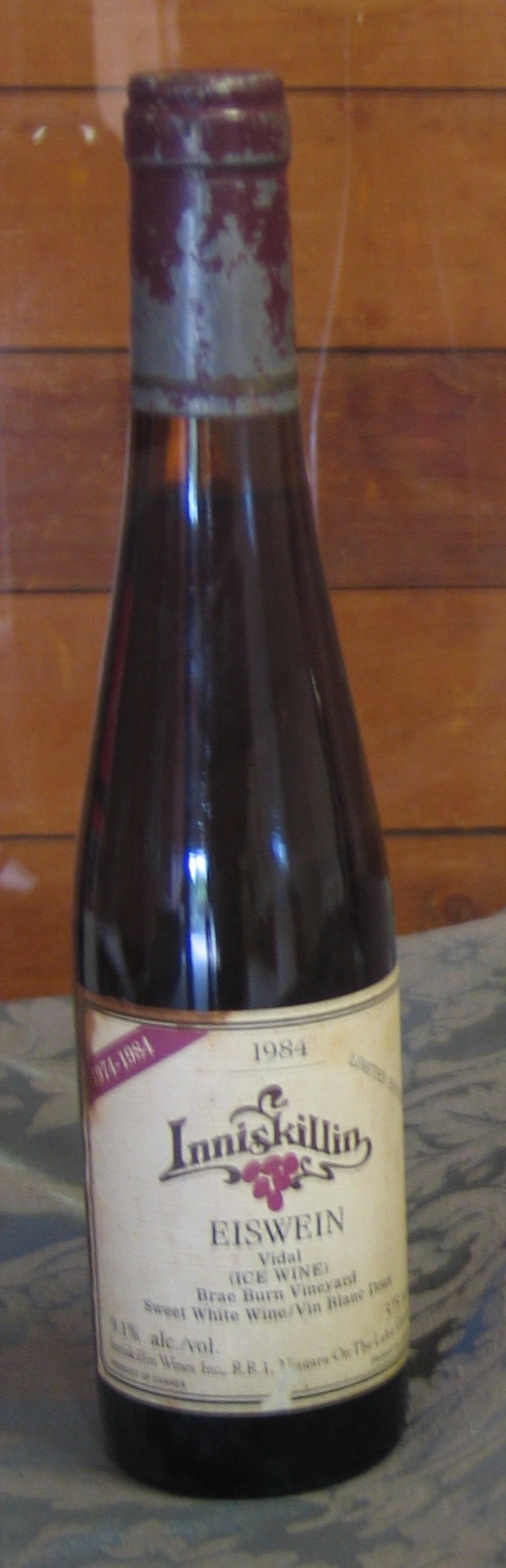
Canada.
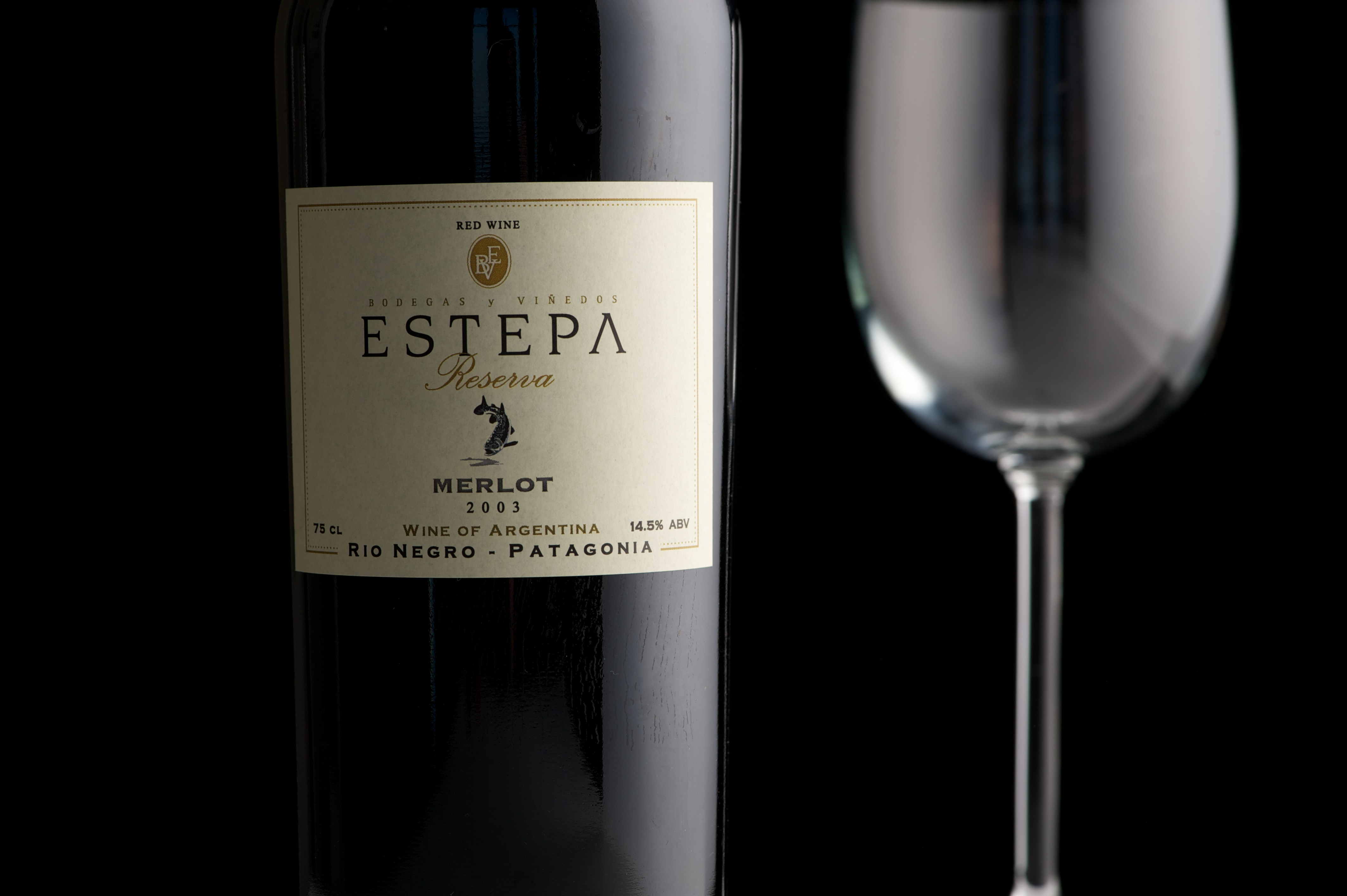
Argentine.
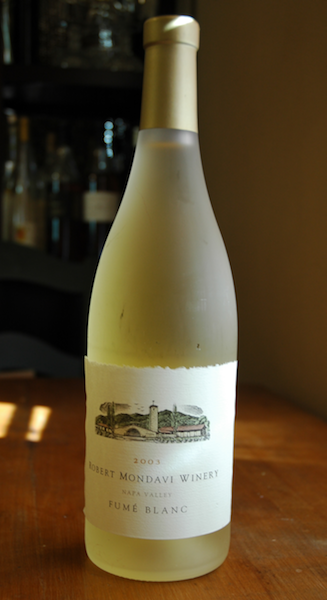
États-Unis.
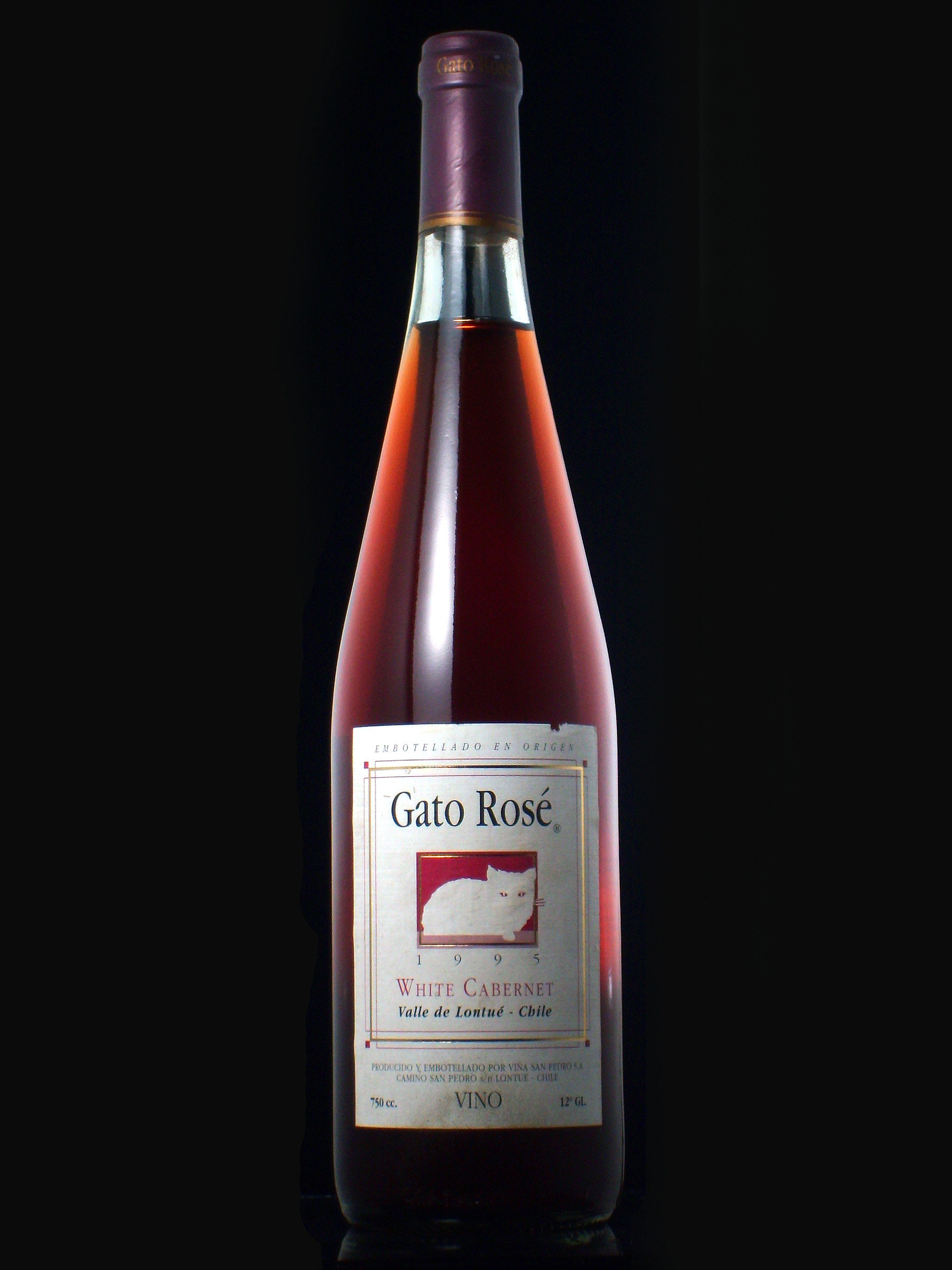
Chili.